# Сальск
Сальск (с 1899 по 1924 год — станция Торговая, с 1924 по 1926 год — посёлок Торговый) — город в России, административный центр Сальского района Ростовской области, образует Сальское городское поселение.
Общая площадь города составляет 4388,3 га (43,89 км²).
Сальск известен как одна из крупнейших узловых железнодорожных станций Северо-Кавказской железной дороги.
«День города Сальска» отмечается ежегодно с 1987 года в третью субботу сентября (первое празднование Дня города состоялось в 1980 году, когда отмечался 150-летний юбилей Сальска).

## Название
1 марта 1926 года в составе городов Северо-Кавказского края Декретом ВЦИК был утверждён город Торговый, окружной центр Сальского округа, и переименован в город Сальск.

## История

### XIX век — начало XX века
Одним из первых поселений, существовавших на современной территории города Сальска, был хутор Юдичев (по другим источникам хутор Юндин), располагавшийся на берегу реки Средний Егорлык, первое упоминание о котором относится к 1812 году. В 1849 году хутор Юдичев (Юндин) преобразован в село Воронцовское согласно желанию бывшего тогда наместником Кавказа князя Михаила Семёновича Воронцова, который в 1849 году был и ночевал в этом хуторе. В начале XX века село дополнительно получило второе название — Николаевское (в честь императора Николая II, документально не подтверждено) и стало именоваться как Воронцово-Николаевское. Территориально село входило в состав Медвеженского уезда Ставропольской губернии.

### Станция Торговая
Важнейшим событием, изменившим судьбу села Воронцовского и его окрестностей, стало строительство железнодорожной линии «Тихорецкая — Царицын», которое началось в 1895 году. В 1899 году открылось правильное движение поездов через железнодорожную станцию Торговая, которая расположилась примерно в одной версте от села Воронцовского.
В 1906 году на станции Торговая открылись механические мастерские промышленника немецкого происхождения Фогеля по изготовлению борон и печных плит, ремонту сельхозинвентаря. Здесь же появились многочисленные предприятия, связанные с обслуживанием железнодорожной станции, сельского хозяйства, склады зерна (ссыпки).
В 1915 году была введена в строй железнодорожная линия Батайск — Торговая, после чего станция стала узловой, а следовательно важным стратегическим пунктом. В том же году на станции Торговая появилось паровозное депо.

### Станция Торговая и город Сальск (1917—1941 гг.)
В ноябре 1917 года, после революции в Петрограде, на станции Торговая рабочие железнодорожники завода Фогеля создали первый в этом районе рабочий совет, который возглавили Василий Жигалов, братья Виктор и Афанасий Красновы. В конце ноября 1917 года на станции Торговая состоялось первое собрание делегатов, в том числе и села Воронцово-Николаевского, на котором был организован совет рабочих, крестьянских и солдатских депутатов. Для поддержания порядка были сформированы красногвардейские подразделения, а в соседнем селе Воронцово-Николаевском был создан комитет бедноты. В феврале 1918 года ревком станции Торговая оказал помощь в установлении советской власти рабочим станции Великокняжеская.
Станция Торговая в годы Гражданской войны была важным стратегическим пунктом. Противостояние белогвардейцев (армии А. И. Деникина) и Красной армии (отряды С. М. Будённого, Б. М. Думенко) стали ареной жестоких сражений в этом районе. В конце июня 1918 года армия Деникина захватила станцию Торговая. В июле 1918 года новая власть белогвардейцев жестоко расправилась с организаторами первого ревкома станции Торговая, которые были казнены на территории товарного двора.
В июне 1918 года, в память генерала-лейтенанта Маркова С. Л., убитого в бою у станции Шаблиевской, Деникин переименовал село Воронцово-Николаевское в город Марков (в 1920 году название город Марков было упразднено, а населённому пункту возвращено прежнее наименование — село Воронцово-Николаевское).
После окончательного установления советской власти произошли значительные изменения в административном делении. В июне 1920 года село Воронцово-Николаевское преобразовано в уездный центр Ставропольской губернии. До июня 1924 года село Воронцово-Николаевское и станция Торговая входят в Воронцово-Николаевский уезд Ставропольской губернии. В июне 1924 года уезд Воронцово-Николаевский (центр — село Воронцово-Николаевское) передан из Ставропольской губернии в Сальский округ (центр — станица Великокняжеская) Северо-Кавказского края согласно постановлению Донисполкома № 156 от 18 июня 1924 года и во исполнение постановления Президиума ВЦИК от 2 июня 1924 года. Уезды этим же постановлением преобразованы в районы. В Сальский округ Северо-Кавказского края входили районы: Белоглинский, Воронцово-Николаевский, Дубовский, Западно-Коннозаводческий, Зимовниковский, Орловский, Пролетарский, Романовский, Цимлянский. В августе 1924 года центр Сальского округа был перенесён из станицы Пролетарской (бывшая Великокняжеская) на станцию Торговая.
1 марта 1926 года в составе городов Северо-Кавказского края Декретом ВЦИК был утверждён город Торговый, окружной центр Сальского округа, и переименован в город Сальск. В августе 1930 года постановлением Президиума Северо-Кавказского крайисполкома округа были упразднены. Воронцово-Николаевский район переименован в Сальский район. Центр Сальского района находился в городе Сальске.
В 1926 году открылась деревообрабатывающая мастерская, её первым почётным заказом было изготовление деревянных вагончиков для первопроходцев «Гиганта». В 1927 году построена электростанция с двигателями в 100 и 300 лошадиных сил. Затем были построены кирпичный завод, элеватор, масло- и хлебозаводы, комбикормовый завод, мясокомбинат и лесокомбинат (созданный на основе деревообрабатывающей мастерской).
В 1928 году в Сальске была построена центральная больница на 125 коек. Большую помощь в её строительстве оказал С. М. Будённый. По его ходатайству было выделено на строительство 2 миллиона рублей.
На северо-западной окраине Сальска располагалось село Воронцово-Николаевское. Граница города и села проходила примерно по сегодняшней улице Свободы. Село Воронцово-Николаевское и город Сальск существовали как самостоятельные административные единицы и входили в состав Сальского района.
В 1930-е годы Сальск развивался как региональный промышленный центр с преимущественным упором на переработку сельскохозяйственной продукции, производство комбикормов, а также на выпуск и ремонт сельскохозяйственной техники. В городе были сосредоточены межрайонные организации и учреждения, а также базы, снабжавшие все восточные районы области. Была застроена главная улица: Дом Советов (ныне индустриальный техникум), гостиница, банк, здание земельного комитета (ныне прокуратура), административное здание «Заготзерно» (нынешний художественный музей), почта, милиция, здание крайсоюза (райпо), сельскохозяйственный техникум (ныне — здание администрации городского поселения), вокзал. Сальск приобретал городские черты.

### Сальск в годы Великой Отечественной войны 1941—1945 годов

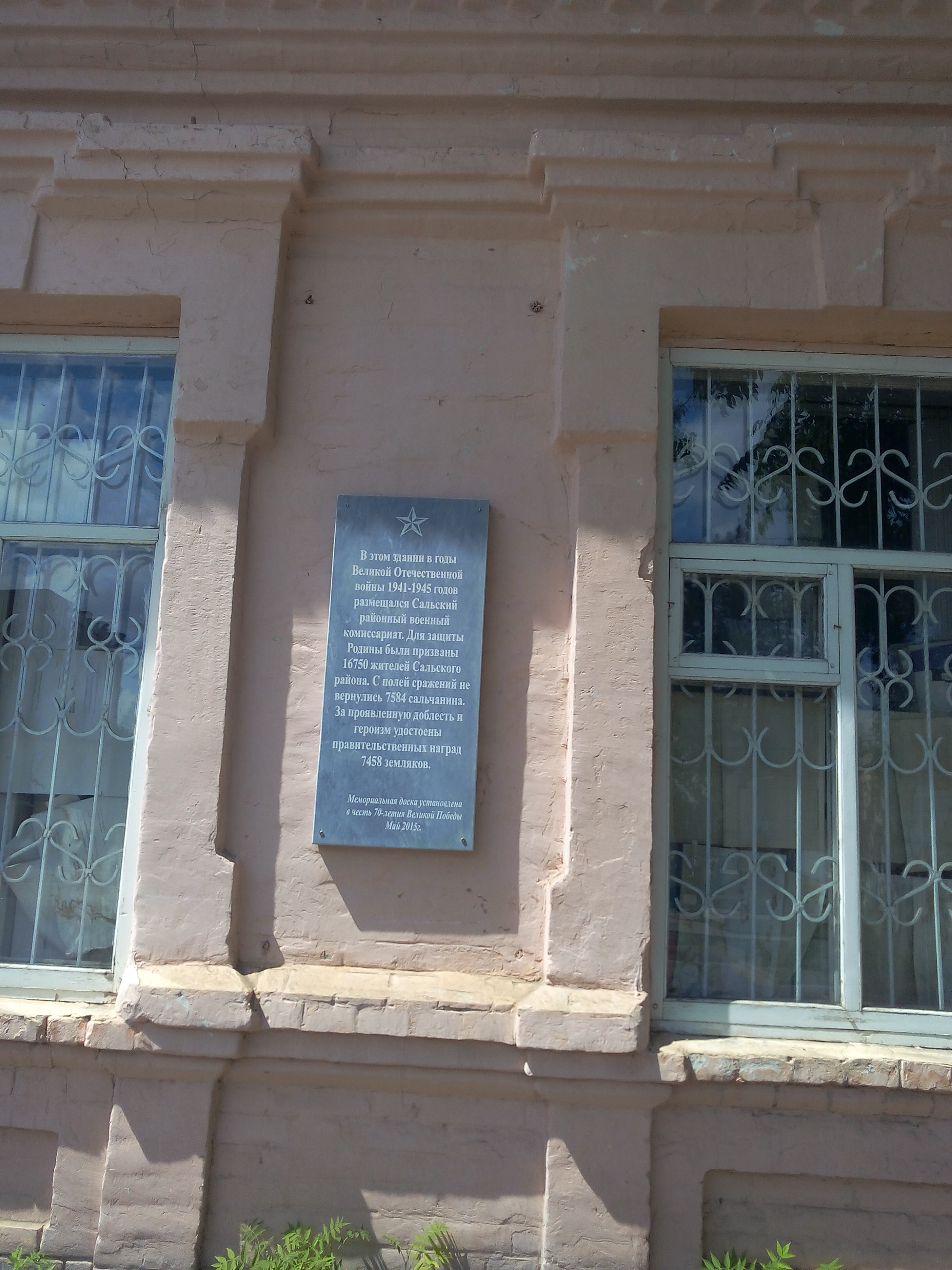
Мемориальная доска на здании бывшего военкомата г. Сальска. Установлена в честь 70-летия Великой Победы.

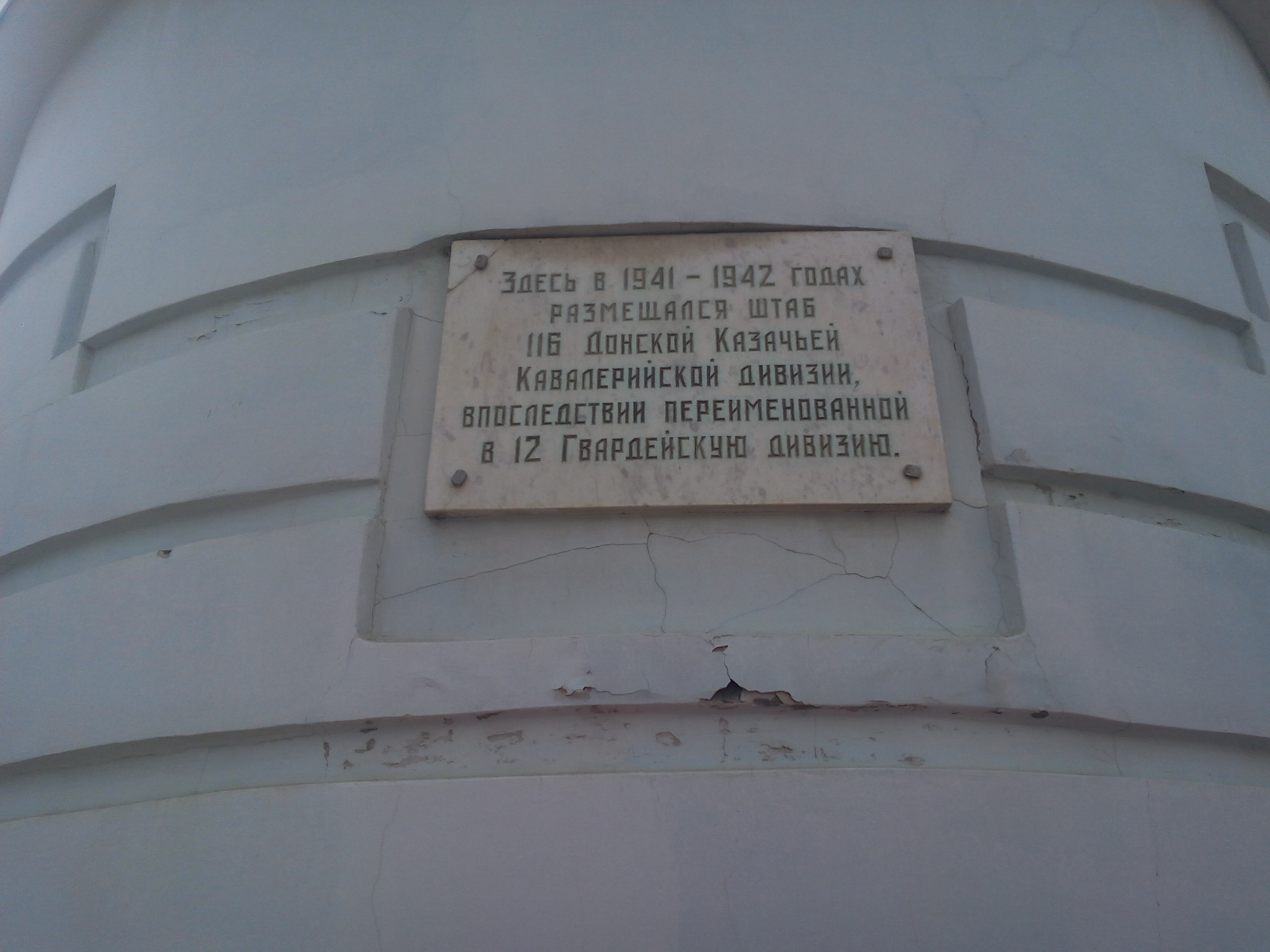
«В этом здании в 1941—1942 годах размещался штаб 116-й Донской казачьей кавалерийской дивизии, впоследствии переименованной в 12-ю гвардейскую»

22 июня 1941 года началась Великая Отечественная война, с первых дней активную работу по мобилизации вёл Сальский военный комиссариат. За годы войны было призвано на фронт 16 750 сальчан, из которых 7584 не вернулись с полей сражения. На здании бывшего военкомата г. Сальска по улице Ленина, 29, в честь 70-летия Великой Победы установлена мемориальная доска.
В ноябре 1941 года в Сальске была сформирована 116-я Донская кавалерийская дивизия, впоследствии переименованная в 12-ю гвардейскую дивизию. Первым командиром дивизии был назначен герой Гражданской войны, ветеран Первой Конной армии Пётр Стрепухов. Начальником штаба был назначен Рыжков Григорий Петрович. Штаб дивизии размещался в здании бывшей гостиницы «Сальск» на улице Ленина, дом 15, здесь позже была установлена памятная доска.
В Сальске также был сформирован полк народного ополчения, влившийся в состав сформированной в Ростовской области 339-й стрелковой дивизии. Командиром полка был назначен Иван Иосифович Сцепуро. Полк получил наименование — «1135-й Сальский стрелковый полк». За успешные операции в Крыму Сальский полк был удостоен ордена Суворова 3-й степени.
В июле 1942 года бой у железнодорожного моста через реку Маныч, в котором участвовали воины 24-го пограничного полка под командованием подполковника С. Е. Капустина, позволил на некоторое время задержать продвижение фашистов, дав возможность эвакуировать снаряжение, технику и население.
В период Великой Отечественной войны, с 31 июля 1942 года по 22 января 1943 года, Сальск был оккупирован немецко-фашистскими войсками.
На южной окраине села Капустино (ныне входящего в состав города Сальска) фашистами был построен военный аэродром для оказания поддержки гитлеровским войскам, сосредоточенными в районе Сталинграда. На этом аэродроме базировалось свыше 300 самолётов-бомбардировщиков противника.
В период оккупации немецко-фашистскими войсками города Сальска и окрестных сёл Воронцово-Николаевского, Капустино, хутора Заречного, на территории карьера кирпичного завода был создан концентрационный лагерь, в котором содержались советские военнопленные и мирные граждане. За время оккупации фашистами было казнено свыше трёх тысяч советских граждан.

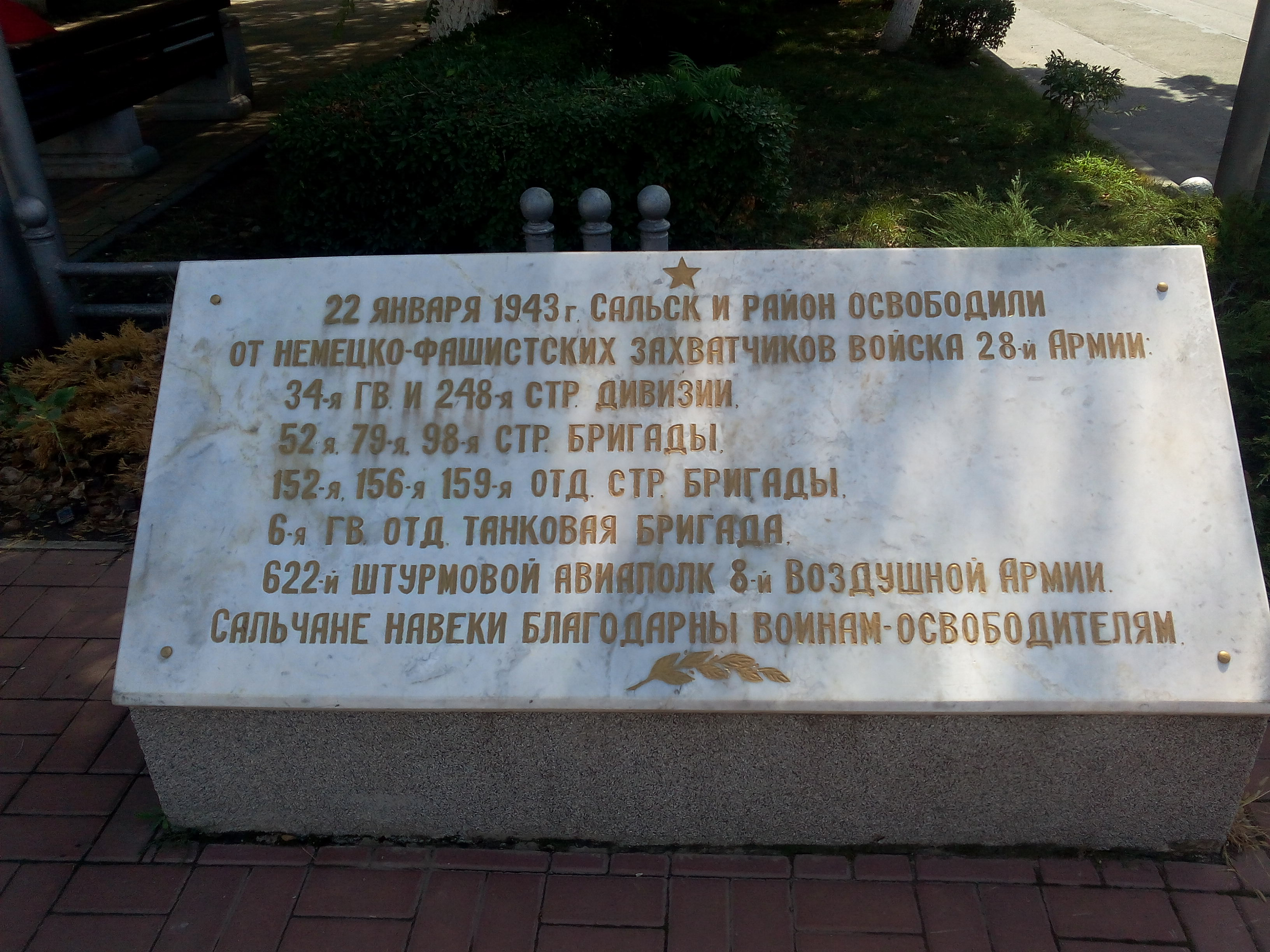
Памятная доска в честь освободителей города Сальска

22 января 1943 года город Сальск был освобождён от немецко-фашистских захватчиков. Непосредственное участие в освобождении Сальска принимали 152-я и 156-я отдельные стрелковые бригады 28-й Армии Южного фронта, которыми командовали полковники И. Е. Ходос и Г. Ф. Демурин (ныне их имена носят улицы города).
За время оккупации городу был нанесён значительный урон. Разрушены вокзал, промышленные предприятия, больничный городок, школы и другие здания. Общий ущерб оценивался в 317 миллионов 204 тысячи рублей (в денежном выражении 1943 года).

### Послевоенное время
После окончания войны город был в короткое время восстановлен и получил значительное экономическое и социальное развитие.
В 1946 году на станции Сальск было создано Сальское отделение Северо-Кавказской железной дороги.
31 мая 1957 года село Воронцово-Николаевское и хутор Заречный были упразднены и включены в черту города Сальска. В результате слияния с селом Воронцово-Николаевским и хутором Заречным увеличилась городская территория, на окраинах выросли новые микрорайоны, началось благоустройство центральных улиц. Город всё больше приобретал современный вид. В 1960-х годах было положено начало массового строительства многоквартирных жилых домов в локомотивном городке, нефтегородке, по улицам Николая Островского, имени Ленина, Пушкина и другим, проектировались современные микрорайоны с многоэтажной застройкой.
В 1962 году территория села Капустино была включена в городскую черту города Сальска, а Капустинский сельский совет был упразднён. Население города превысило 50 тысяч человек, что дало возможность перейти в разряд средних городов СССР, а 1 февраля 1963 года Сальск получил статус города областного подчинения.
Сальск в 1970-х годах развивался как промышленный город, были построены новые предприятия, реконструировались старые. На каждом крупном предприятии осуществлялась коренная реконструкция промышленного производства. Комплексные планы по реконструкции проводились на заводе кузнечно-прессового оборудования, на авторемонтном, комбикормовом заводах, заводе пиво-безалкогольных напитков, на меховой, обувной фабриках, на мебельном комбинате.
Немаловажную функцию в экономике города и района играло Сальское отделение железной дороги, на котором трудилось свыше 6 тысяч сальчан. Производственная жизнь отделения Северо-Кавказской железной дороги была тесно связана с обслуживанием 18 районов Ростовской области, а также некоторых районов Краснодарского края и Городовиковского, Яшалтинского районов Калмыкии.
Ведущими предприятиями города Сальска в 1980-е годы были станция Сальск и Сальское отделение железной дороги, Сальское локомотивное депо, заводы кузнечно-прессового оборудования и комбикормовый, мебельный комбинат, швейная, меховая фабрики. Продукция заводов КПО и «Сальсксельмаш» пользовались спросом не только в СССР, но и за рубежом.
С 1993 года город Сальск был включён в государственную программу «Возрождение, строительство, реконструкция и реставрация исторических малых и средних городов России». В городе были созданы соответствующие органы управления по реализации данной программы. В рамках программы «Возрождение» было начато строительство Храма св. Кирилла и Мефодия на площади Юбилейная, строились многоэтажные жилые дома и другие объекты. В последующие годы продолжалось осуществление мероприятий, обозначенных в программе «Возрождение» и внесённых дополнений Постановлением Правительства РФ.

## Планировка города
В соответствии с генеральным планом выделено 7 планировочных районов города Сальска: «Центральный», «Низовский», «Новосальск», «Заречный», «Кучур-Да», «Капустино», «Промышленный».
Территориальное устройство районов:
- Центральный район состоит из микрорайонов «Черёмушки», «Юбилейный», кварталов многоэтажных домов, многоквартирной и индивидуальной застройки, а также кварталов административных, социально-культурных и производственных зданий и сооружений;
- Низовский район состоит из микрорайона многоэтажной застройки «Родничок», а также кварталов многоэтажных домов и частных домовладений;
- Новосальск состоит из микрорайонов: «Нефтегородок», «7 ветров», «Военгородок», «Магистральный», «Пушинка» и кварталов многоквартирной и индивидуальной застройки;
- Заречный район состоит из микрорайонов: «Плодопитомник», «Заречье-1», «Заречье-2», «Заречье-3», «посёлок Энергетиков»;
- Кучур-Да состоит из микрорайонов: «Луна», «Лесхоз», «Рыбколхоз», кварталов многоэтажных домов и частных домовладений;
- Капустино территориально разделяется на кварталы частных домовладений и производственно-промышленные зоны;
- Промышленный район состоит из микрорайонов: «Локомотивный городок», «ДОС — Сальск-7», кварталов многоквартирной застройки, а также производственно-промышленных зон города.

## Физико-географическая характеристика
Город расположен на юго-востоке Ростовской области в пределах Доно-Егорлыкской равнины, в долине реки Средний Егорлык. Средняя высота над уровнем моря — 29 м. Рельеф местности равнинный. Река Средний Егорлык (в черте города образует Воронцово-Николаевское водохранилище) разделяет Сальск на две неравные части. Большая часть города расположена на правом берегу реки Средний Егорлык. На реке Средний Егорлык, а также прилегающих к ней балках созданы пруды.

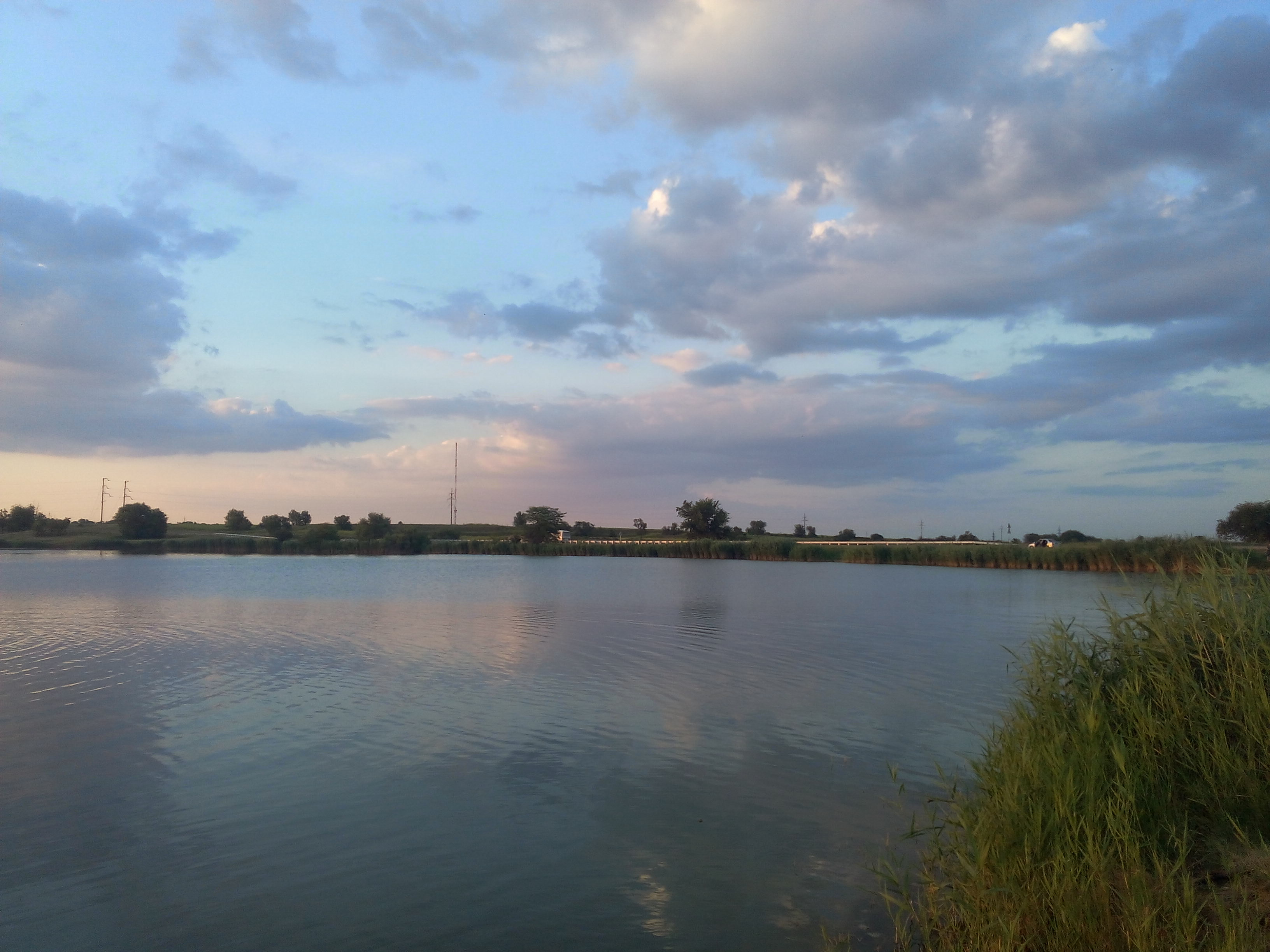
Вид на плотину со стороны Воронцово-Николаевского водохранилища (река Средний Егорлык)
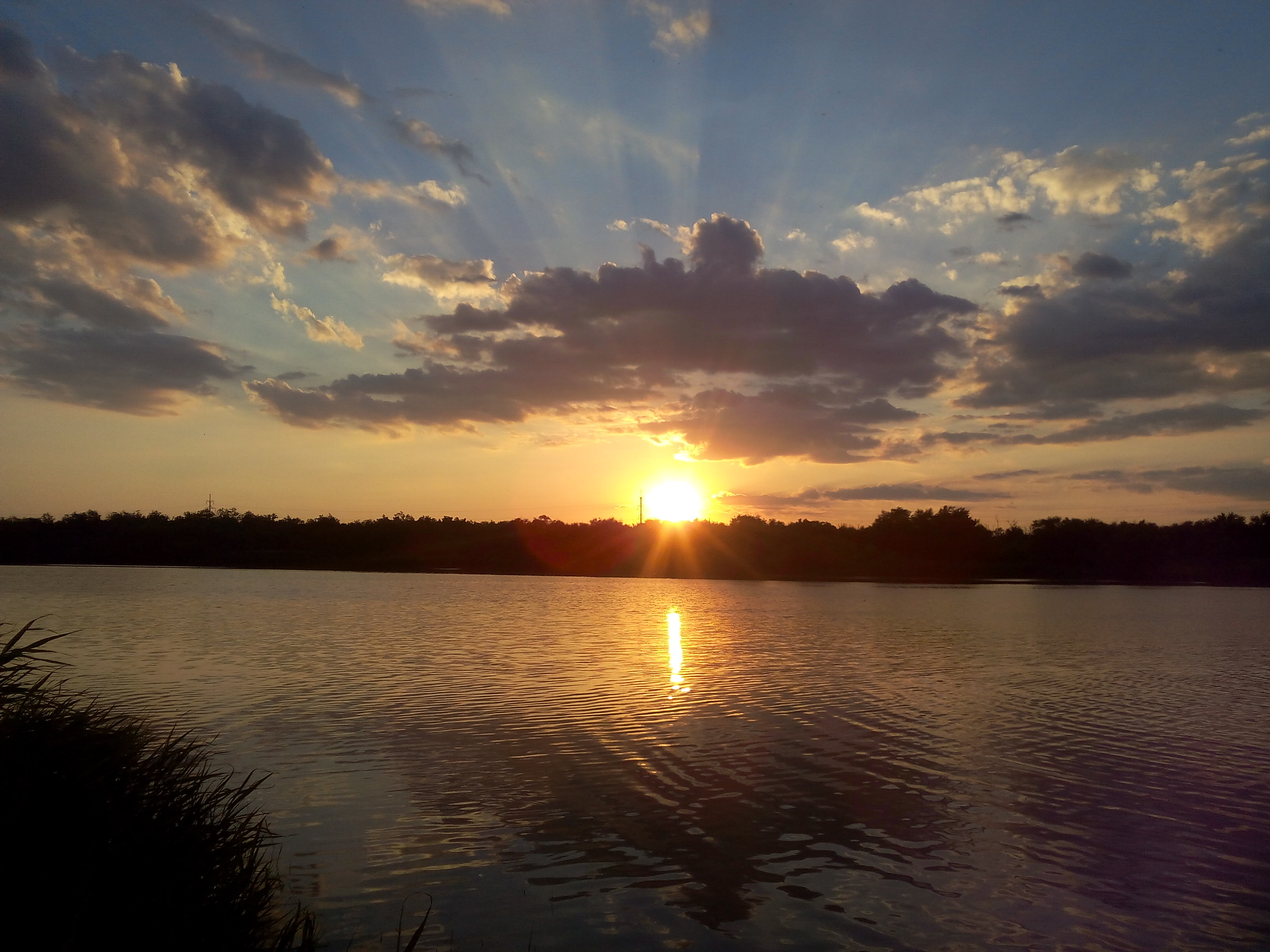
Закат над рекой Средний Егорлык (в черте города Сальска)

По автомобильной дороге расстояние до города Ростова-на-Дону составляет 180 км, до ближайшего города Пролетарск — 29 км.
| С-З | Зерноград ~ 102 км Ростов-на-Дону ~ 180 км | Волгодонск ~ 126 км | Пролетарск ~ 29 км    | С-В |
| З   | Ейск ~ 250 км                              | Роза ветров         | Элиста ~ 210 км       | В   |
| Ю-З | Тихорецк ~ 129 км                          | Ставрополь ~ 162 км | Городовиковск ~ 53 км | Ю-В |

Климат
Согласно классификации климатов Кёппена-Гейгера Сальск расположен в зоне влажного континентального климата с умеренно холодной зимой и жарким летом.
| Показатель              | Янв.  | Фев.  | Март  | Апр. | Май  | Июнь | Июль | Авг. | Сен. | Окт.  | Нояб. | Дек.  | Год   |
| ----------------------- | ----- | ----- | ----- | ---- | ---- | ---- | ---- | ---- | ---- | ----- | ----- | ----- | ----- |
| Абсолютный максимум, °C | 16,5  | 21,1  | 25,1  | 34,3 | 36,8 | 39,6 | 41,7 | 41,2 | 39,4 | 35,1  | 22,0  | 18,7  | 41,7  |
| Средняя температура, °C | −2,7  | −2,6  | 2,8   | 10,9 | 16,5 | 21,0 | 24,0 | 23,3 | 17,4 | 10,6  | 3,5   | −1,2  | 10,3  |
| Абсолютный минимум, °C  | −33,5 | −31,4 | −25,9 | −7,4 | −2,9 | 3,6  | 7,7  | 2,7  | −2,3 | −10,4 | −30,8 | −29,9 | −33,5 |
| Норма осадков, мм       | 40    | 33    | 34    | 44   | 56   | 58   | 56   | 39   | 46   | 39    | 45    | 50    | 540   |
| Источник:               |       |       |       |      |      |      |      |      |      |       |       |       |       |

## Население
| 1869    | 1881    | 1883    | 1884    | 1926    | 1931    | 1939    | 1959    | 1967    | 1970    | 1975    |
| ------- | ------- | ------- | ------- | ------- | ------- | ------- | ------- | ------- | ------- | ------- |
| 3582    | ↗5684   | →5684   | ↘5681   | ↗7000   | ↗7700   | ↗11 400 | ↗35 964 | ↗44 000 | ↗50 197 | ↗55 000 |
| 1976    | 1979    | 1982    | 1986    | 1987    | 1989    | 1992    | 1998    | 2000    | 2001    | 2002    |
| ↗56 000 | ↗57 003 | ↗59 000 | ↗62 000 | →62 000 | ↘61 088 | ↗62 200 | ↗64 700 | ↘63 800 | ↘63 400 | ↘61 775 |
| 2003    | 2005    | 2006    | 2008    | 2009    | 2010    | 2011    | 2012    | 2013    | 2014    | 2015    |
| ↗61 800 | ↘61 300 | ↘61 000 | ↘60 900 | ↘60 774 | ↗61 316 | ↘61 300 | ↘60 775 | ↘60 161 | ↘59 696 | ↘59 126 |
| 2016    | 2017    | 2018    | 2019    | 2020    | 2021    |         |         |         |         |         |
| ↘58 680 | ↘58 179 | ↘57 622 | ↘57 128 | ↘56 832 | ↗57 937 |         |         |         |         |         |

На 1 января 2025 года по численности населения город находился на 281-м месте из 1124 городов Российской Федерации.
На 1 октября 2021 года в городе Сальске насчитывалось 57 937 жителей. По сравнению с 2010 годом горожан стало меньше на 5,8 % (в абсолютных числах убыль населения составила 3379 человек). По окончательным итогам последней переписи населения России население Сальска состояло из 26 363 мужчин (45,5 %) и 31 574 женщин (54,5 %).
Согласно генеральному плану расчётная численность населения города Сальска до 2029 года должна составить — 89,7 тыс. чел. против нынешней численности в 58,0 тыс. чел.

## Статус города
- С 1 марта 1926 года по август 1930 года Сальск — город окружного подчинения. Окружной центр Сальского округа Северо-Кавказского края.
- С августа 1930 года по январь 1934 года Сальск — город районного подчинения. Районный центр Сальского района Северо-Кавказского края.
- С января 1934 года по сентябрь 1937 года Сальск — город районного подчинения. Районный центр Сальского района Азово-Черноморского края.
- С сентября 1937 года по февраль 1963 года Сальск — город районного подчинения. Районный центр Сальского района Ростовской области.
- С февраля 1963 года по февраль 1989 года Сальск — город областного подчинения Ростовской области. Одновременно являлся административным центром Сальского района.
- С февраля 1989 года по март 1997 года Сальск — город областного подчинения Ростовской области. В административном подчинении города Сальска находился Сальский район (в феврале 1989 года районные органы местного самоуправления Сальского района были упразднены, функции управления районом переданы Сальскому городскому Совету и горисполкому, а позже в 1991 году управление районом находилось в ведении — городской администрации Сальска).
- С марта 1997 года по март 2005 года Сальск — город областного значения Ростовской области, который был административно объединён с Сальским районом.
- С марта 2005 года Сальск преобразован в городское поселение и вошёл в состав нового муниципального образования Сальский район и является его административным центром[56].

## Местное самоуправление
Городские органы власти
- С августа 1991 года и до марта 1994 года представительным органом местного самоуправления в городе Сальске являлся Сальский городской Совет народных депутатов, а исполнительным органом — Администрация города.
- С марта 1994 года и до 27 марта 2005 года представительным органом стала Городская Дума города Сальска и Сальского района (состоявшая из 15 депутатов), исполнительным органом — Администрация города Сальска и Сальского района, возглавляемая Главой Администрации[57].
- С 27 марта 2005 года представительным органом на территории города Сальска стало Собрание депутатов Сальского городского поселения (в составе 20 депутатов), возглавляемое Председателем, который одновременно является Главой Сальского городского поселения. Исполнительным органом является Администрация Сальского городского поселения, возглавляемая Главой Администрации[58].

Главы Администрации города Сальска
- Сиденко Геннадий Алексеевич — Глава Администрации города Сальска и Сальского района (с августа 1991 года по апрель 1993 года)
- Бубликов Алексей Александрович — Глава Администрации города Сальска и Сальского района (с апреля 1993 года по март 1997 года)
- Карпенко Владимир Михайлович — Глава Администрации города Сальска и Сальского района (с марта 1997 года по март 2001 года)
- Кашин Анатолий Николаевич — Глава Администрации города Сальска и Сальского района (с марта 2001 года по март 2005 года)

Главы Администрации Сальского городского поселения
- Лавренко Владимир Дмитриевич — Глава Администрации Сальского городского поселения (с марта 2005 года по март 2012 года)
- Стольный Александр Владимирович — Глава Администрации Сальского городского поселения (с марта 2012 года по август 2016 года)
- Миргород Геннадий Викторович — Глава Администрации Сальского городского поселения (с августа 2016 года по июнь 2019 года)[58]. Бывший Глава администрации города Миргород Г. В. за превышение должностных полномочий (сдавал муниципальную землю в аренду по низкой цене и без конкурса) Сальским городским судом был приговорён к двум годам лишения свободы условно с испытательным сроком на три года[59].
- С июня по декабрь 2019 года должность главы администрации Сальского городского поселения являлась вакантной.
- Борисенко Евгений Николаевич — Глава Администрации Сальского городского поселения с декабря 2019 года[60]. 23 декабря 2020 года Борисенко Е. Н. задержан сотрудниками УФСБ по подозрению в превышении должностных полномочий и получении взятки в особо крупном размере[61]. Суд Зерноградского района Ростовской области приговорил экс-главу администрации Сальского городского поселения Евгения Борисенко к 8,5 годам лишения свободы с отбыванием в колонии строгого режима[62].
- с 23 декабря 2020 года исполняющим обязанности Главы Администрации Сальского городского поселения назначена Ерохина Е. В., занимающая должность заместителя Главы по финансово-экономическим вопросам[63].
- Игнатенко Иван Иванович — Глава Администрации Сальского городского поселения с 6 декабря 2021 года.

## Символика

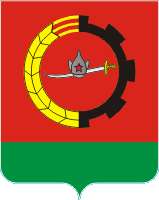
Первый герб города Сальска (с 1970 года по 2002 год)
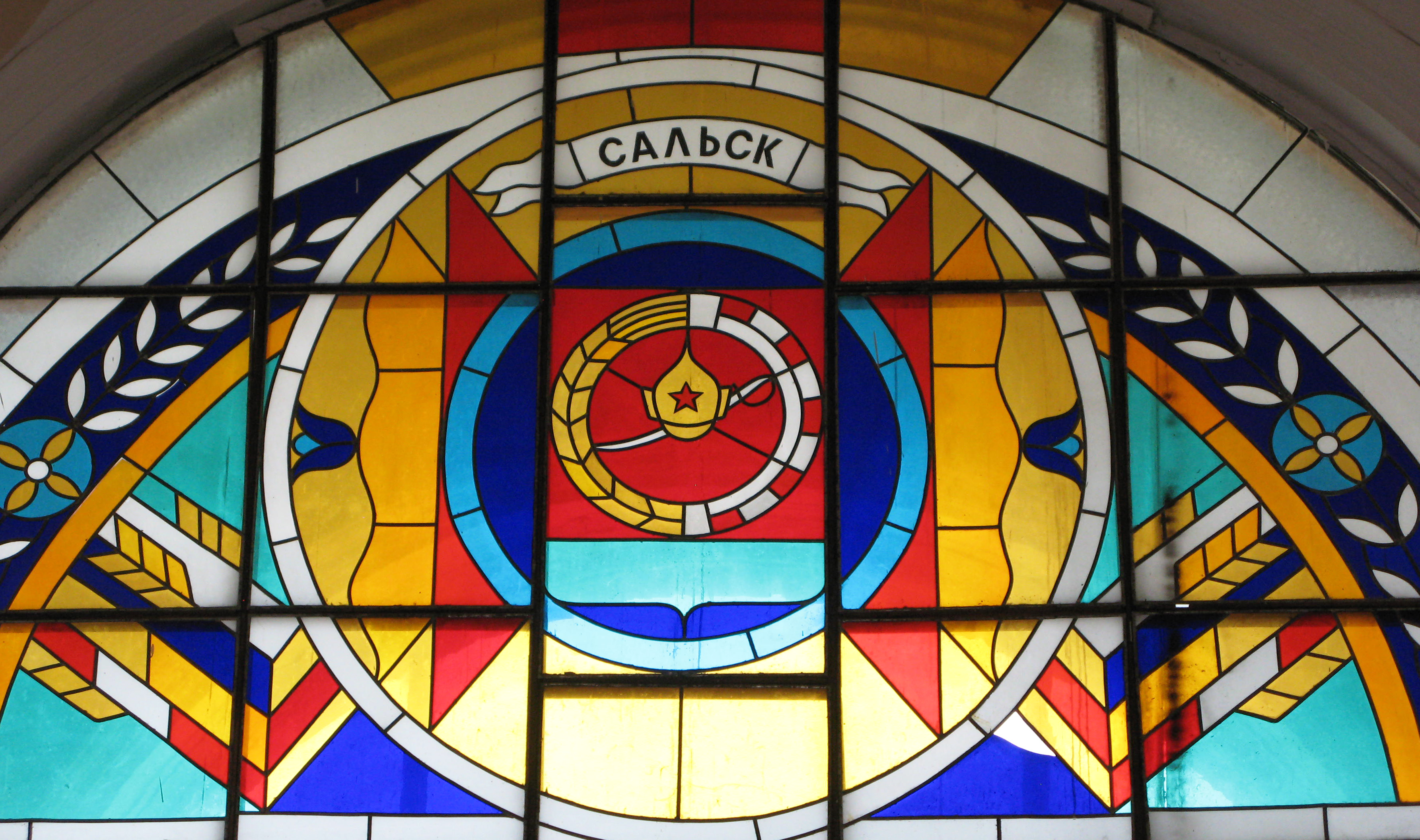
Витражное изображение герба города Сальска на железнодорожном вокзале
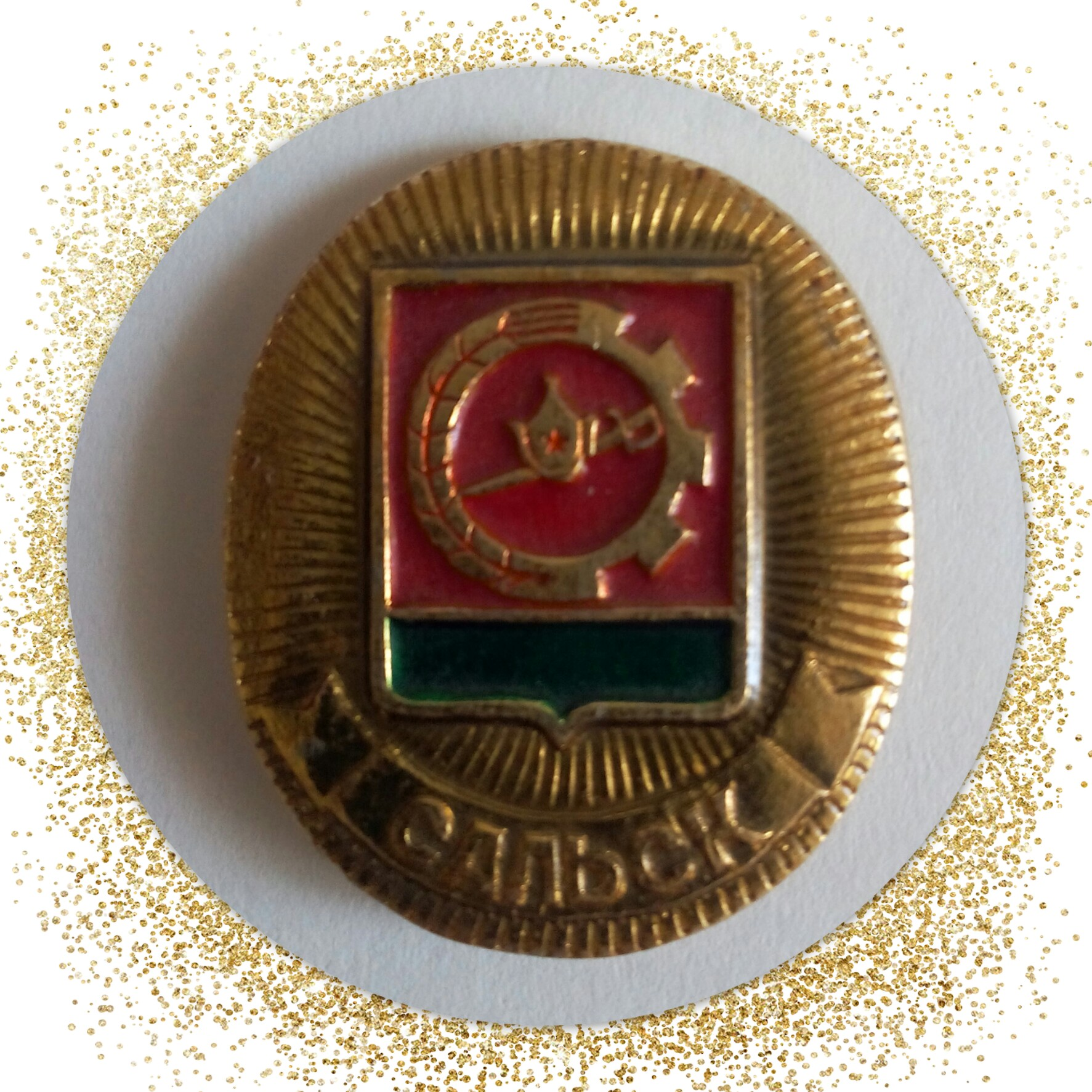
значок с гербом города Сальска
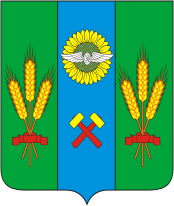
Герб города Сальска и Сальского района (с 2002 года)
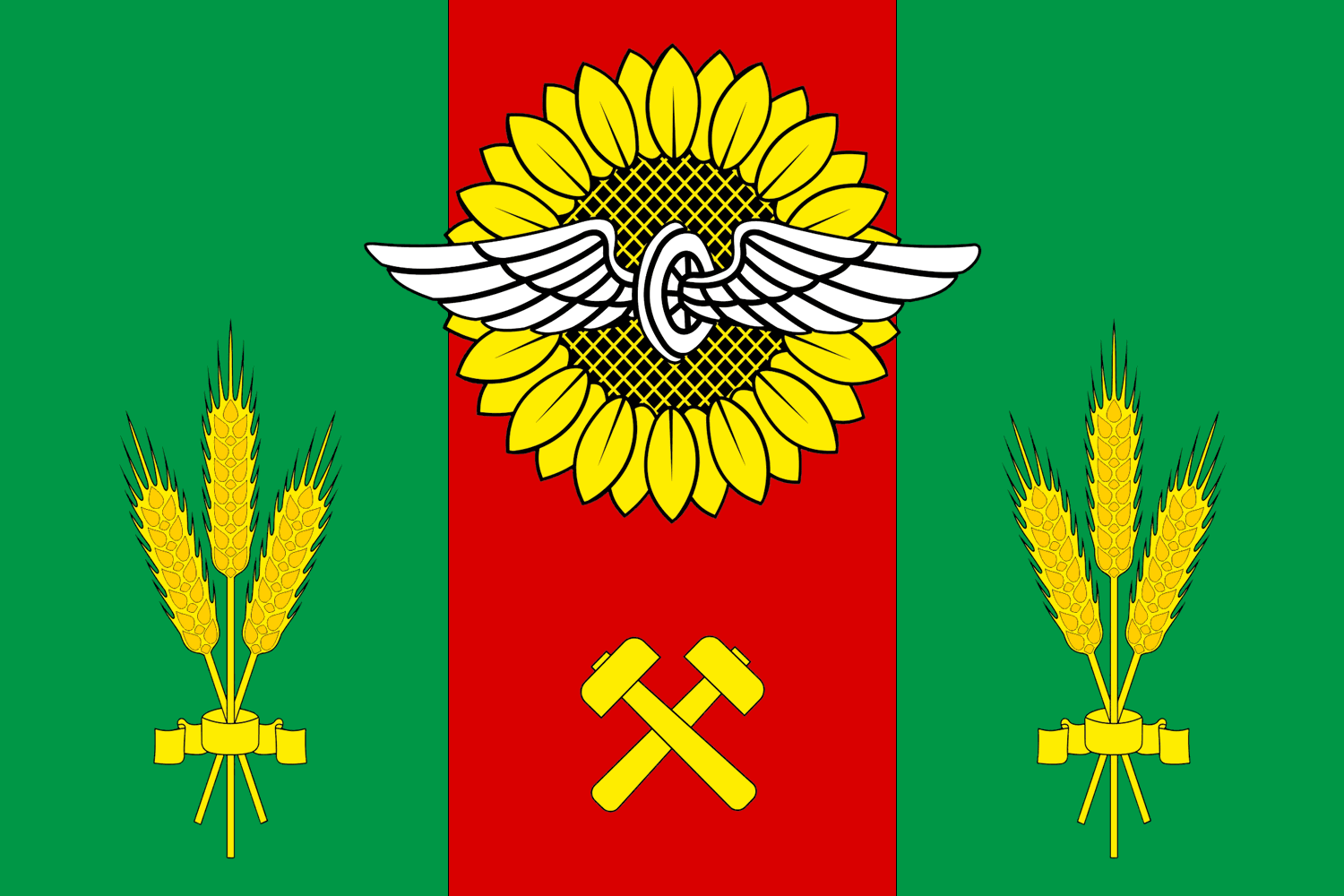
Флаг Сальского городского поселения

## Экономика

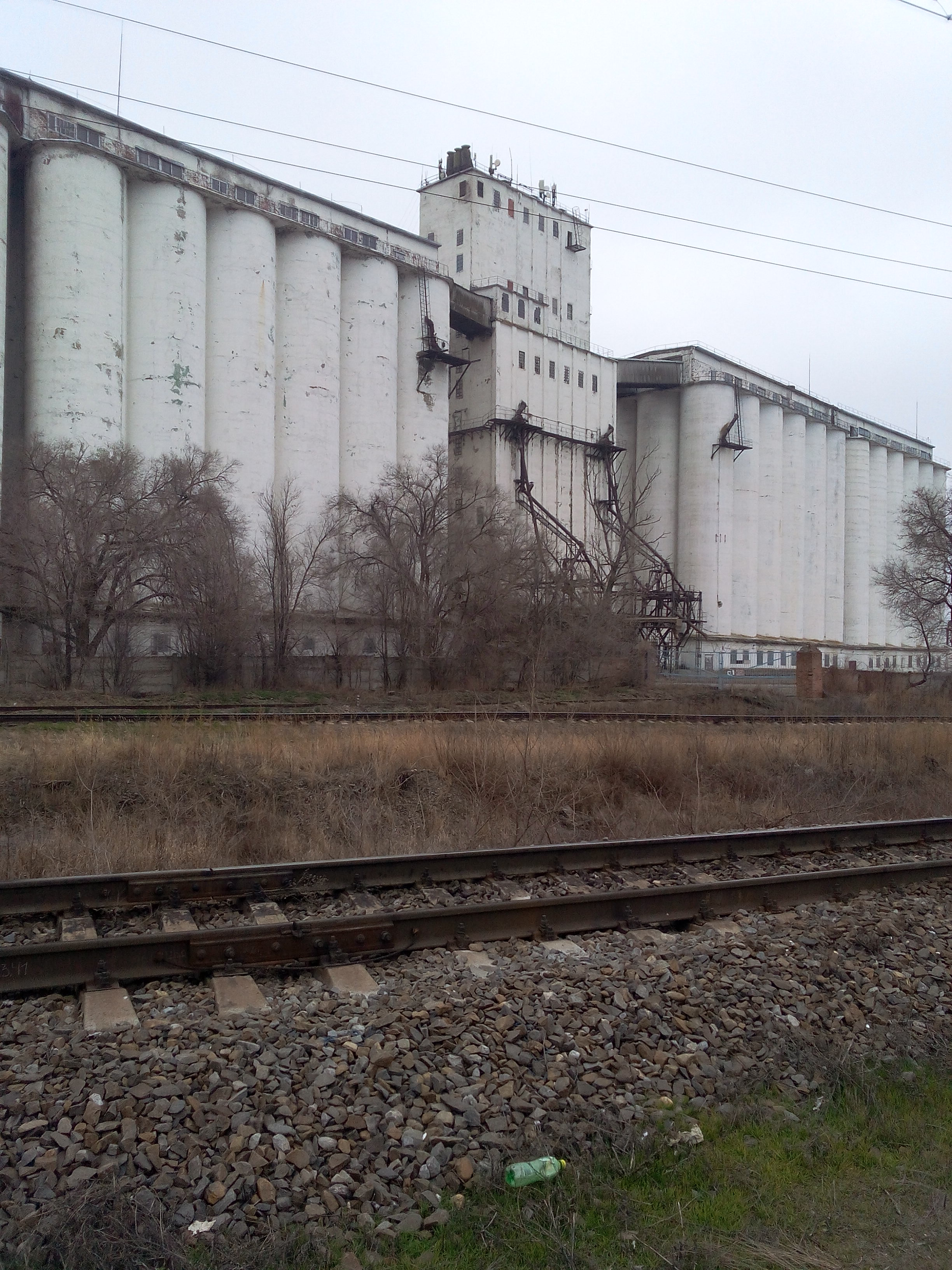
Здание элеватора «Юг-Руси»

На территории города Сальска расположены:
Промышленные предприятия города (действующие):
- машиностроение и металлообработка: 1) АО «Сальский завод прессовых узлов»[64] (бывший «Оргкузмаш»); 2) Сальский завод по выпуску сельхозтехники для агрологистики ООО Лилиани[65]; 3) Сальский завод «АгроСтар»[66] (производство косилок для АПК);Завод по производству бумажных мешков филиал «Сегежская упаковка»Сальский хлебокомбинат

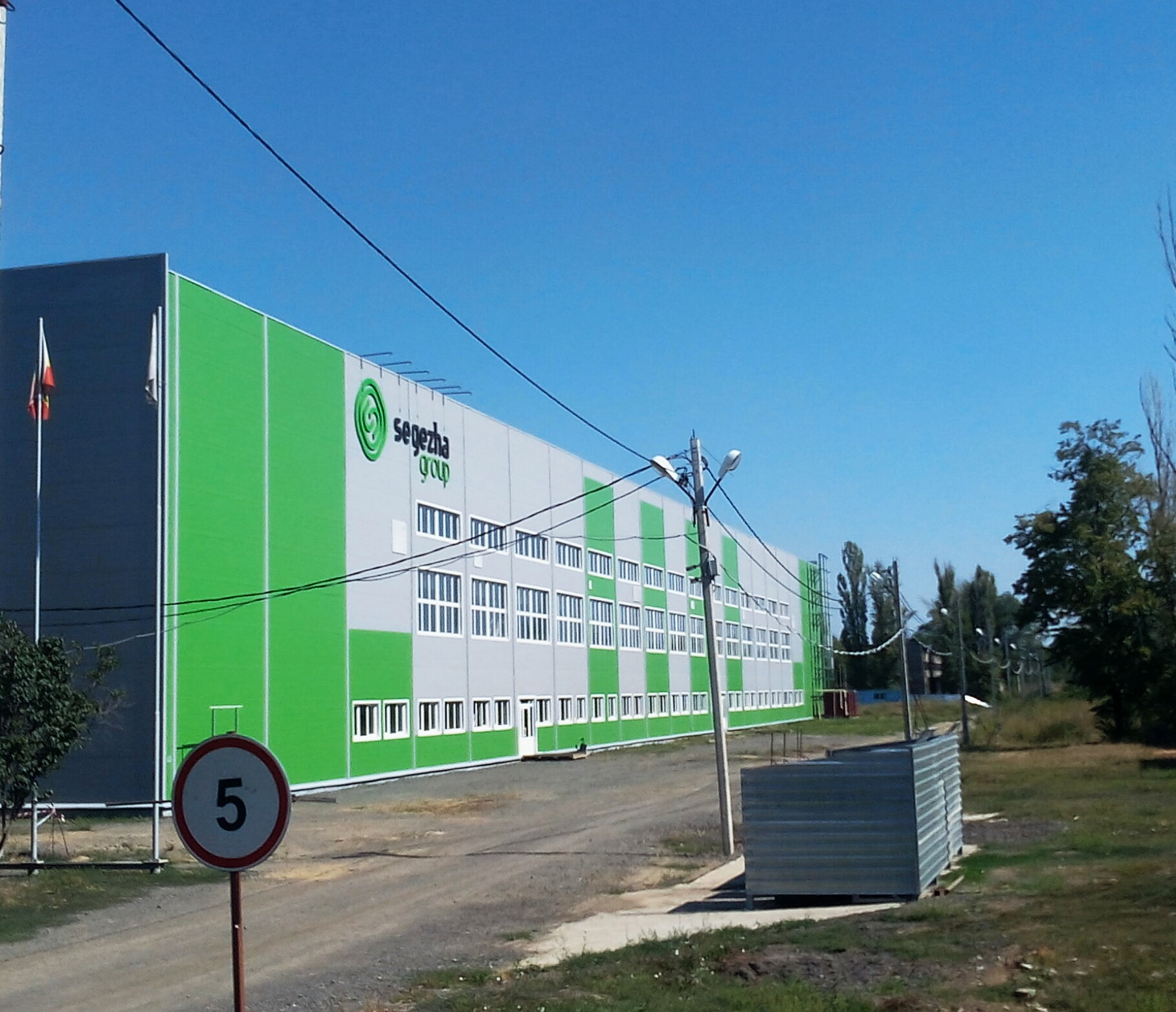
Завод по производству бумажных мешков филиал «Сегежская упаковка»

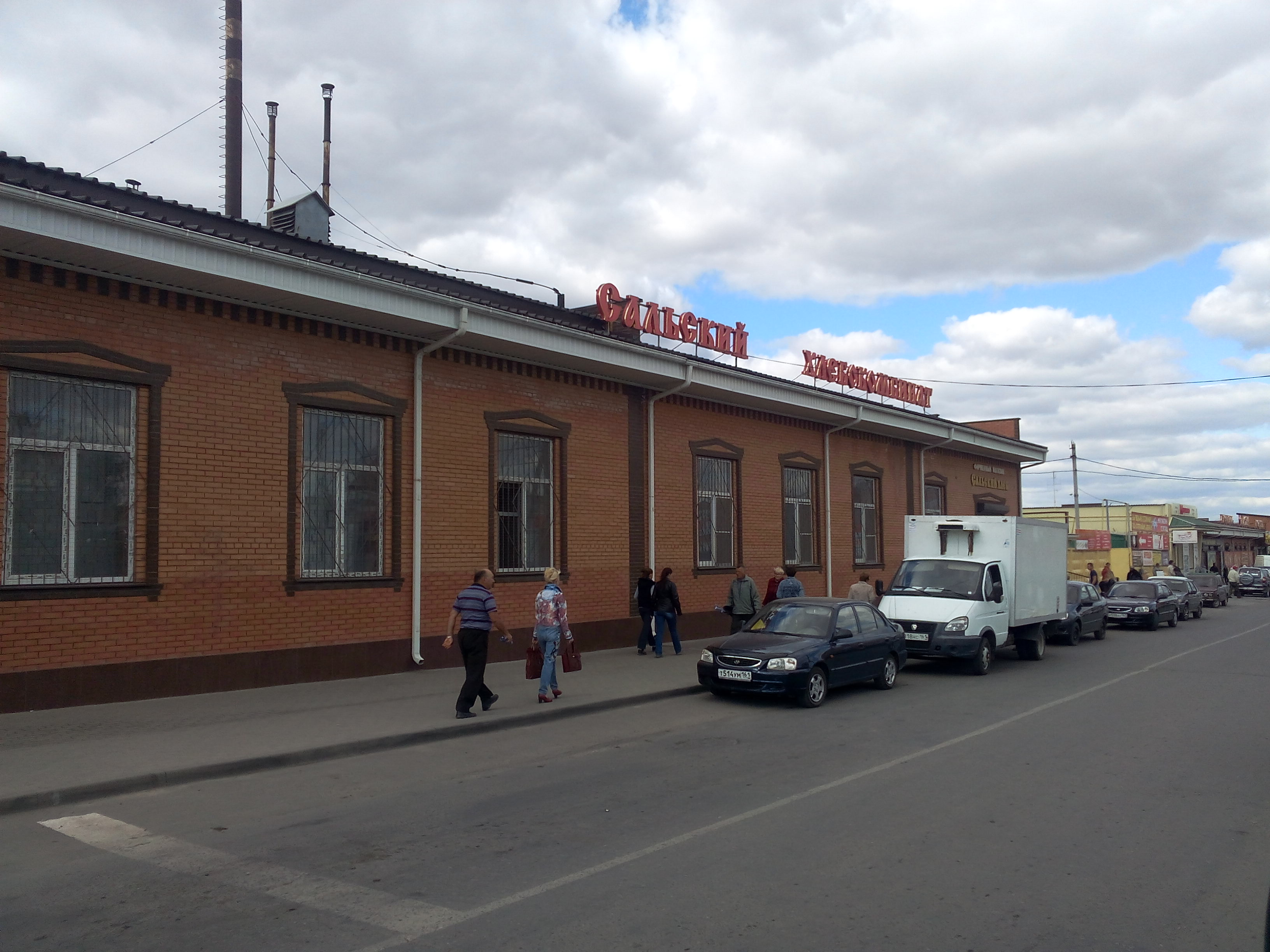
Сальский хлебокомбинат

- бумажная промышленность: ООО «Сегежская упаковка» (филиал — Сальский завод по производству бумажных мешков и пакетов)[67];
- лёгкая промышленность: ОАО «Сальская обувь» (бывшая обувная фабрика);
- пищевая промышленность: ОАО «Сальский хлебокомбинат», ОАО «Сальское молоко» (бывший Сальский молзавод),ООО «Сальский молочник», ООО «Мелисса» (хлебопекарня);
- мукомольная и производство комбикормов: Сальский филиал «Юг Руси» (бывший элеватор);
- производство стройматериалов: АО «Сальский кирпич»[68] (производство кирпича, черепицы и прочих строительных изделий из обожженной глины),ООО «Ландшафт» (производство тротуарной плитки);
- полиграфическая: Сальский филиал АО «Дон-Медиа»(типография, редакция газеты «Сальская степь»);
- прочие: Сальский завод малой механизации[69].

Ликвидированные промышленные предприятия Сальска:
- АО «Сальский завод КПО»;
- Сальский мебельный комбинат;
- Сальский авторемонтный завод (ООО «РТП Авторемонтник»);
- Сальская меховая фабрика;
- Сальская швейная фабрика;
- Сальская текстильно-галантерейная фабрика;
- Сальский мясоптицекомбинат;
- Сальский винный завод;
- Сальский горпищекомбинат (пивзавод, маслоцех, цех кондитерских изделий, колбасный цех);
- Сальский райпищекомбинат;
- Сальский консервный завод;
- Сальский комбикормовый завод;
- Сальское ремонтно-техническое предприятие (Сельхозтехника);
- Сальский завод железобетонных изделий;
- Сальская фабрика «Сальскшвейбыт»;
- Хлебозавод Сальского ОРСа;
- Сальский мехлесхоз;
- Сальская типография № 9 (позже ООО «Талер»);
- Сальская станция техобслуживания «АвтоВАЗ».

Предприятия топливно-энергетического комплекса

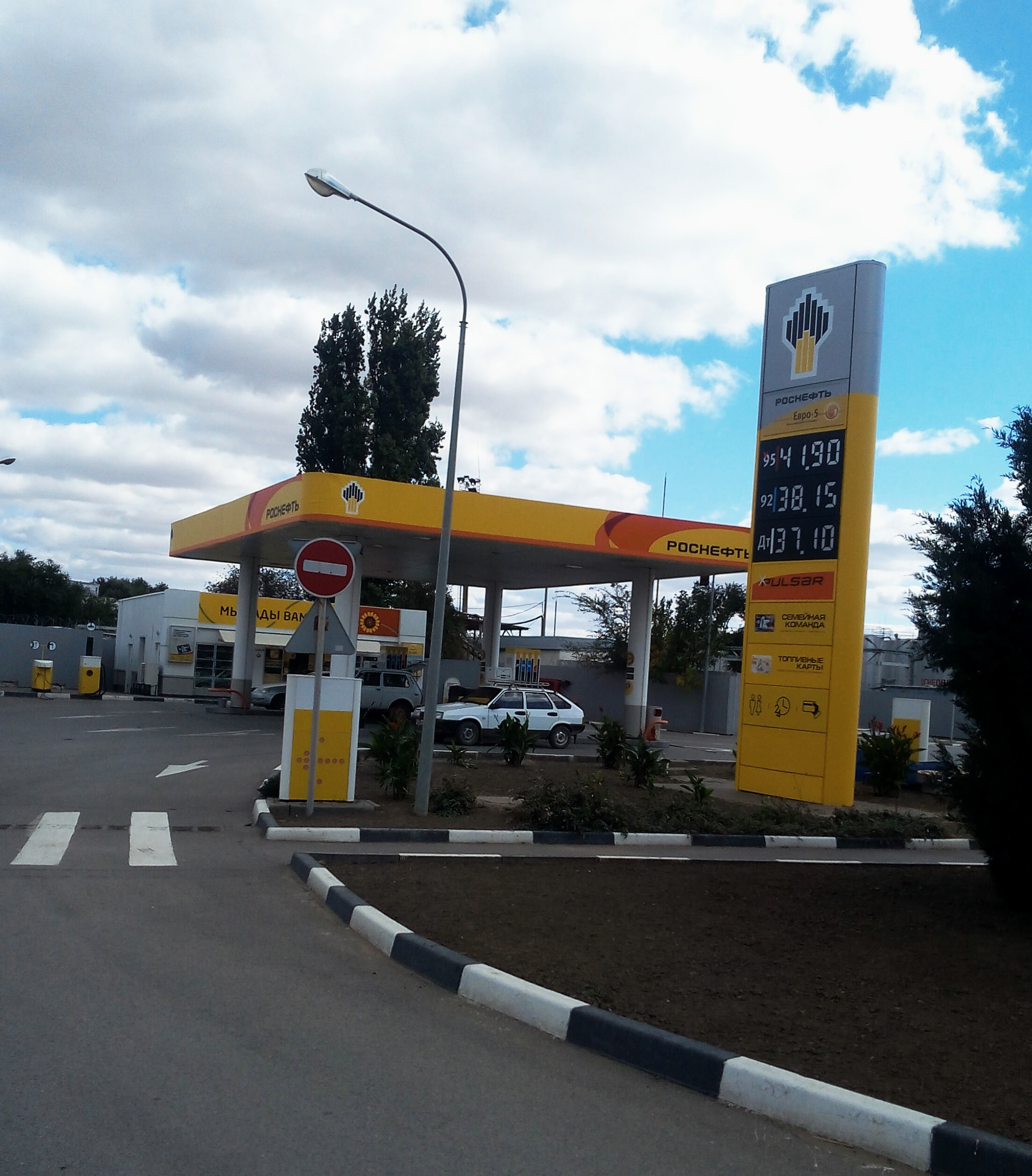
АЗС у нефтебазы Роснефть

- АЗС у нефтебазы РоснефтьСальский битумный терминал «Газпром нефть»[70] (терминал для обслуживания Южного и Северо-Кавказского федеральных округов);
- Сальская нефтебаза ПАО НК «Роснефть»;
- Сальский участок ООО «Ростоврегионгаз»;

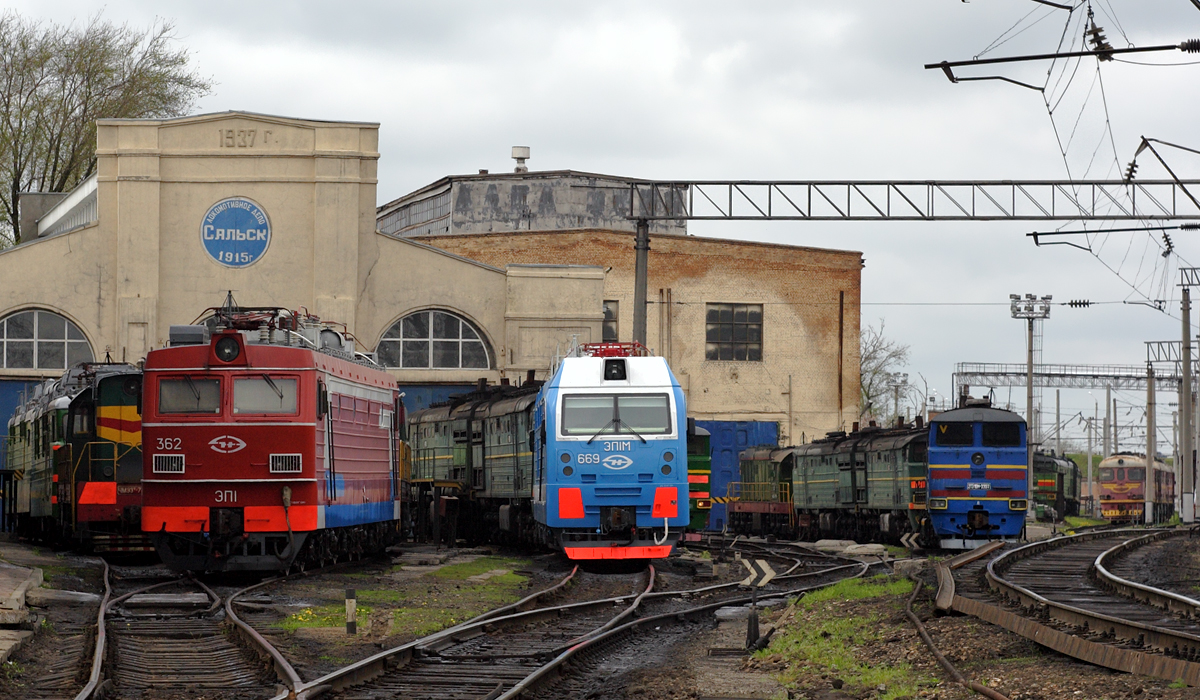
Локомотивное депо Сальск

Предприятия железнодорожного транспорта
- Станция Сальск;
- Сальский центр организации работы железнодорожных станций Северо-Кавказской дирекции управления движением — структурного подразделения Центральной дирекции управления движением — филиала ОАО «РЖД»;
- Сервисное локомотивное депо Сальск-Грузовое;
- Эксплуатационное локомотивное депо ТЧЭ-14 Сальск;
- Вагонное ремонтное депо «Сальск» «ОМК Стальной путь»;
- Сальская дистанция сигнализации и блокировки (ШЧ-12);
- Сальская дистанция пути (ПЧ-26);
- Сальская дистанция электроснабжения (ЭЧ-8);
- Железнодорожный вокзал Сальск Северо-Кавказской дирекции железнодорожных вокзалов;
- Сальский участок Ростовской дистанции гражданских сооружений НГЧ-1;
- Промывочно-пропарочная станция ст. Сальск, ООО «СальскВагонСервис»;
- Восстановительный поезд № 823 ст. Сальск.

Строительные организации
- ООО «СальскГрадСтрой»;
- ООО «Гранит-М»;
- ООО «Стройгарант»;
- ООО «Сальскстрой».

Ликвидированные крупные строительные организации города: СУ-105 (бывшее УНР-105), строительно-монтажный поезд № 640, ПМК −404 треста «Севкавэлеваторстрой», трест «Сальскгражданстрой», включавший в себя СМУ-4 и РСУ, трест «Мелиоводстрой», включавший в себя ПМК и АТП-7, СМУ «Донкоопстрой».
Автосервис
На территории города Сальска автосервис представлен АО «Сальская станция технического обслуживания автомобилей Донавтосервис», а также частными сервисными организациями, автомобильными центрами, магазинами по продаже запчастей, автомойками и т. д.
Предприятия торговли
ОАО «Сальский рынок», расположенный в центре города в границах улиц Кирова, Коломийцева, Будённого и переулка Рабочий. На территории рынка функционируют два крупных торговых центра «Квартал» и «Квартал-2».
ООО «Торговый центр Скиф» (торговый центр открыт на базе бывшего главного производственного корпуса Сальского мебельного комбината) имеет площадь 15 000 м².
Торговая сеть города Сальска представлена также сетью крупных, средних и малых объектов торговли. На территории города работают многочисленные торговые центры, многочисленные супермаркеты «Магнит», «Магнит-косметик», «Пятёрочка», магазины бытовой техники и электроники «Эксперт», «Эльдорадо» и другие объекты торговли.

В городе Сальск работают предприятия общественного питания различных форм собственности (рестораны, кафе, закусочные, столовые).

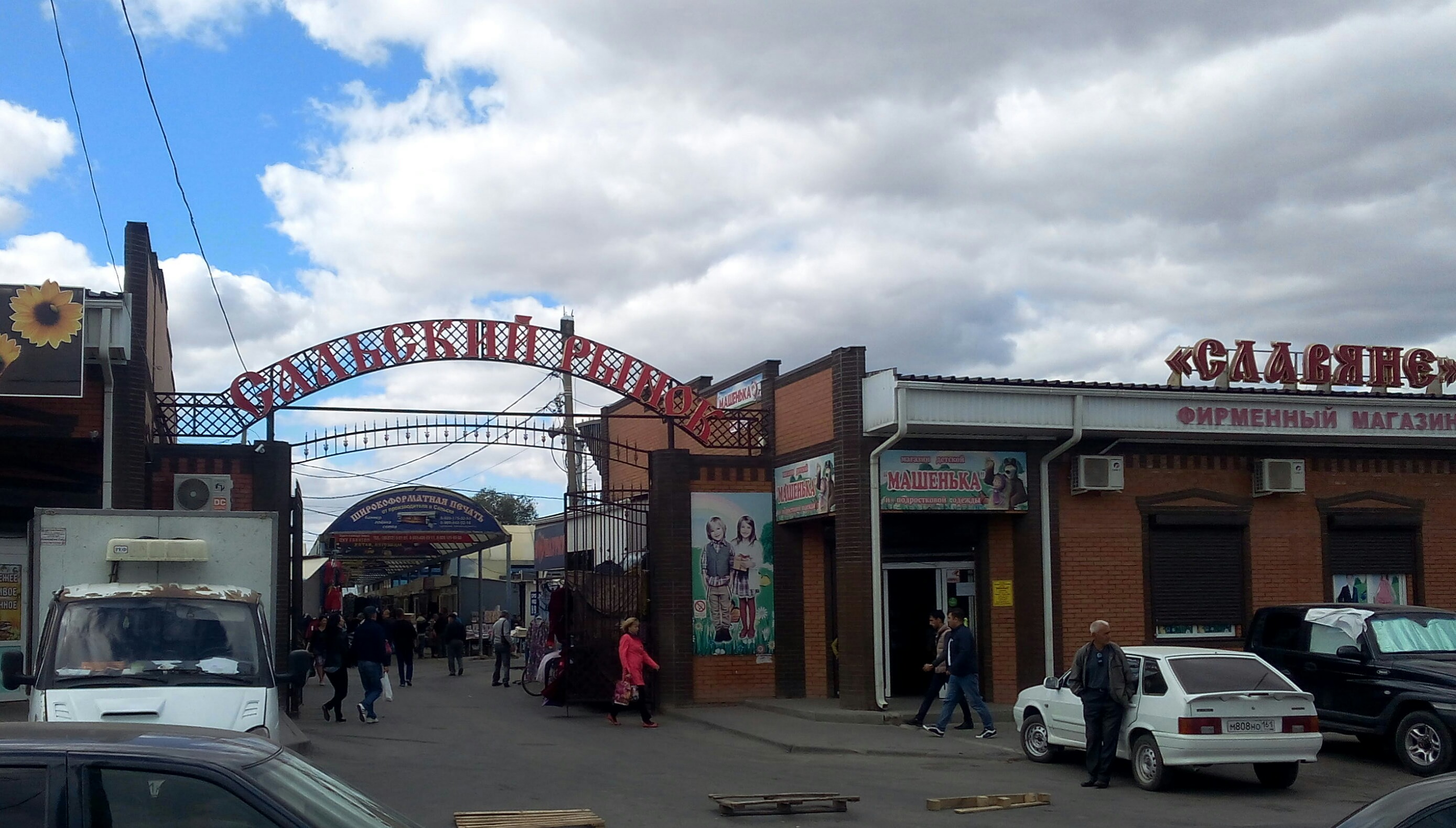
Центральный рынок, ул. Коломийцева
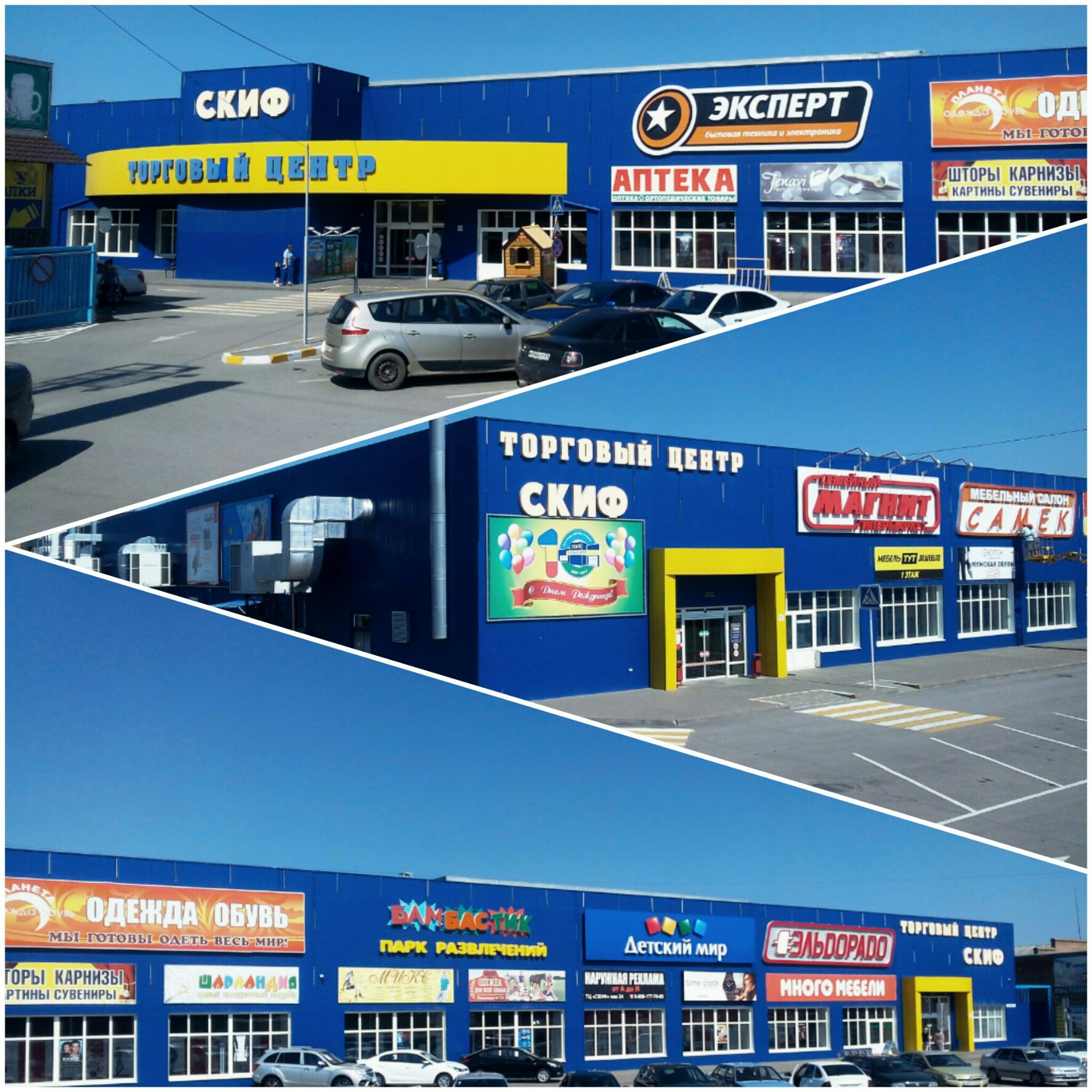
ТЦ «Скиф»
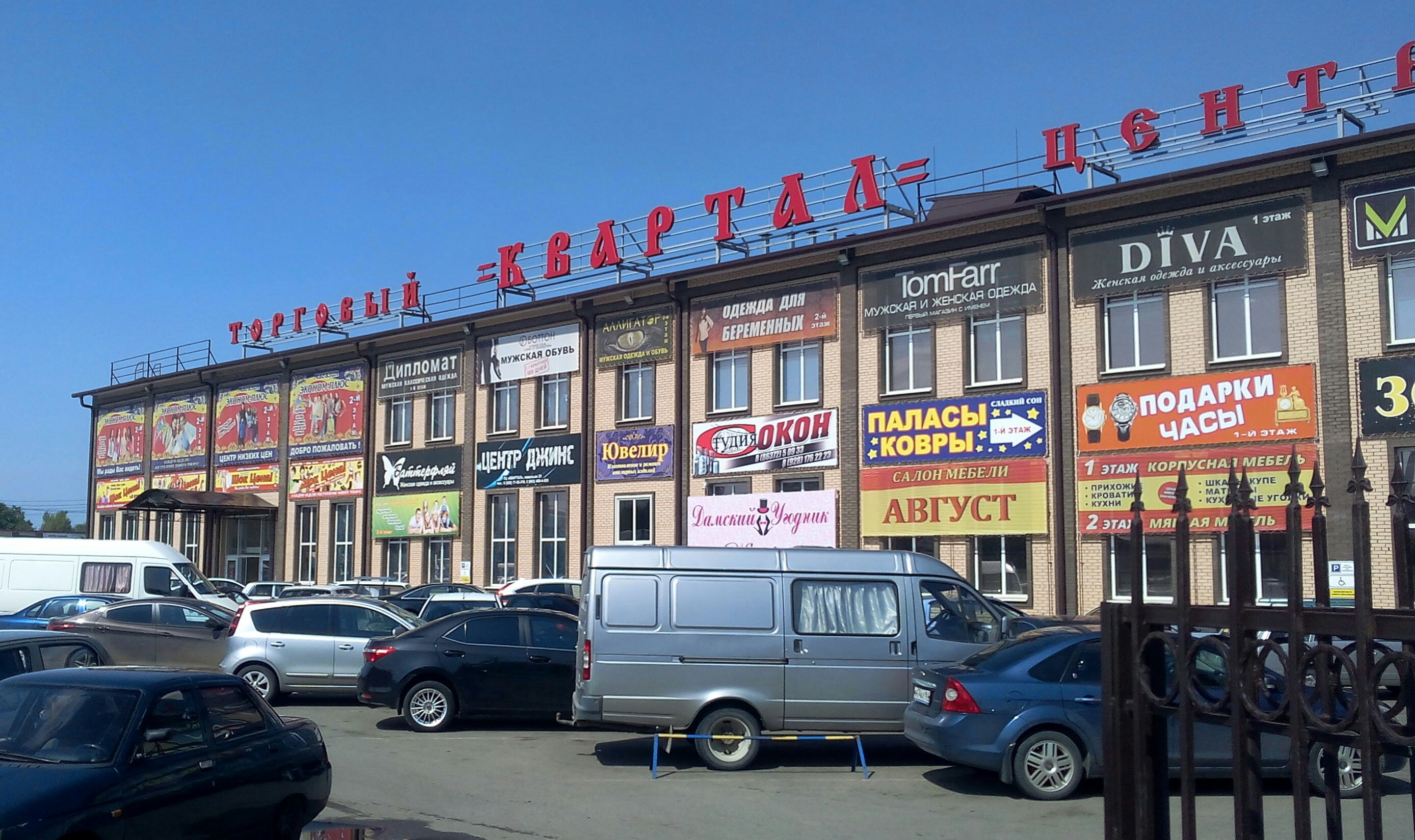
ТЦ «Квартал», ул. Будённого

## Банковская и финансовая деятельность

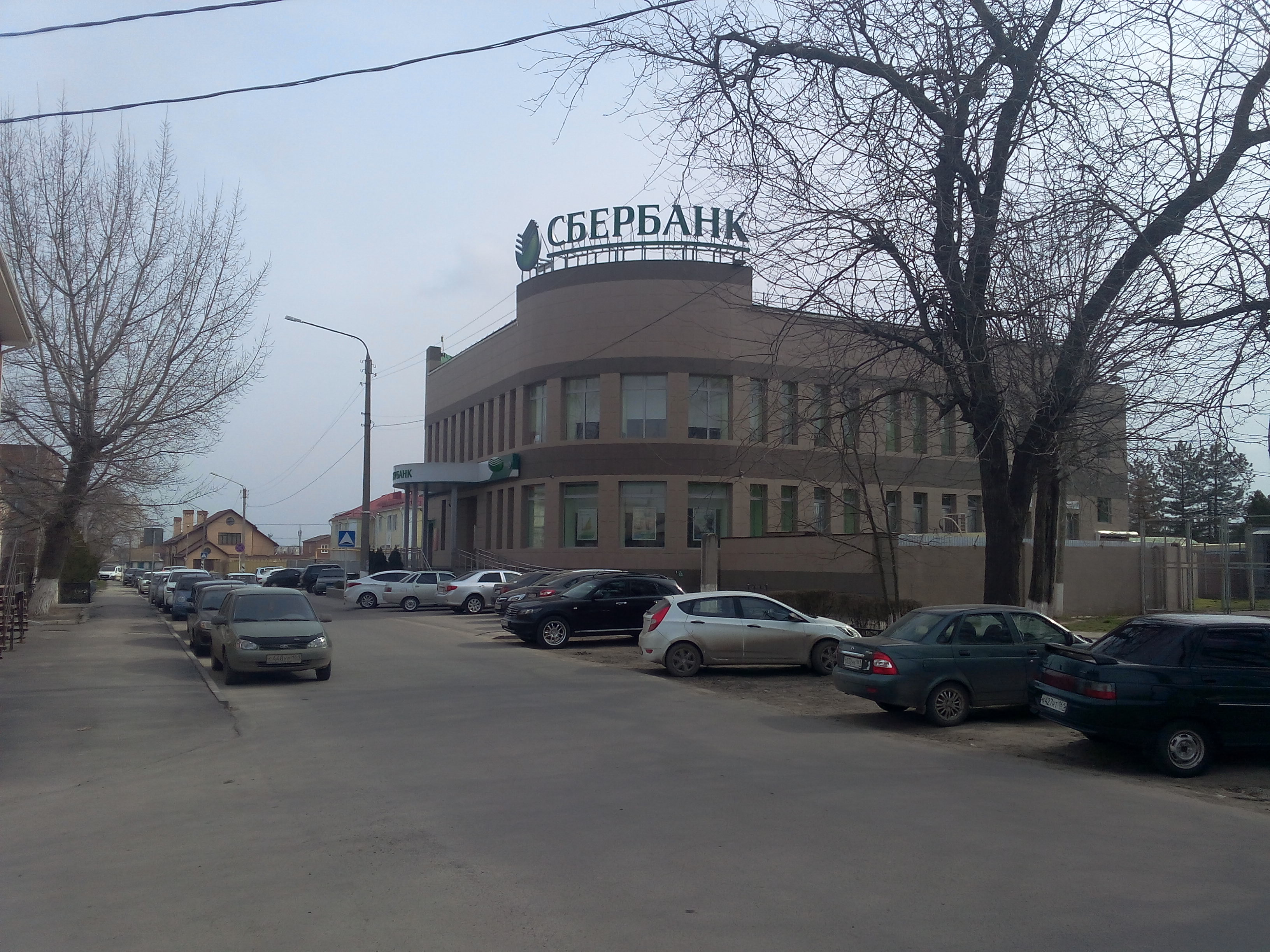
Здание Сбербанка, ул. Кирова

На территории города Сальска расположены филиалы, дополнительные офисы, представительства и банкоматы следующих банковских учреждений России — «Центр-инвест», «Сбербанк России», «Почта банк», «КубаньКредит», «Ростфинанс», «Россельхозбанк», «Московский областной банк», «Росгосстрах банк», «ВТБ».

## Транспорт

### Автомобильный транспорт
Город Сальск является важным узлом автомобильных дорог регионального значения:
- 60К-3 «Ростов-на-Дону — Егорлыкская — Сальск»;
- 60К-2 «Волгоград — Котельниково — Сальск — Песчанокопское — Тихорецк (от границы Волгоградской области до границы Краснодарского края)»[72];
- 60К-287 «Сальск — Городовиковск (до границы Калмыкии)»;
- 60К-14 «Усьман — Весёлый — Сальск»;
- 60К-288 «Сальск — Новый Егорлык — Яшалта (до границы Калмыкии)»;
- 60К-289 Северный подъезд к городу Сальску;
- 60К-290 Обход города Сальска (строительство не завершено).

На территории города Сальска действует одно автотранспортное предприятие (ГУП РО «Сальское ПАТП»). Ликвидированные крупные автотранспортные предприятия: Сальское ПОГАТ (производственное объединение грузового автотранспорта — АК-1515), Сальское АТП «Сельхозтранссервис», Сальское АТП-7, Сальское АТП Межрайбазы, АК-1.
В городе находится Сальский автовокзал, обслуживающий междугородные и межрегиональные автобусные маршруты в города и крупные населённые пункты Ростовской области и других субъектов Российской Федерации, в том числе в Москву, Волгоград, Краснодар, Ставрополь, Астрахань, Грозный, Махачкалу, Сочи, Дербент, Будённовск, Элисту, Новороссийск, Геленджик и другие). В 2022 году здание автовокзала было снесено. На его месте запланировано строительство нового современного здания автовокзала. Сроки проектирования и строительства нового автовокзала в Сальске Министерство транспорта Ростовской области не называет.

### Внутригородской общественный транспорт
Внутригородские пассажирские перевозки осуществляются автобусами большой, средней и малой вместимости (см. Сальский автобус).
В городе работают более десятка фирм такси, занимающихся частным извозом.

### Троллейбус
В 1990-х годах обсуждался вопрос о проектировании и строительстве в городе Сальске троллейбусной линии. Неоднократно данный вопрос затрагивался в городской администрации и депутатами города Сальска. Вместе с тем, до настоящего времени данный вопрос не решён. В мае 2017 года, на информационном ресурсе vk.com/salsk_news проводилось открытое голосование, в ходе которого 61,6 % принявших в нём участие, проголосовали за необходимость создания троллейбусной системы в городе Сальске.

### Железнодорожный транспорт

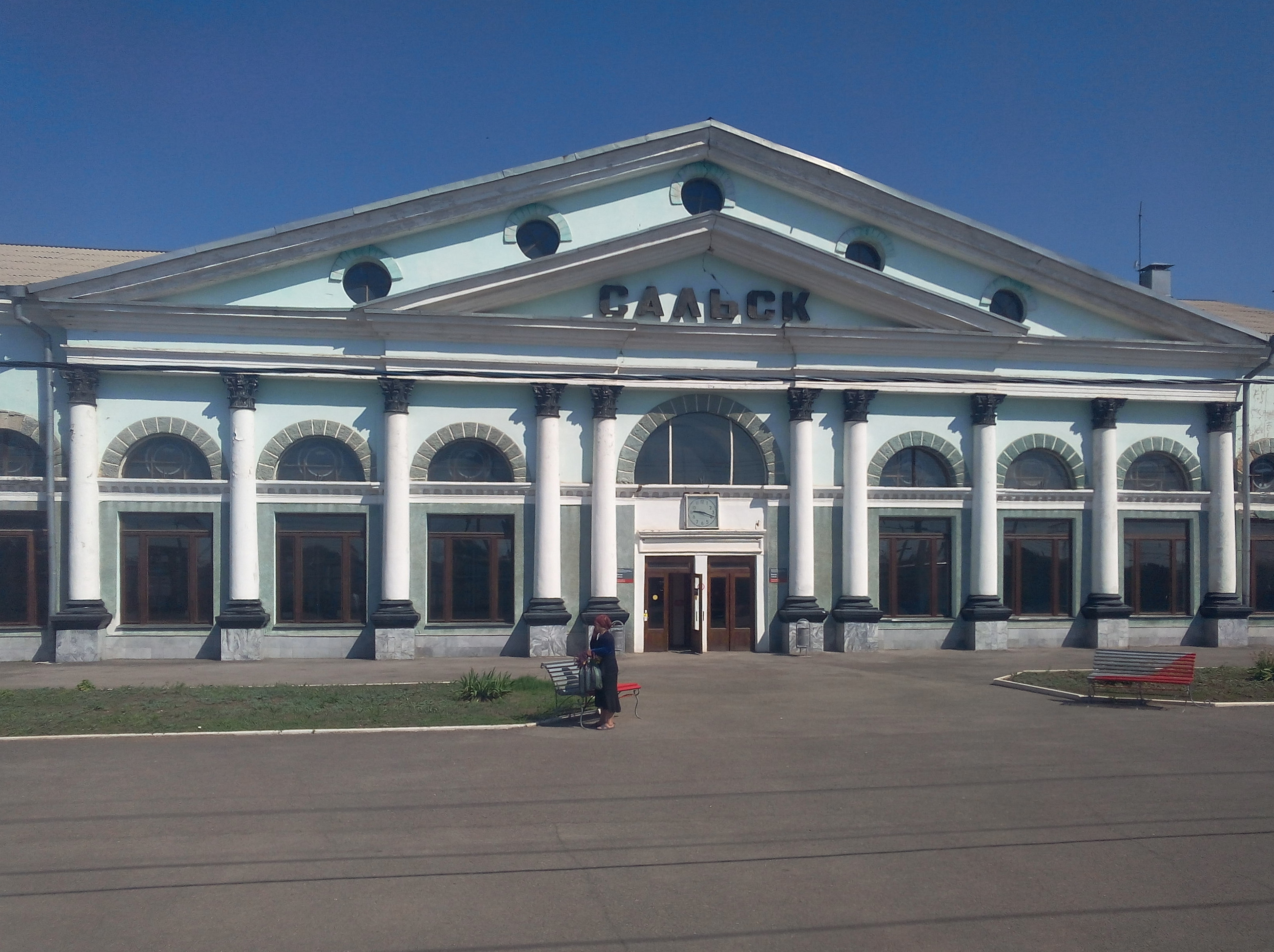
Бывшее здание ж/д вокзала (1950—2018 гг.)

В Сальске находится крупный электрифицированный железнодорожный узел.

### Воздушный транспорт
В планировочном районе «Капустино» города Сальска находится аэродром «Сальск-2», с которого длительное время не осуществляются регулярные пассажирские перевозки (взлётно-посадочная полоса используется для самолётов сельхозавиации типа АН-2).

## Культура
В городе Сальске расположены:

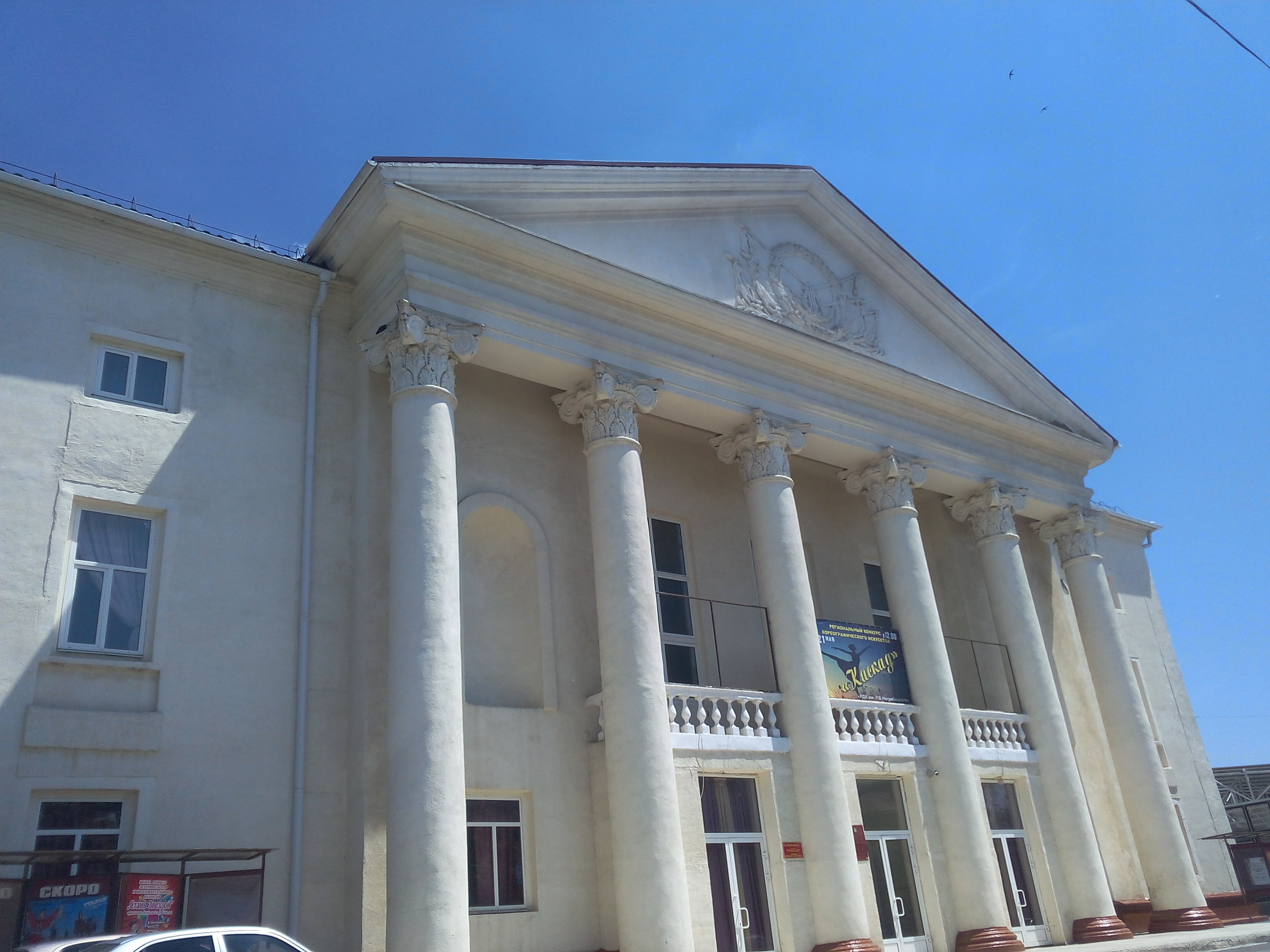
Сальский Дворец культуры имени Р. В. Негребецкого (бывший ДК железнодорожников)

- Районный Дворец культуры имени Р. В. Негребецкого (до 2010 года именовался как Дворец культуры железнодорожников станции Сальск (сокращённо ДКЖД), в том же году руководством ОАО «РЖД» здание ДК было продано Администрации Сальского района с соответствующим переименованием). Во дворце работают многочисленные творческие коллективы и кружки, а также историко-краеведческий музей[78]. В декабре 2017 года открыт кинозал «Salsk-sinema»[79], оборудованный для показов фильмов в форматах 2D и 3D. Здание расположено по улице Ленина,8. С января 2024 года ДК имени Р. В. Негребецкого закрыт для проведения капитального ремонта, рассчитанного как минимум на три года. На период проведения ремонта творческие коллективы Дворца культуры имени Негребецкого располагаются по адресу: г. Сальск, улица Столбовая, 12В);
- Кинотеатр «Сальск-синема»[80] расположен по улице Свободы, 74;
- Кинотеатр «Люмен»[81] расположен в ТЦ «Скиф» ул. Станиславского, 103;
- Городской дворец культуры (учредитель Администрация Сальского городского поселения) располагается по улице Кирова, дом 63[82]. При городском ДК функционируют два театральных коллектива: народный театр кукол «Изумруд»[83] и народный драматический театр «Дежавю»;
- Сальский художественный музей имени народного художника РСФСР В. К. Нечитайло (улица Ленина, 11);

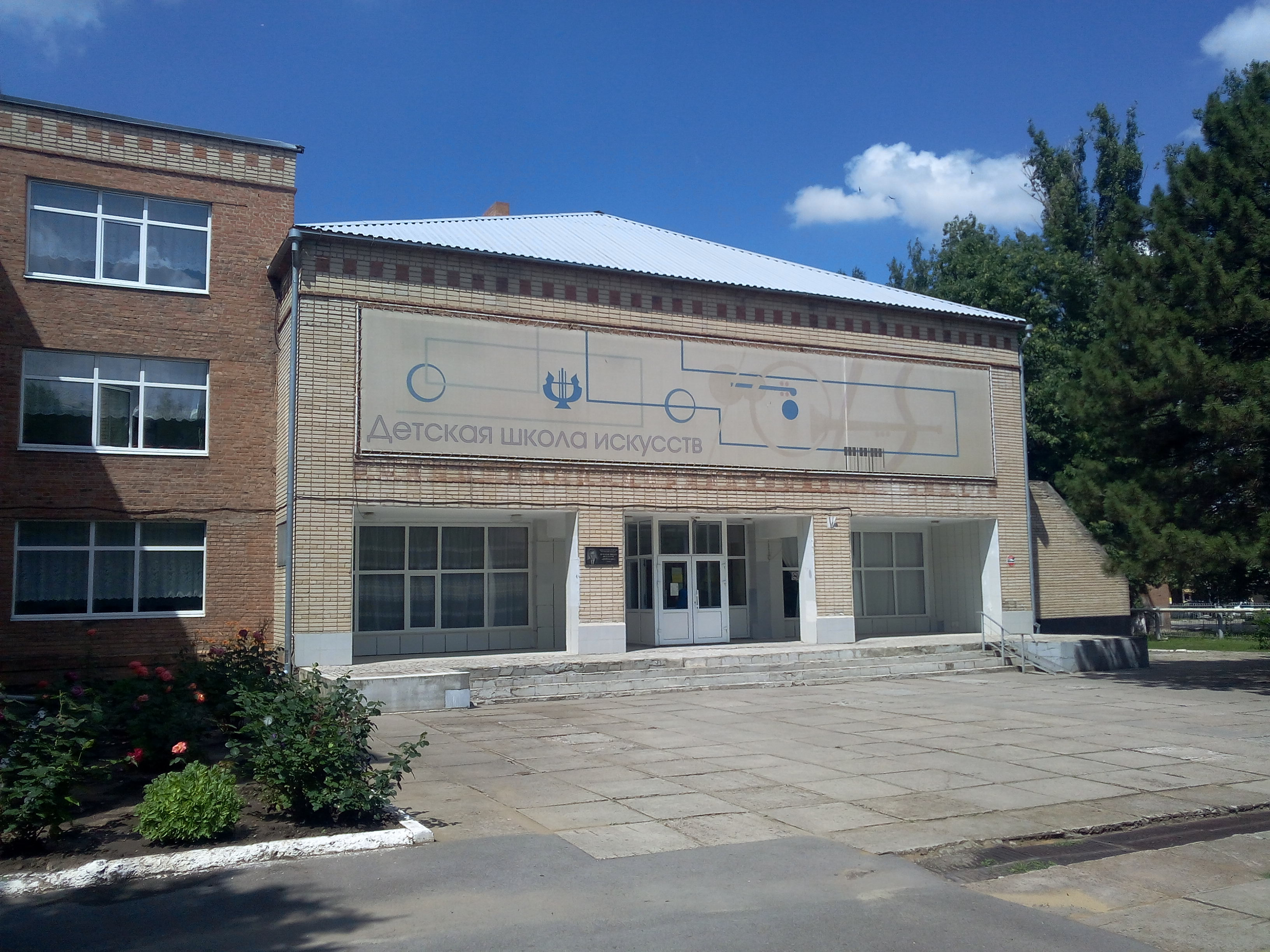
Детская школа искусств № 1 имени В. Н. Еждика

- Сальская городская детская школа искусств имени В. Н. Еждика (улица Ленина, 37);
- Сальская городская детская школа искусств № 2 (улица Социалистическая, 71);
- Сальская городская детская художественная школа (Транспортный пр. 3);
- 9 библиотек (Сальская межпоселенческая центральная библиотека[84] ― просп. Ленина,104, МБУК «Центр библиотечного обслуживания детского и взрослого населения»[85] ― ул. Ленина, 12, детский информационно-библиотечный центр № 1 ― ул. Энгельса, 18, информационно-библиотечный центр № 2 ― ул. Кутузова, 1Н, информационно-библиотечный центр № 3 ― ул. Верхняя, 89а, информационно-библиотечный центр № 5 ― ул. Социалистическая, 168а, информационно-библиотечный центр № 6 ― ул. Осипенко, 36, информационно-библиотечный центр № 7 ― ул. Береговая, 48, техническая библиотека станции Сальск ― ул. Привокзальная, 30);
- Центральный городской парк культуры и отдыха (ранее носил название парк имени 30-летия ВЛКСМ);
- Парк культуры и отдыха Новосальска (расположен в границах улиц Ванцетти и Абрикосовой, проспекта Карла Маркса и улицы Победы);
- Городской пляж. Расположен на левом берегу реки Средний Егорлык по улице Набережной.

В торгово-развлекательном центре «СКИФ» работают детский развлекательный парк «Бамбастик» (площадь 1000 м²), Страйкбол-тир, настольный теннис.

## Гостиницы

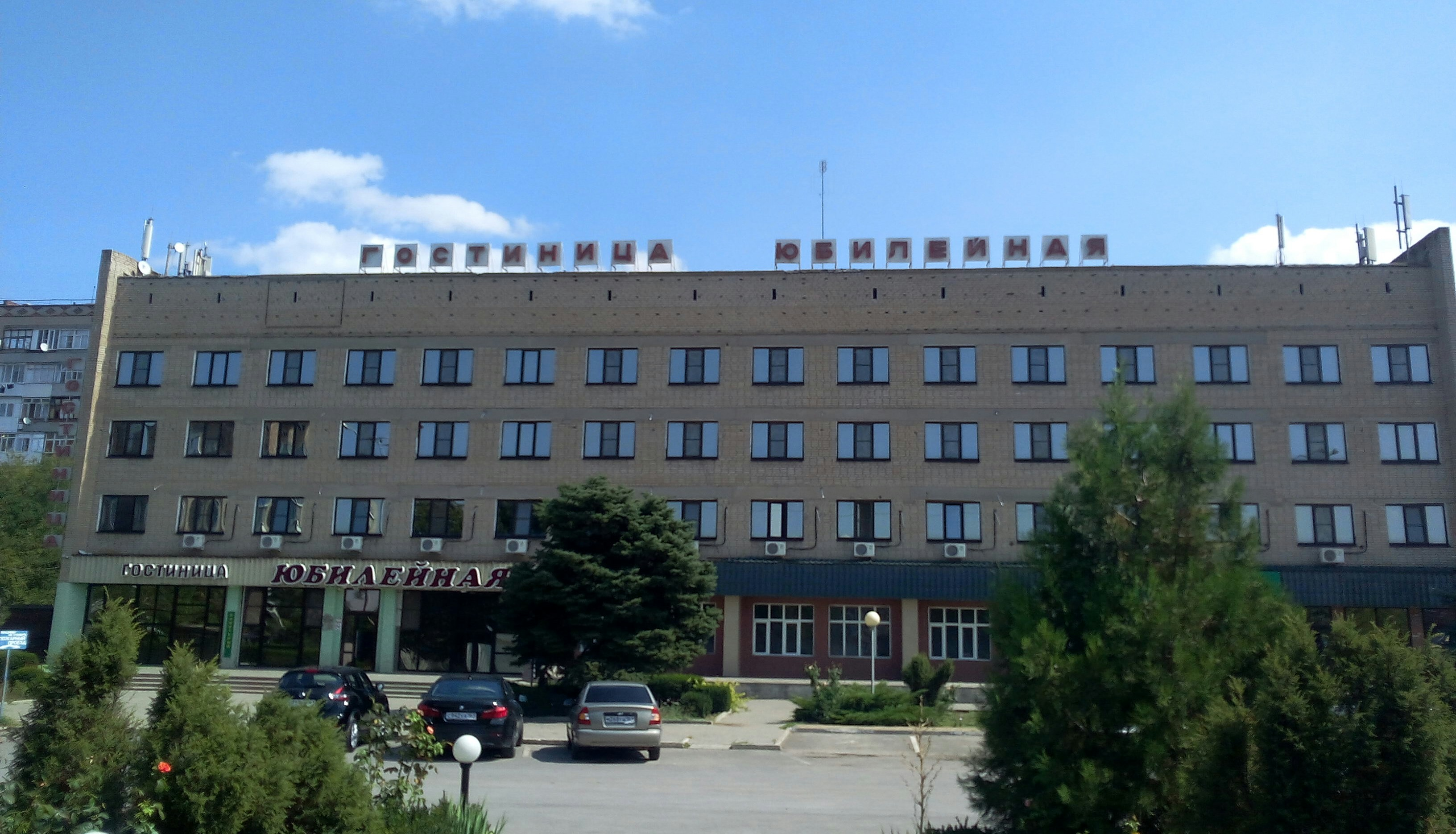
Гостиница Юбилейная

На территории города функционирует 14 предприятий гостиничного бизнеса (гостиницы, отели, гостевые дома, хостелы).

## Образование
Высшее профессиональное образование
- Региональное представительство Невинномысского института экономики, управления и права в городе Сальске[86] (адрес: ул. Привокзальная, д. 2).

Среднее профессиональное образование
В городе находятся учреждения среднего профессионального образования:
- Сальский индустриальный техникум[87] (бывший станкостроительный техникум). В состав техникума вошло упразднённое профессиональное училище № 75 (главный корпус расположен по адресу: г. Сальск, улица Ленина, 27., второй корпус техникума расположен по адресу: Новосальск, улица Соцтруда, 2а, общежитие — улица Энгельса, 13);
- Сальский аграрно-технический колледж[88] (бывший сельскохозяйственный техникум) (расположен по адресу: г. Сальск, пос. Гигант, улица Крупской, 6).
- Сальский медицинский техникум[89] (учебные аудитории располагаются в зданиях бывшей городской поликлиники № 1 по улице Кирова, 17 и бывшем административном здании меховой фабрики по улице Новостройка, 1);
- Сальский институт Южного университета (ИУБиП)[90] готовит специалистов среднего профессионального образования (колледж). (Институт расположен в здании бывшего детского сада «Колосок» по улице Невского, 1Б).
- Сальский казачий кадетский профессиональный лицей[91] (бывшее сельское профтехучилище № 83) (расположен по адресу: г. Сальск, улица Береговая, 1);
- Сальский экономико-правовой техникум[92] (г. Сальск, улица Привокзальная, 2).

Среднее, общее и начальное образование
В городе действуют одиннадцать общеобразовательных учебных учреждений, в том числе: средние школы № 1,3, 5,6,7,10,21, гимназия № 2, лицей № 9, начальная школа-детский сад № 21 «Жемчужинка», средняя общеобразовательная школа № 4 имени Героя России А. Н. Гойняка.
На перспективу предусмотрено строительство нескольких школ, в том числе нового трёхэтажного здания школы № 11 на 600 мест по улице Верхней (район Капустино), однако объект возведения школы превратился в многолетний долгострой, кроме вырытого котлована ещё в 1980-х годах, дело с мертвой точки и не сдвинулось. О сроках строительства городские и районные власти уже даже и не поднимают вопрос. В то же время потребность в обеспеченности города местами в школе стоит очень остро, больше половины городских школьников обучаются в две смены.
Закрытые и ликвидированные общеобразовательные учреждения: здание вечерней школы № 12, располагавшееся по улице Московской, 12, учебно-производственный комбинат, располагавшийся по улице Ленина, 21 (в настоящее время здание занимает администрация городского поселения).
Дошкольное образование
На территории города функционируют 22 детских дошкольных учреждений (общеразвивающего и комбинированного видов, центры развития ребёнка).
Закрытые и перепрофилированные здания бывших дошкольных учреждений города: детский сад № 22 «Берёзка» (в настоящее время в здании размещается художественная школа), детский сад «Колосок» (в типовом двухэтажном здании современной планировки в настоящее время размещается институт бизнеса и права), детский сад по улице Станиславского, 120 (в настоящее время здание занимает социальный приют для несовершеннолетних).
Дополнительное образование
- Сальский Дом пионеров и школьников имени Героя Советского Союза Н. И. Филоненко (адрес: г. Сальск, ул. Первомайская, 20, третий этаж). В Доме пионеров работает Музей революционных и боевых традиций «Служу Отечеству»[78];
- Сальская станция юных техников (ул. Первомайская, 20, первый и второй этажи);
- Сальская станция юных натуралистов (ул. Юннатов, 4);
- ДЮСШ Сальского района (ул. Победы, 27), в структуру школы входит стадион «Локомотив» (адрес: ул. Будённого, 101) ;
- Спортивная школа Сальского района, в её структуру входят: спорткомплекс «Сальский» (Юбилейная пл.) и гребная база на реке Средний Егорлык (ул. Набережная).

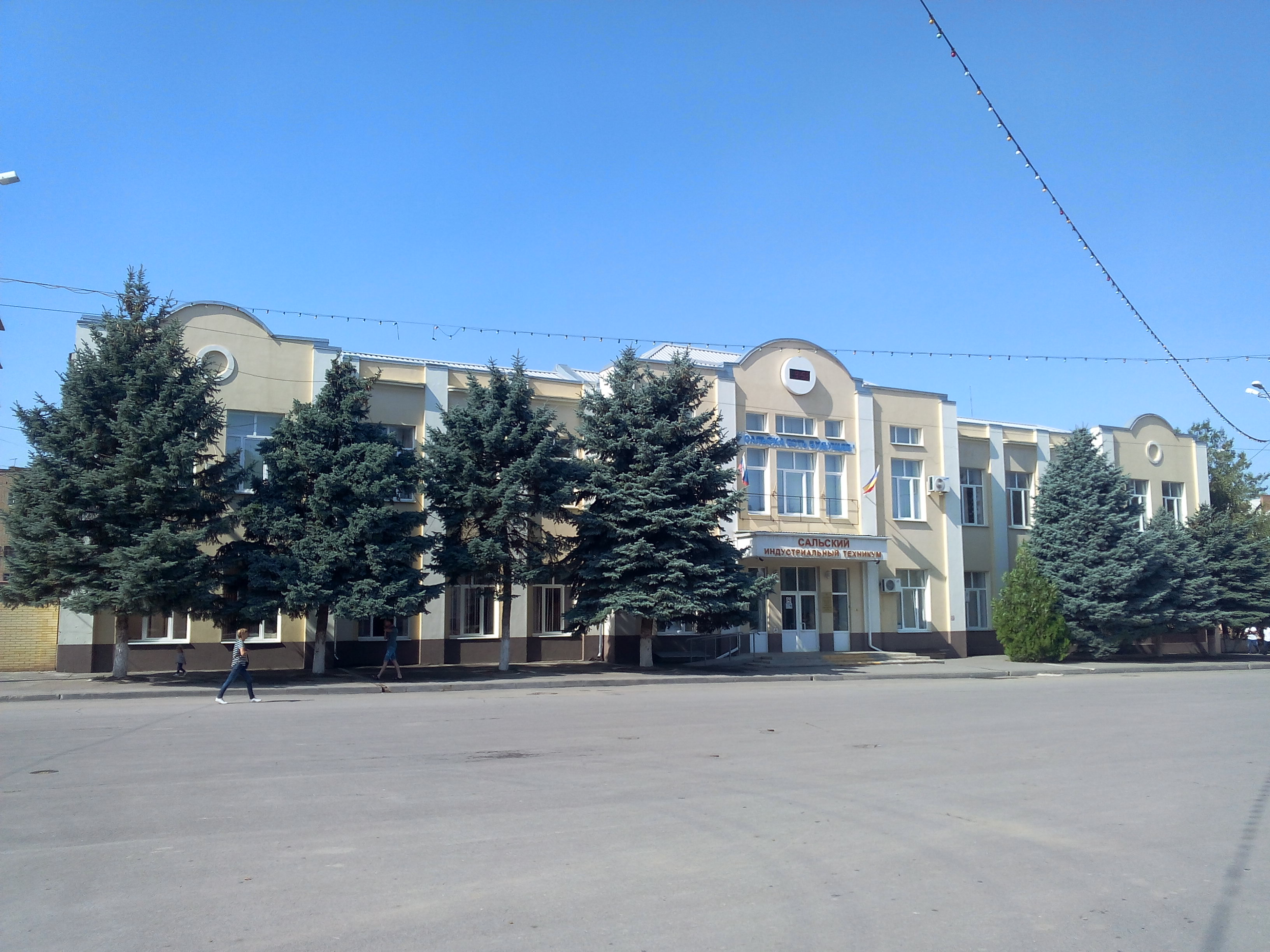
Индустриальный техникум
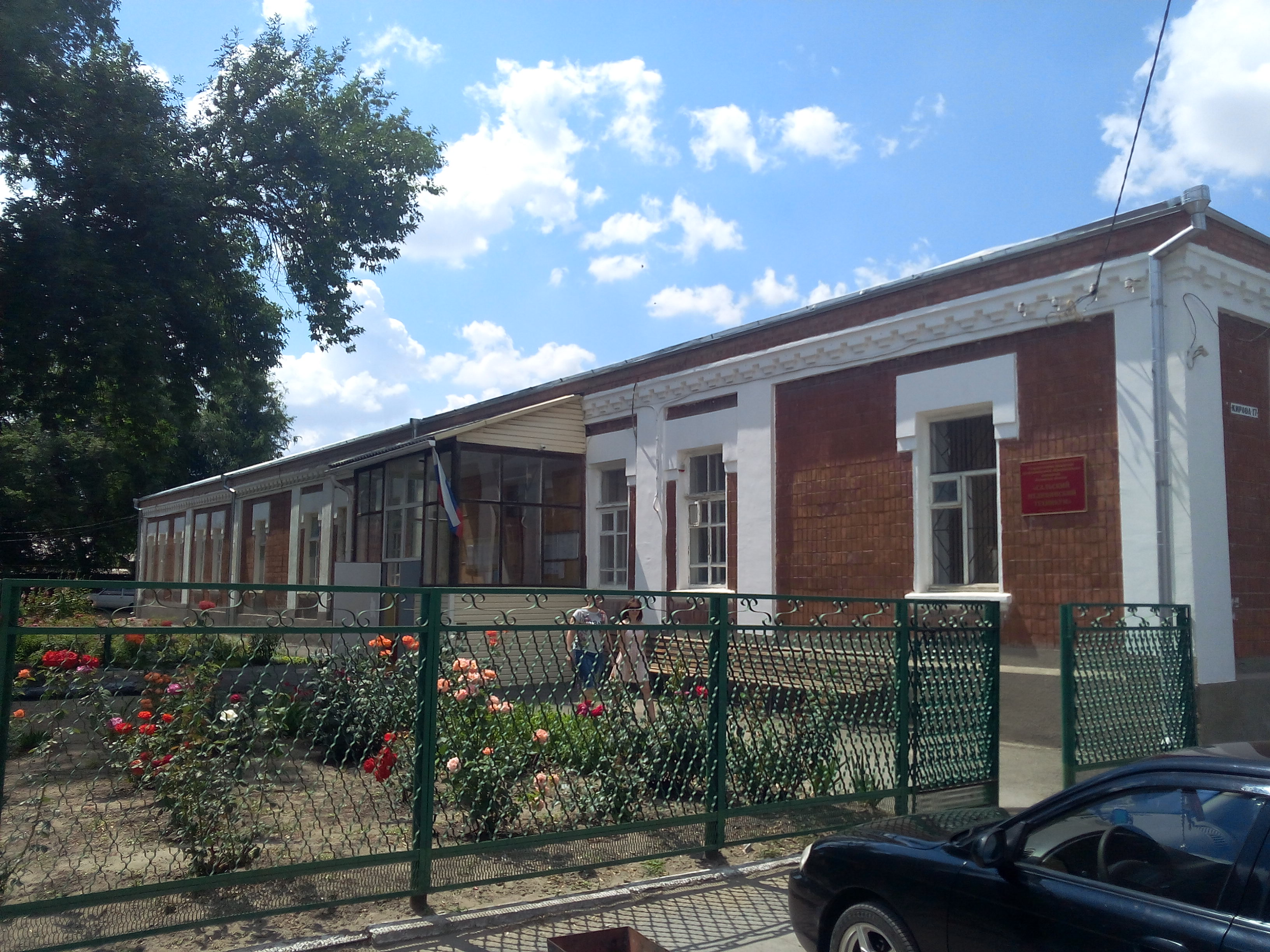
Медицинский техникум
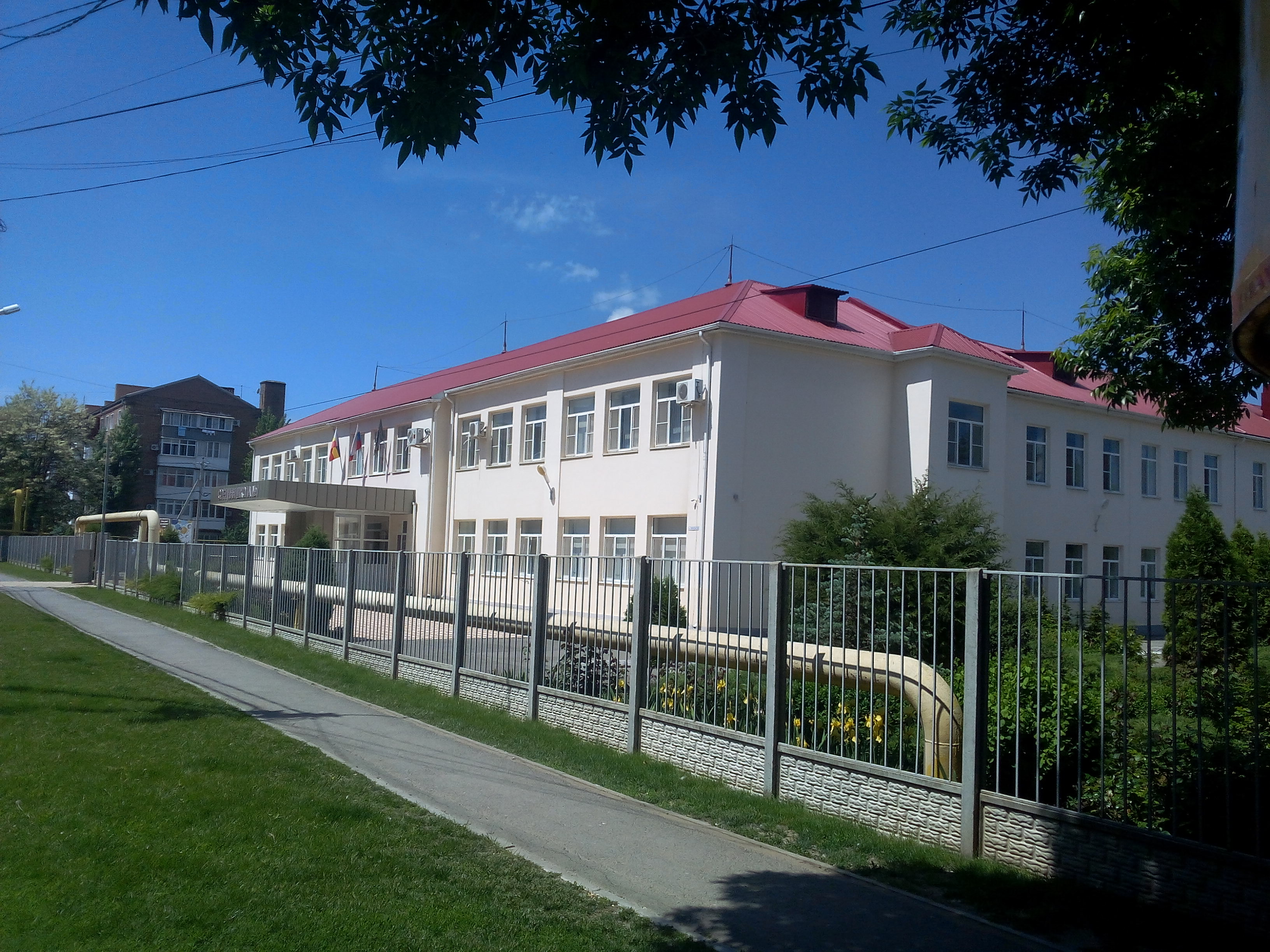
Школа № 1
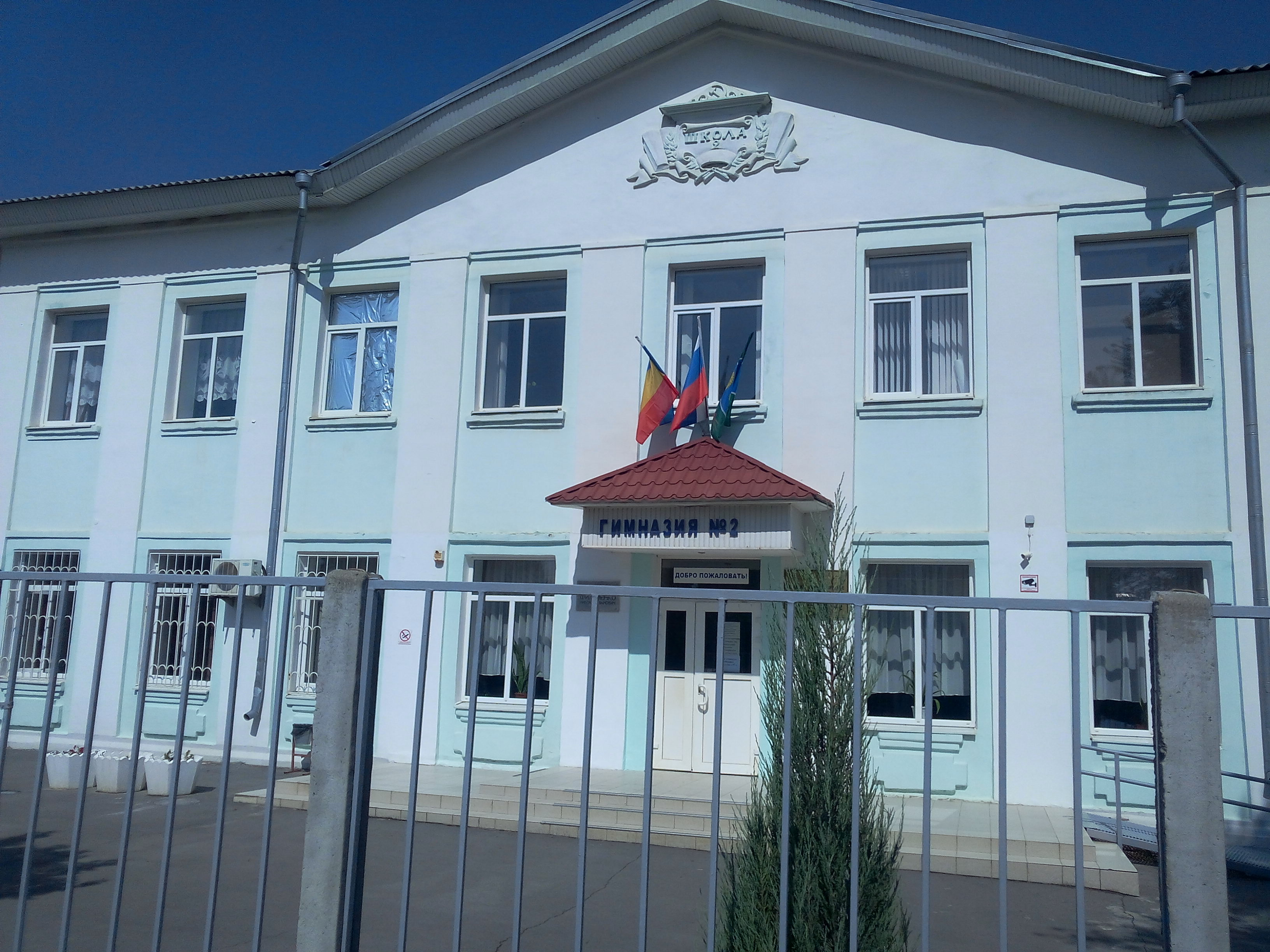
Гимназия № 2
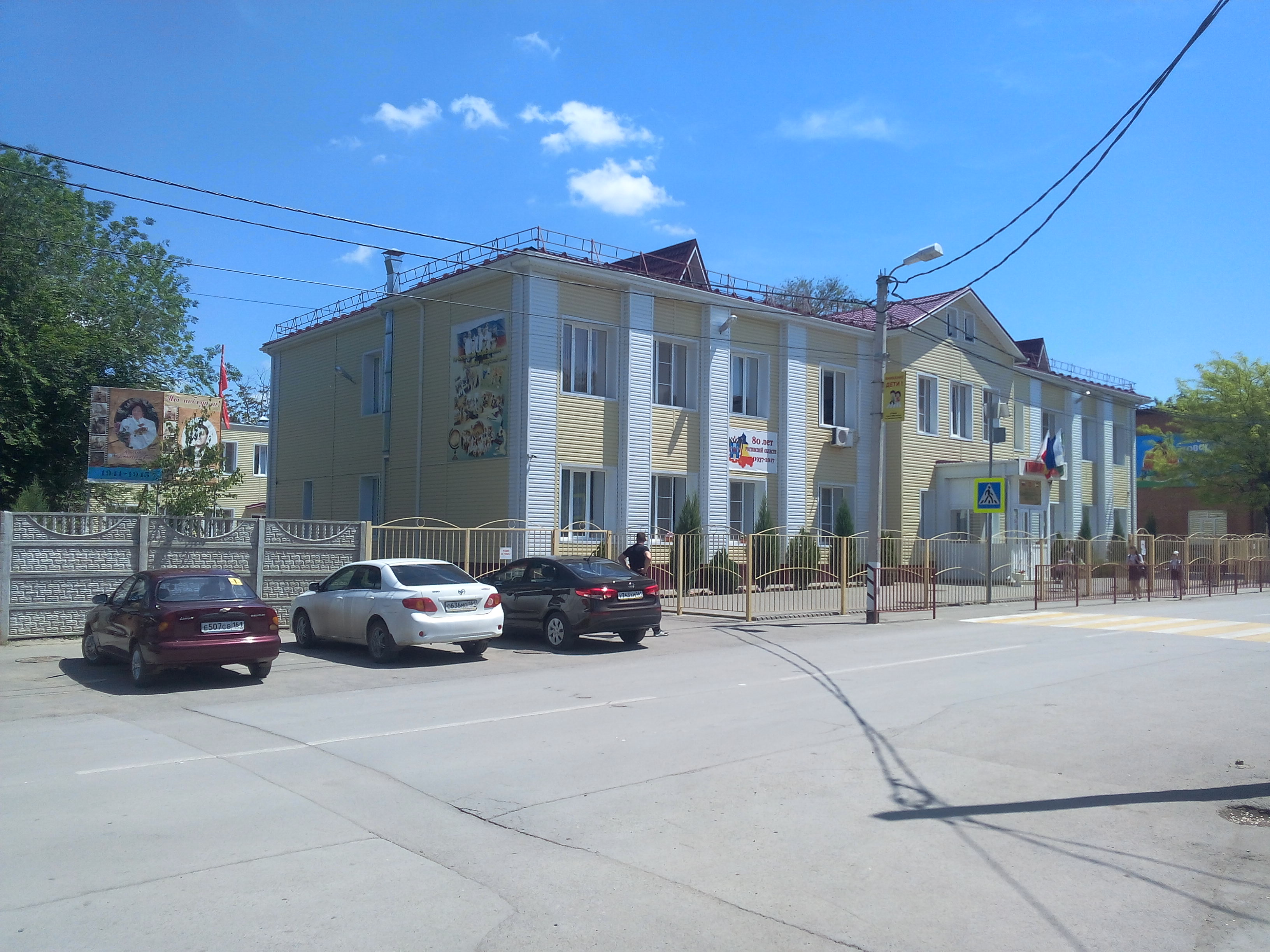
Школа № 3
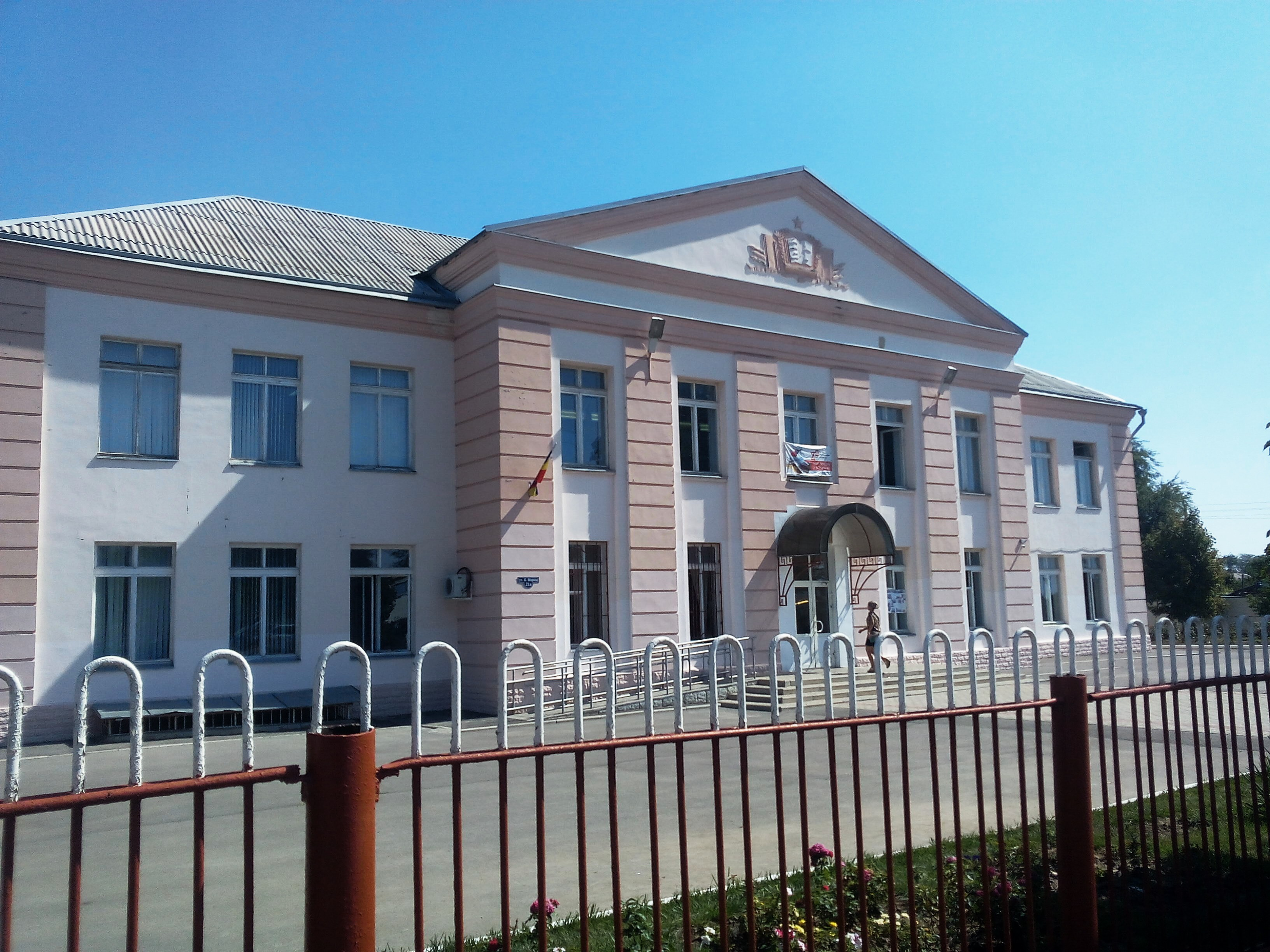
Школа № 5
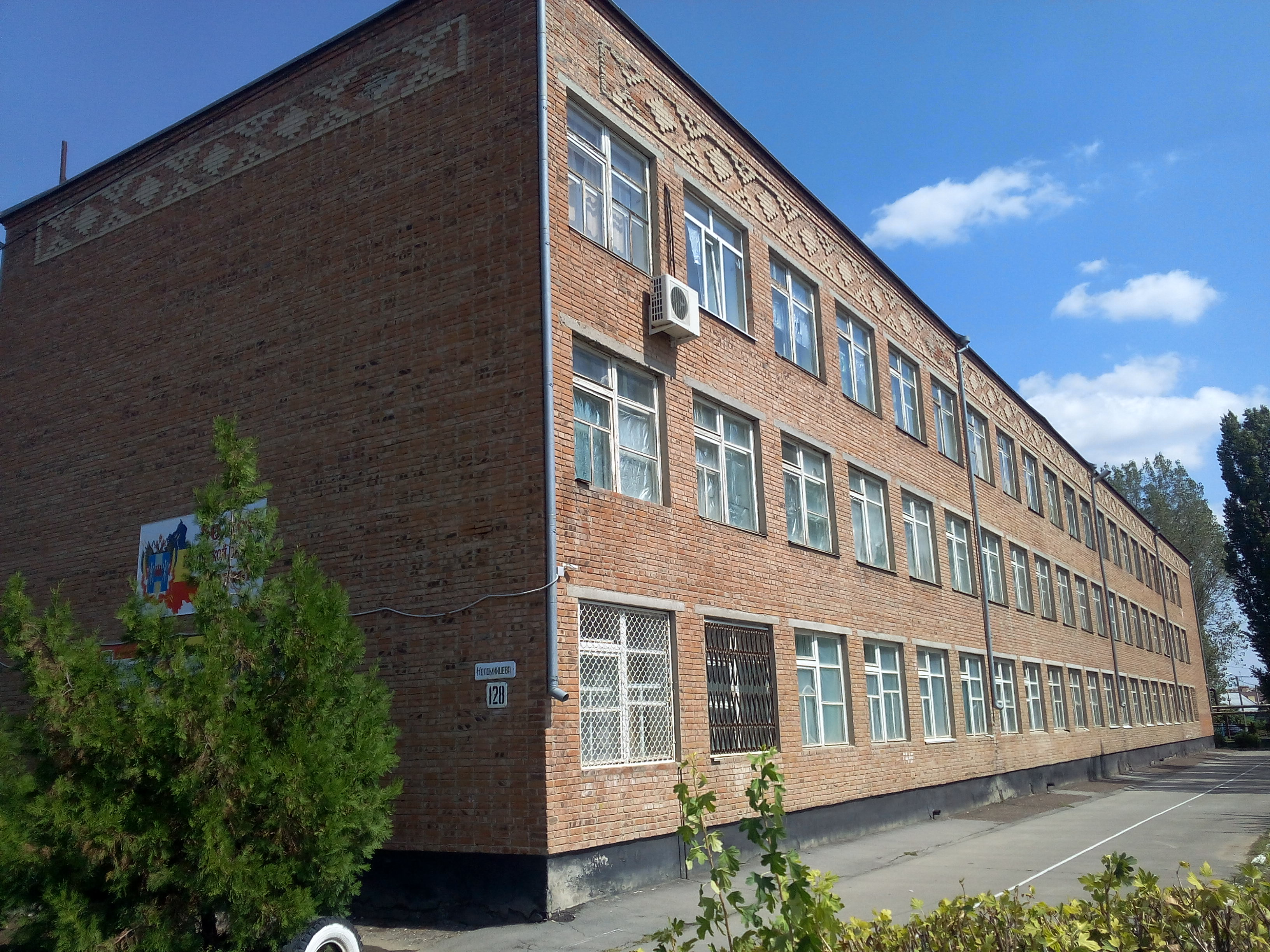
Школа № 7
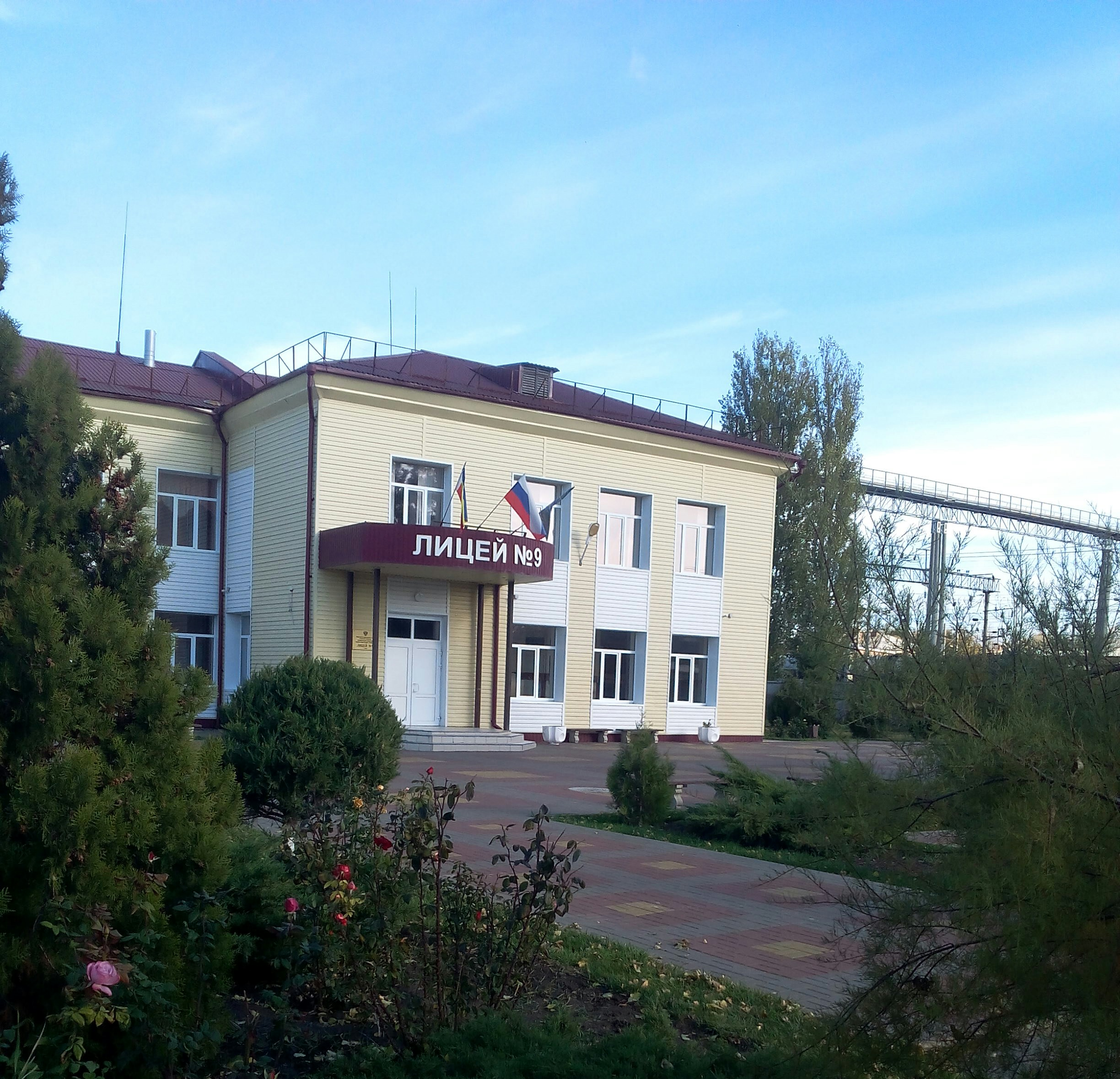
Лицей № 9
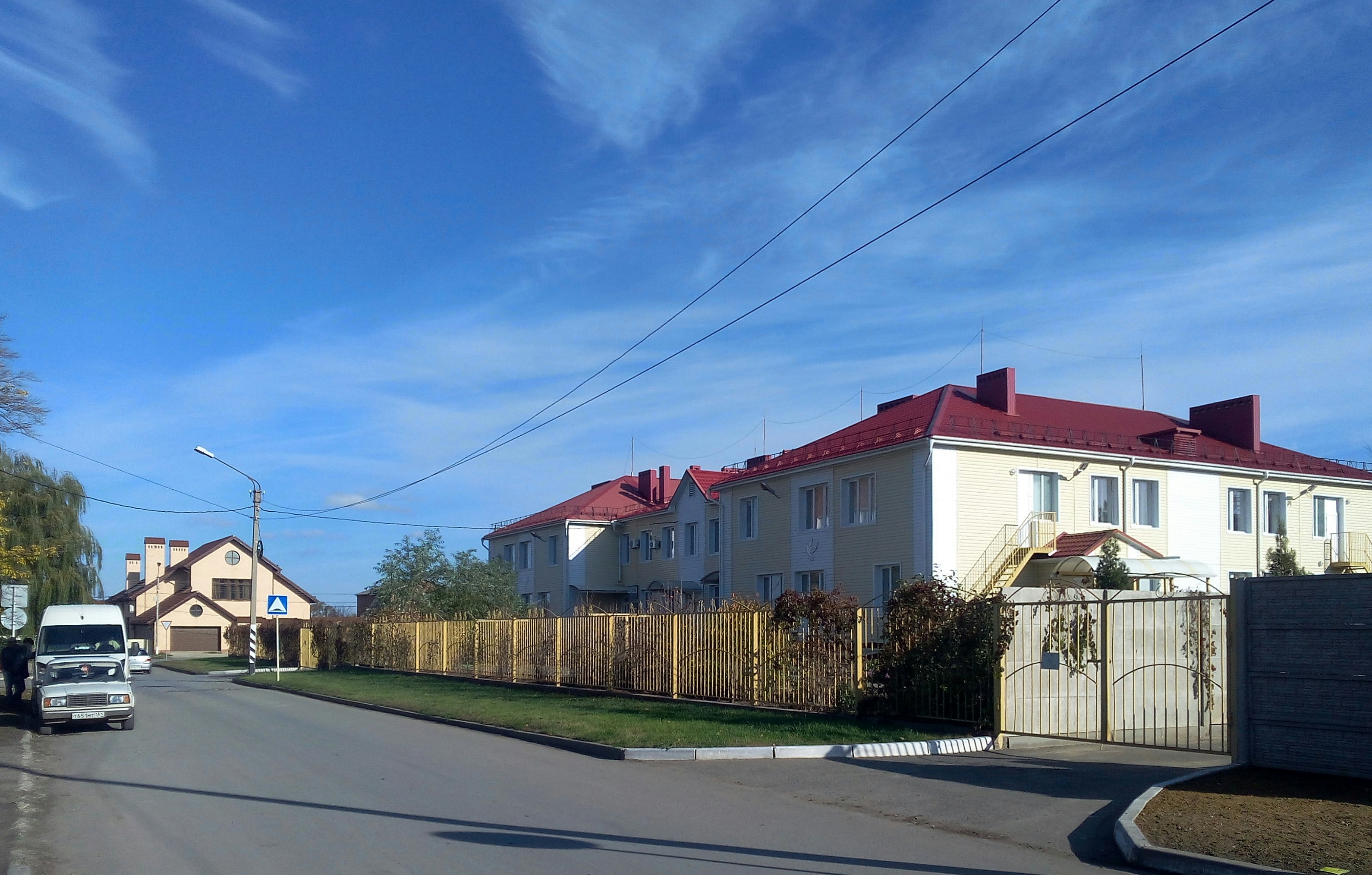
Детский сад № 5 «Голубок»
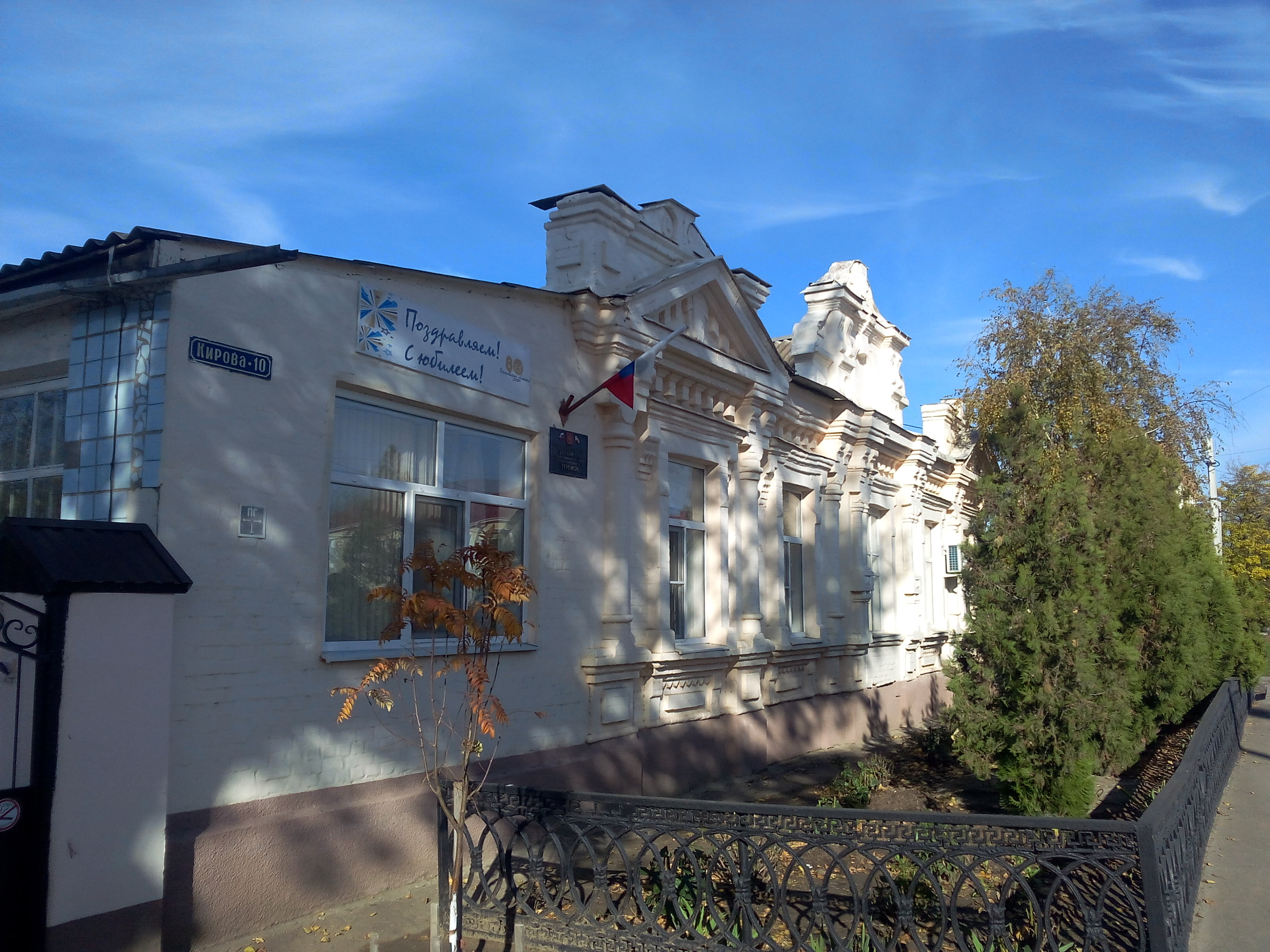
Детский сад №  17 «Теремок»
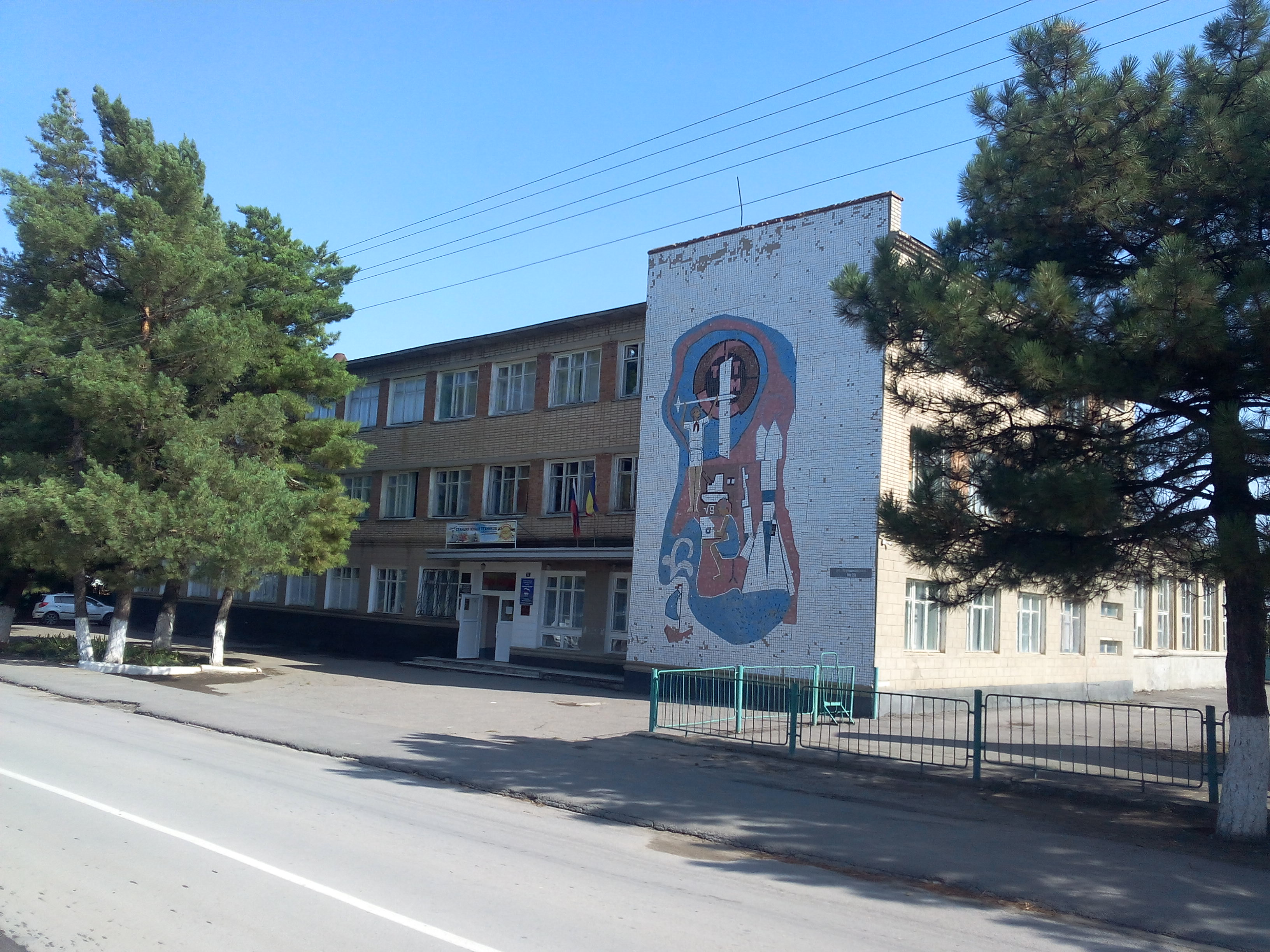
Станция юных техников

## Медицинские учреждения

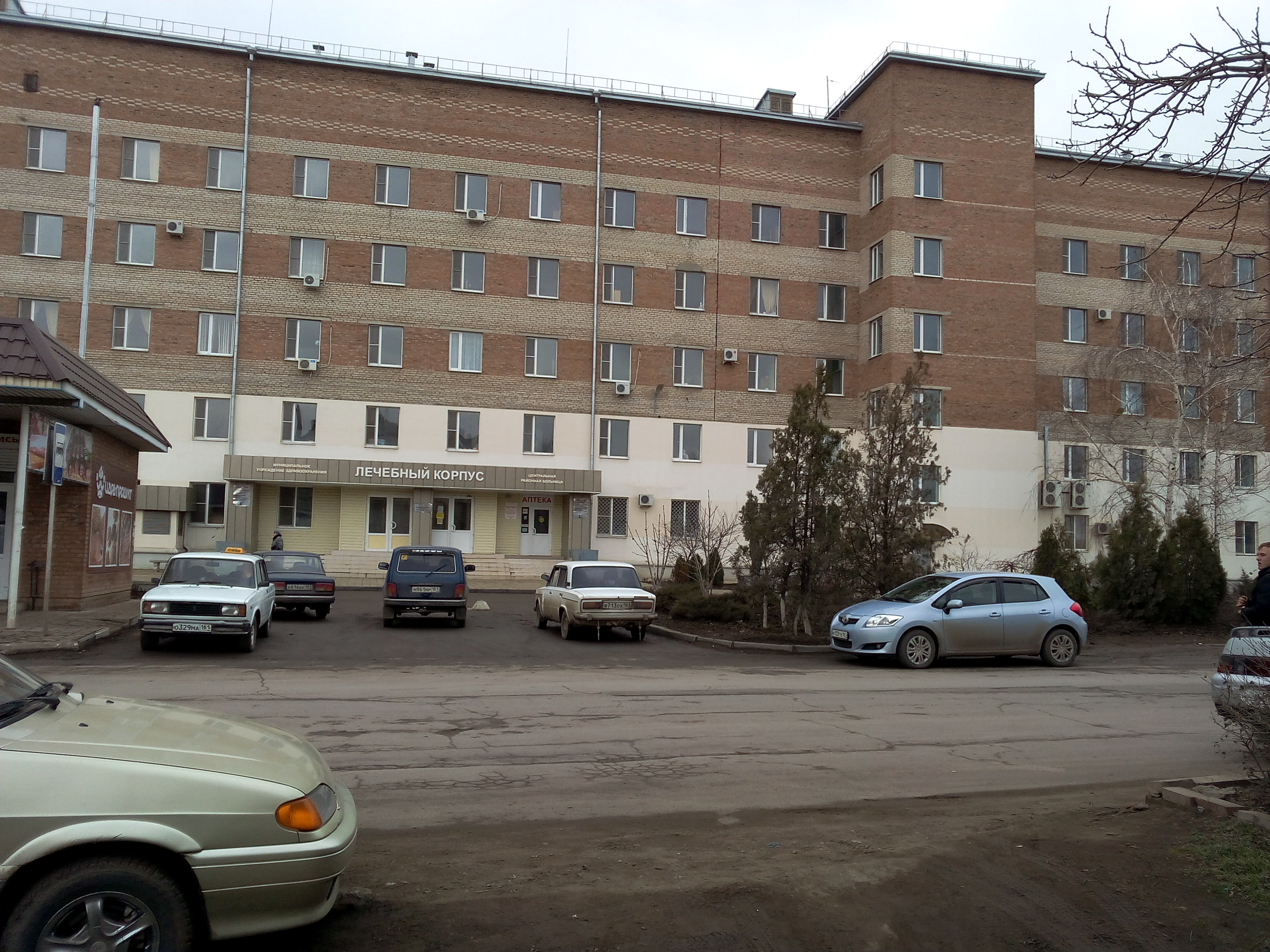
Здание акушерского корпуса (роддома), ул. Кузнечная

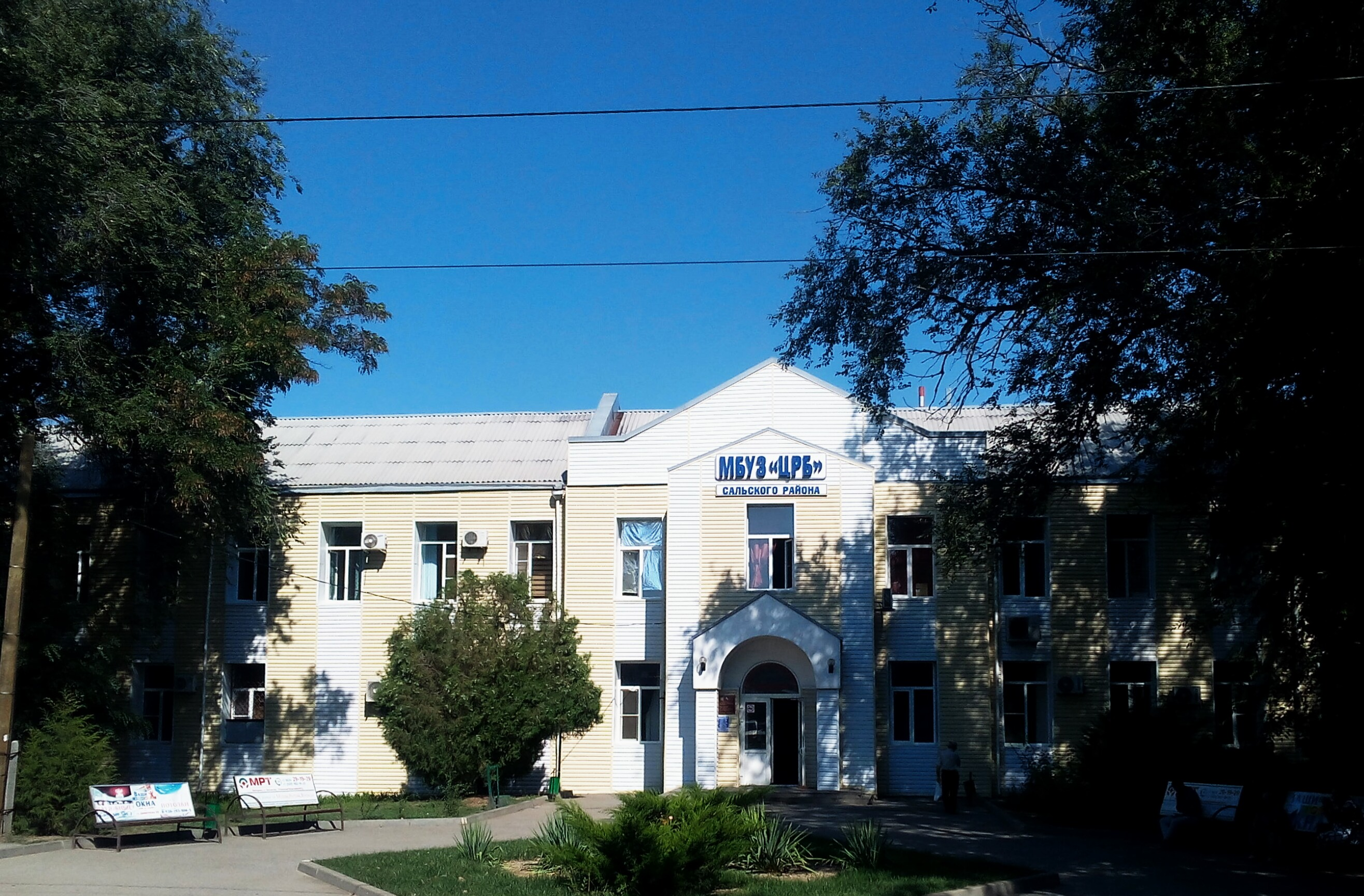
Здание Центральной больницы, ул. Павлова

На территории города Сальска работают 7 учреждений здравоохранения:
1) ГБУ РО «Центральная районная больница» в Сальском районе;
2) Поликлиника № 7 ЧУЗ «Клиническая больница РЖД-Медицина» в городе Сальск;
3) Сальский филиал ГБУ РО «Областной клинический центр фтизиопульмонологии» (г. Сальск, ул. Севастопольская, 100);
4) Поликлиническое отделение Сальский филиал ГБУ РО «Кожно-венерологический диспансер»(г. Сальск, ул. Московская, 24);
5) ГБУ РО «Станция переливания крови» Отделение переливания крови в г. Сальске (ул. Павлова, 2);
6) Сальский Межрайонный гемодиализный центр (г. Сальск, ул. Промышленная, 2). Осуществляет медицинское обслуживания жителей города Сальска, а также Орловского, Песчанокопского, Пролетарского, Сальского и Целинского районов Ростовской области;
7) Филиал ФБУЗ «Центр гигиены и эпидемиологии в Ростовской области» в городе Сальске (улица Николая Островского, 3);
В Сальске работает более двадцати иных негосударственных и частных медицинских учреждений, в том числе медицинские центры «Здоровье», «Лазарь», «МедЭксперт», «МедЭксперт Плюс» и др.
На территории города существует развитая аптечная сеть (более 50 аптек).
Несмотря на большой дефицит медицинских (лечебных) учреждений в городе Сальске и Сальском районе остаются не задействованными три трёхэтажных корпуса бывшей железнодорожной больницы, расположенных по улице Родниковой в городе Сальске. В этих корпусах могла бы разместиться полноценная городская больница, однако районная администрация и руководство РЖД не смогли решить вопрос о передаче или продаже указанных зданий в муниципальную собственность. Кроме этого, в 2021 году было снесено двухэтажное здание, где ранее располагалась детская поликлиника (указанное здание, которое не было признано аварийным, можно было бы использовать для размещения одного из отделений стационара для взрослых.

## Социальные учреждения
В городе действуют:
- ГБУСОН РО «Сальский психоневрологический интернат» (г. Сальск, ул. Береговая, 2);
- МБУ «Центр социального обслуживания граждан пожилого возраста и инвалидов Сальского района» (г. Сальск, ул. Крупской, 56);
- ГБУСОН РО «Социально-реабилитационный центр для несовершеннолетних Сальского района» (г. Сальск, ул. Станиславского, 120);
- ГБУСОН РО «Комплексный социальный центр по оказанию помощи лицам без определённого места жительства г. Сальска» (г. Сальск, ул. Крымского, 32).

## Религиозные организации и культовые сооружения
На территории города Сальска расположены церковные приходы и культовые сооружения Русской Православной Церкви:
- Собор во имя святых равноапостольных Кирилла и Мефодия (площадь Юбилейная);
- Храм Покрова Пресвятой Богородицы (улица Красная);
- Церковь Святителя Димитрия Ростовского (улица Крымского);
- Часовня Георгия Победоносца (улица Коломийцева, рядом с городским военкоматом);
- Часовня Покрова Пресвятой Богородицы (на въезде в город со стороны Ростова-на-Дону).

Кроме этого, в городе действует местная религиозная организация — Церковь евангелистов христиан баптистов «Преображение» Сальска.

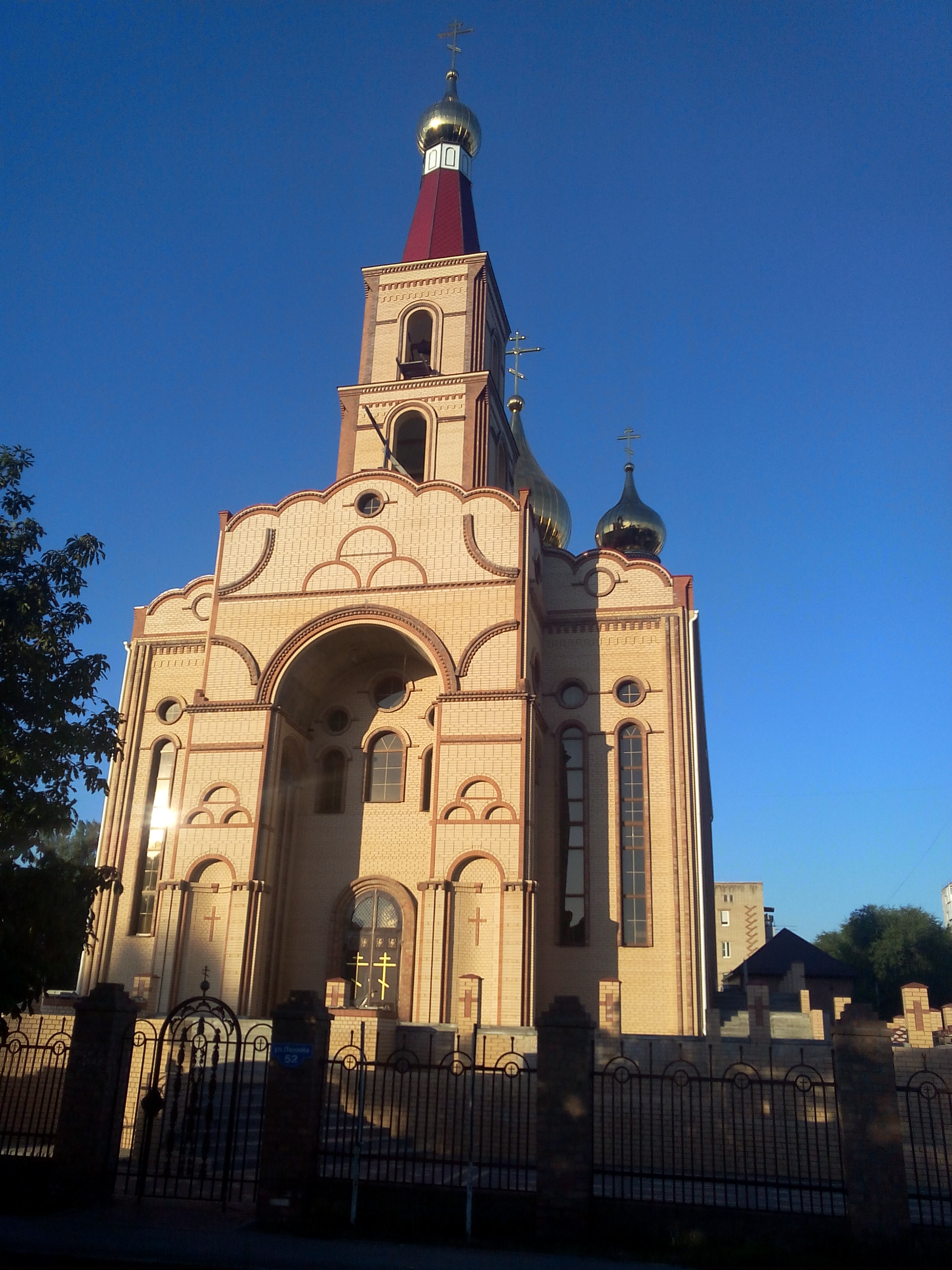
Собор святых равноапостольных Кирилла и Мефодия
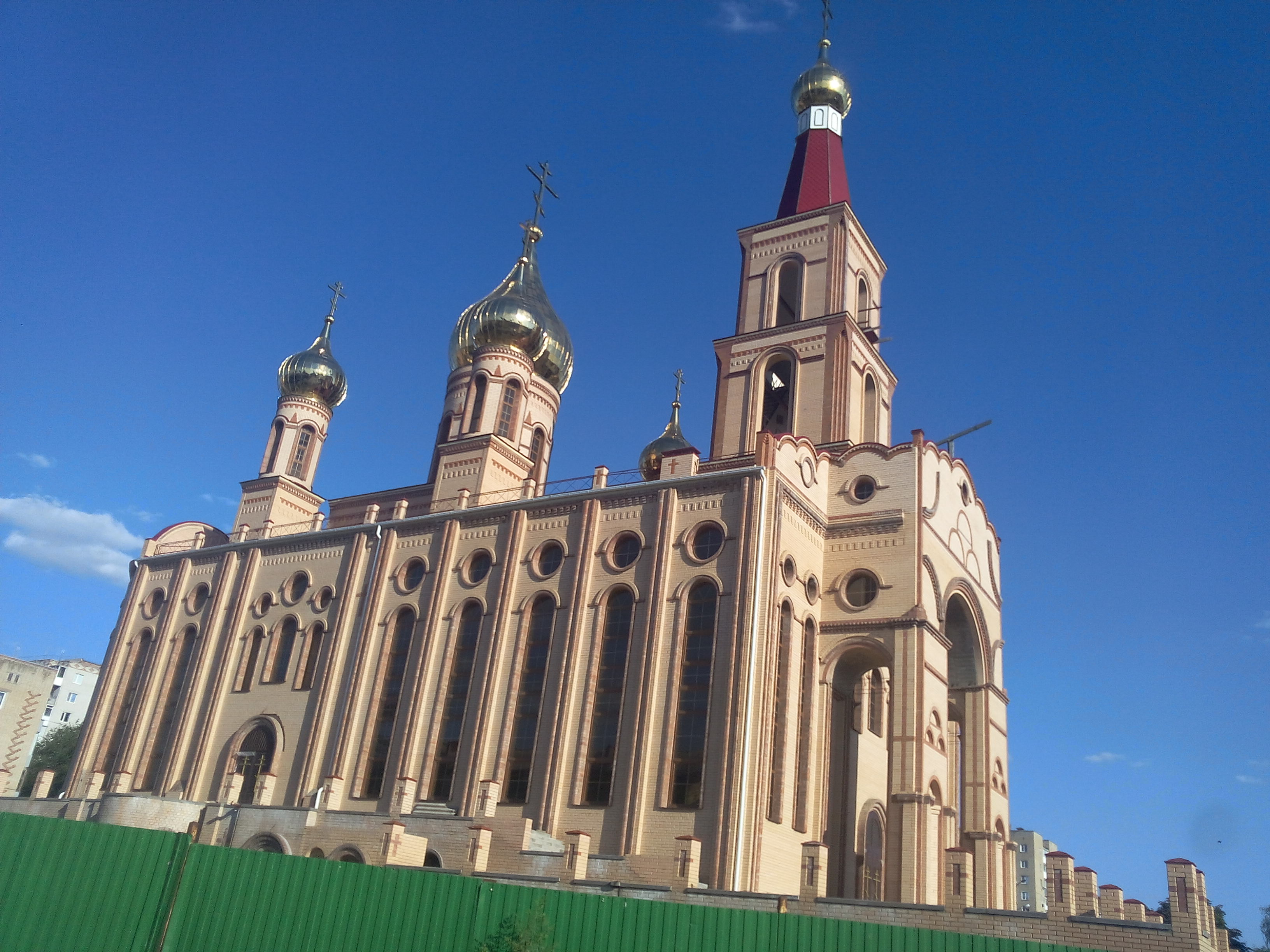
Собор святых равноапостольных Кирилла и Мефодия (вид со стороны ул. Дзержинского)
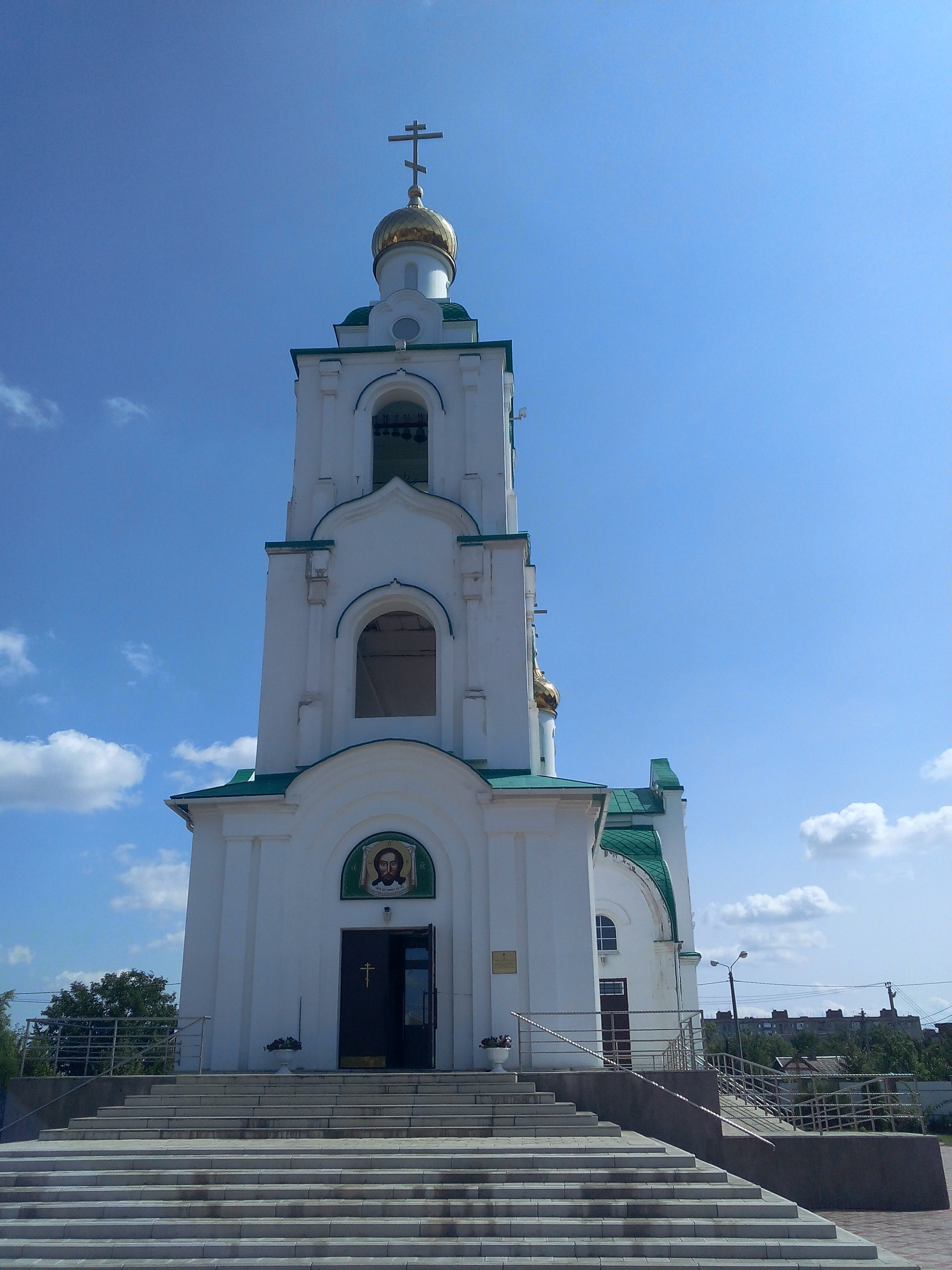
Храм святителя Димитрия Ростовского
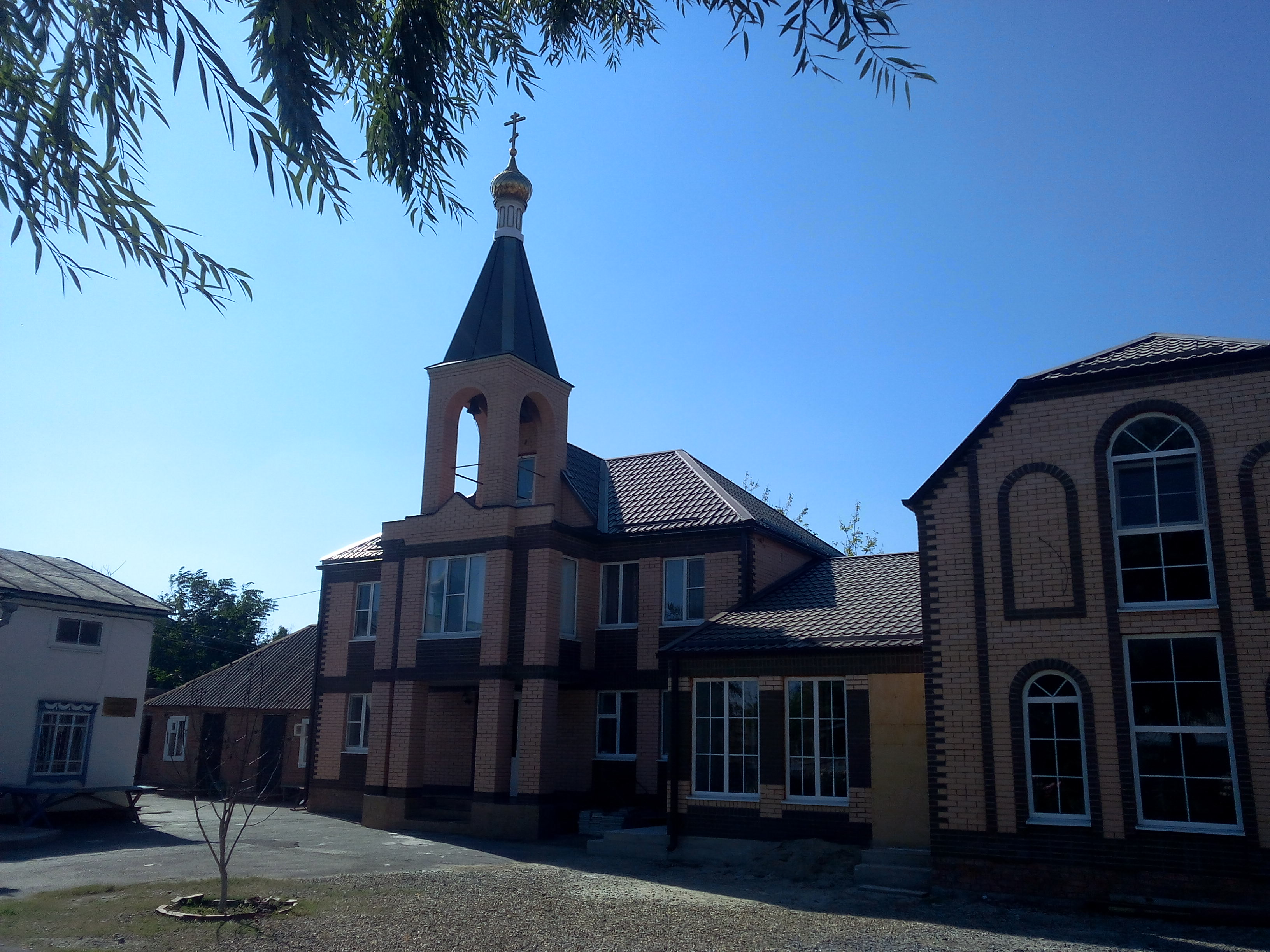
Храм Покрова Пресвятой Богородицы
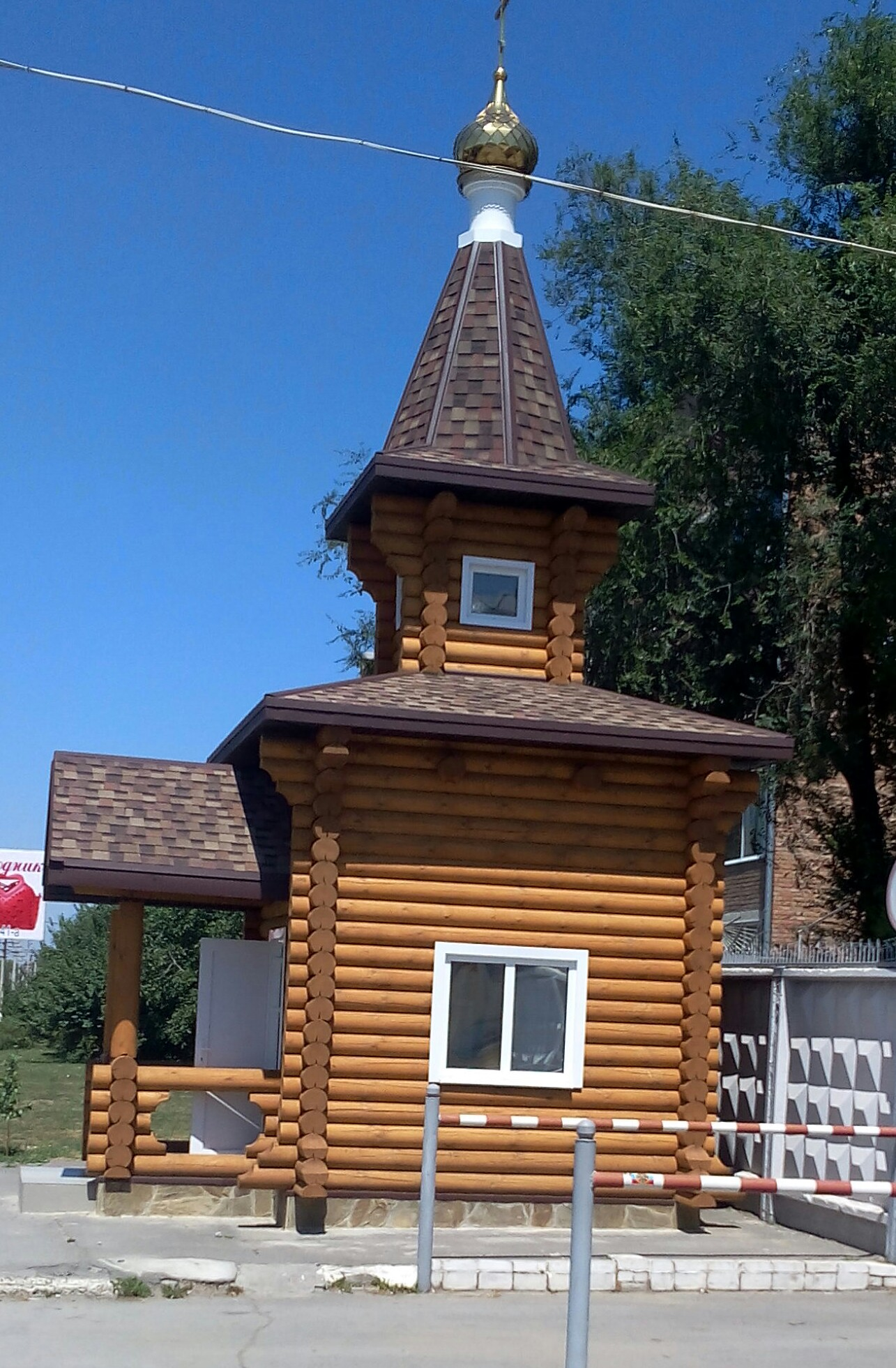
Часовня Георгия Победоносца у здания военкомата

На территории города расположено 4 кладбища:
- Старое кладбище (ул. Курчатова);
- Зареченское кладбище (микрорайон Заречный);
- Городское кладбище (ул. Аэродромная, 7);
- Новое городское кладбище (ул. Аэродромная, 9).

## Памятники и мемориалы
На территории города Сальска и Сальского района расположено более 60 памятников и мемориалов, из которых четыре являются объектами культурного наследия регионального значения.
- Мемориальный ансамбль «Поклон». Мемориальный ансамбль расположен на площади Свободы города Сальска. Авторы памятника: архитектор Б. В. Игнатенко и скульптор В. Л. Глухов. В 1975 году по чертежам В. Глухова на братской могиле были установлены 9 надгробий. В них вмонтировали плиты из белого уральского мрамора с именами 177 захороненных здесь воинов. На улице Свободы, возле комплекса «Поклон» имеется могила первого посла РСФСР в Персии (Иране) И. О. Коломийцева, останки которого были перезахоронены здесь в 1972 году. К памятнику ведёт аллея, вымощенная плиткой. В 2005 году на аллее были установлены гранитные постаменты с барельефами, скульптурные изображения Героев Советского Союза — сальчан: В. Я. Захарова, Е. И. Мандрыкина, А. Г. Митяшкина, М. Е. Пивоварова, С. В. Рыбальченко, Ф. Н. Самохвалова, Б. И. Терентьева, Н. И. Филоненко, Героев Российской Федерации А. Н. Гойняка и В. Н. Горина. Все памятники изготовлены в Ростовском отделении Союза художников России (рук. С. Н. Олешня)[97].
- Памятник ветеранам боевых действий, установлен на аллее Славы города Сальска (пересечение улицы Свободы и улицы Коломийцева).

Памятник ликвидаторам

- Памятник ликвидаторам аварии на Чернобыльской АЭС, установлен и открыт 26 апреля 2016 года в городе Сальске на пересечении улицы Ленина и улицы Будённого, в честь 30-й годовщины трагедии на Чернобыльской атомной электростанции.
- Памятник пожарным города Сальска, установлен на улице Кирова рядом с Сальским пожарным депо в канун 75-летия образования пожарной охраны. Автор памятника сальский художник В. В. Пакулов.
- Памятник генералу С. Л. Маркову ― монумент, посвящённый русскому военачальнику и одному из главных лидеров Белого движения на Юге России Сергею Леонидовичу Маркову. Памятник установлен недалеко от места гибели генерала. Открытие монумента произошло в 2003 году, в 85-ю годовщину его смерти. Является одним из первых памятников в России, посвящённым деятелям Белого движения. Архитектор ― А. Бегунов[98].
- Памятник в честь воинов 116-й Донской казачьей кавалерийской дивизии, которая была сформирована в 1941 году в Сальске. Представляет собой всадников на лошадях. Установлен 23 сентября 1987 года. Авторы памятника: скульптор М. И. Демьяненко, архитектор ― А. В. Стадник. Высота монумента составляет 7 метров, кони и всадники по 4 метра, бетонный постамент — 2 метра. На постаменте имеется мемориальная доска.
- Памятник Владимиру Ильичу Ленину — установлен на площади имени Ленина в городе Сальске. Современный памятник установлен в 1980 году.

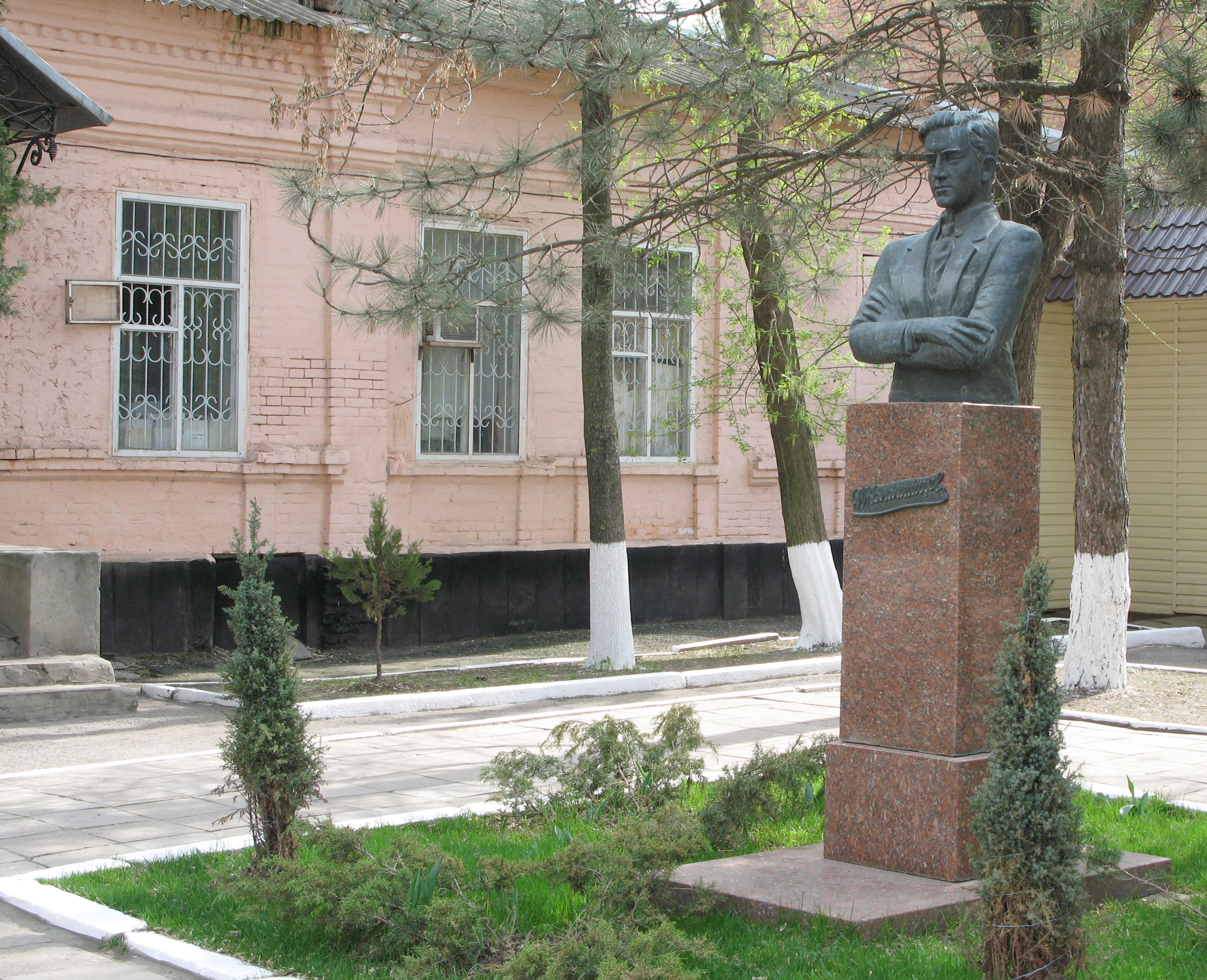
Памятник Коломийцеву

- Памятник Ивану Осиповичу Коломийцеву (1896—1919) — первому послу РСФСР в Персии (Иране), уроженцу села Воронцово-Николаевского. Памятник был открыт 18 сентября 1988 года. Автор памятника — скульптор М. Делов. Памятник расположен на улице Ленина в городе Сальске.
- Памятник Василию Кирилловичу Нечитайло (1915—1980) — академику живописи, народному художнику РСФСР, уроженцу села Воронцово-Николаевское. Авторы памятника — скульптор Вячеслав Клыков, архитектор Вячеслав Снегирёв. Памятник расположен в городе Сальске на пересечении улиц Ленина и Ворошилова.
- Памятник воинам, погибшим в годы Великой Отечественной войны. Памятник установлен на старом городском кладбище. Рядом находится братская могила советских воинов, умерших от ранений в сальских военных госпиталях в 1942—1943 годах, а также погибших при защите и освобождении города Сальска. Около 1965 года на могиле установили бетонный памятник. На его левой стороне установлен большой венок и сделана надпись: «Вечная слава героям, павшим за Родину». Справа находится фигура воина с обнажённой головой, в левой руке он держит каску, правая рука лежит на венке, на его плечах накинута плащ-палатка. Высота памятника составляет 3,5 метра. Памятник окрашен бронзовой краской. Размеры постамента составляют 1,60х1х1,35 метра. В 2009 году памятник был демонтирован и отправлен на реставрацию в ростовскую мастерскую скульптора Сергея Олешни. Для города была сделана новая скульптура из армированного металла и бетона весом 1,2 тонны. Скульптуру установили на бетонный постамент. Скульптурная композиция была покрыта синтетическим составом, предохраняющим её влияния атмосферных осадков. На пьедестал со мраморной крошкой водружена мраморная плита с надписью: «Здесь похоронено более 300 воинов: рядовых, сержантов и офицеров советской армии, погибших при бомбёжке воинского эшелона на ст. Сальск в июле 1942 года и умерших от ран и болезней в госпиталях г. Сальска в 1943 году. Их имена неизвестны». На территории памятника уложили тротуарную плитку. Рядом от этого воинского захоронения находится могила лейтенанта Б. Брауде, умершего в сальском госпитале от ранения.
- Памятник жертвам немецкой оккупации, установленный в карьерах кирпичного завода. Памятник установлен в 1947 году рядом с проходной кирпичного завода г. Сальска и представляет собой ракету из бетона и мраморной крошки, увенчанную красной звездой.
- Памятник братьям Красновым у проходной бывшего Сальского завода кузнечно-прессового оборудования. Автор памятника — скульптор Глухов В. Л.
- Памятник ушедшим на фронт и погибшим в боях за Родину работникам мясокомбината — установлен у проходной предприятия, на улице Промышленная г. Сальска.
- Памятник гимназисту Владимиру Ульянову установлен в 1970 году в честь 100-летия со дня рождения В. И. Ленина. Памятник находится на территории общеобразовательного лицея № 9 (бывшая железнодорожная школа № 9). Автор памятника — скульптор Глухов В. Л.
- Памятник Карлу Марксу установлен на территории сквера гимназии № 2 (г. Сальск, переулок Коммунальный).
- Памятник Серго Орджоникидзе установлен на улице Аэродромная (у здания бывшего правления колхоза имени Орджоникидзе).
- Памятник-самолёт установлен в сквере на улице Первомайской (рядом со зданием СЮТ).
- Памятник-самолёт установлен у въезда на КПП воинской части бывшего аэродрома военного городка Сальск-7.
- Памятник-трактор установлен у здания Сальского казачьего кадетского профессионального лицея (бывшего СПТУ-3).
- Памятник советскому автомобилю «ЗиЛ-130» установлен на улице Аэродромной.

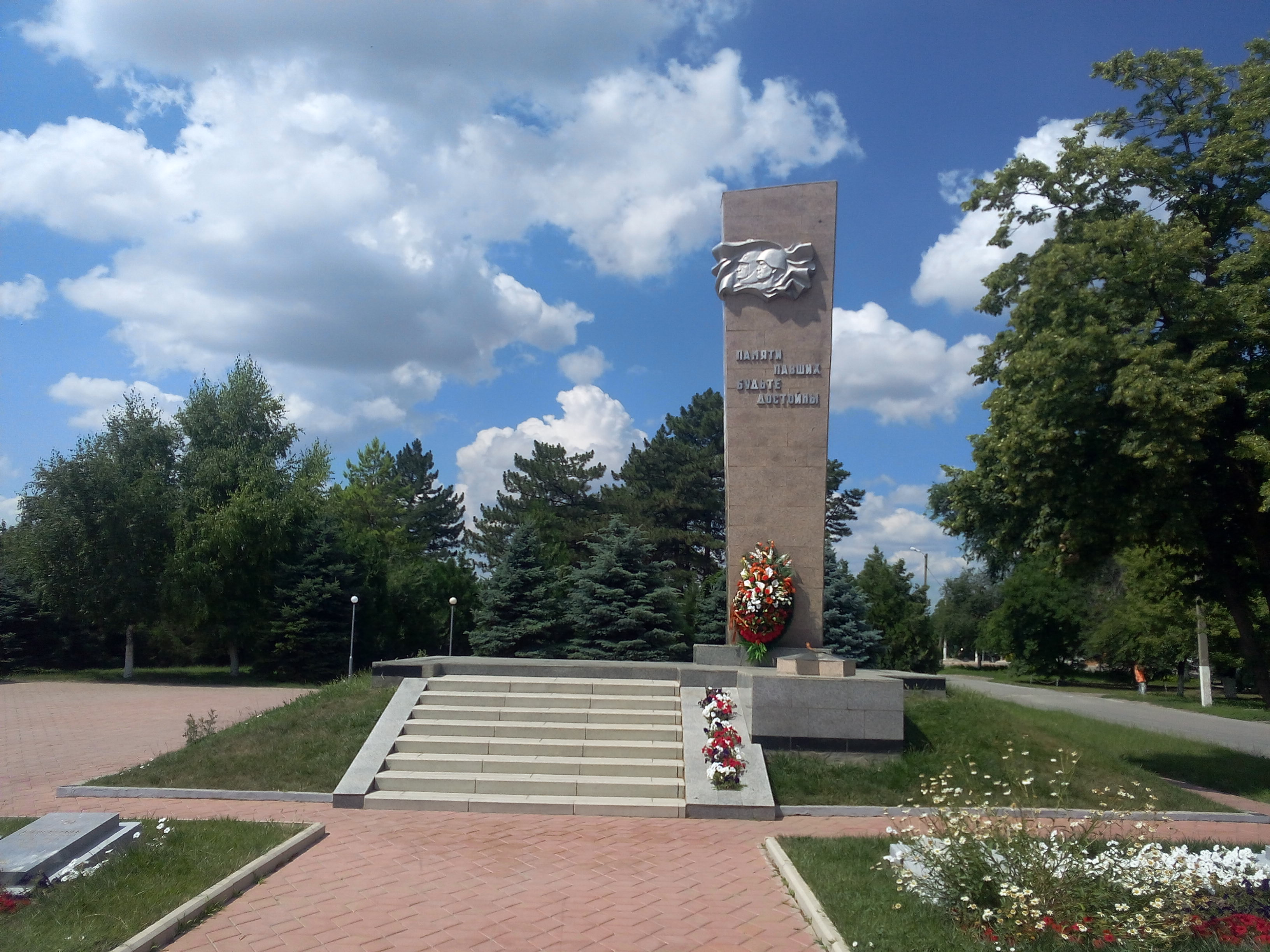
Мемориальный ансамбль «Поклон» на площади Свободы г. Сальска
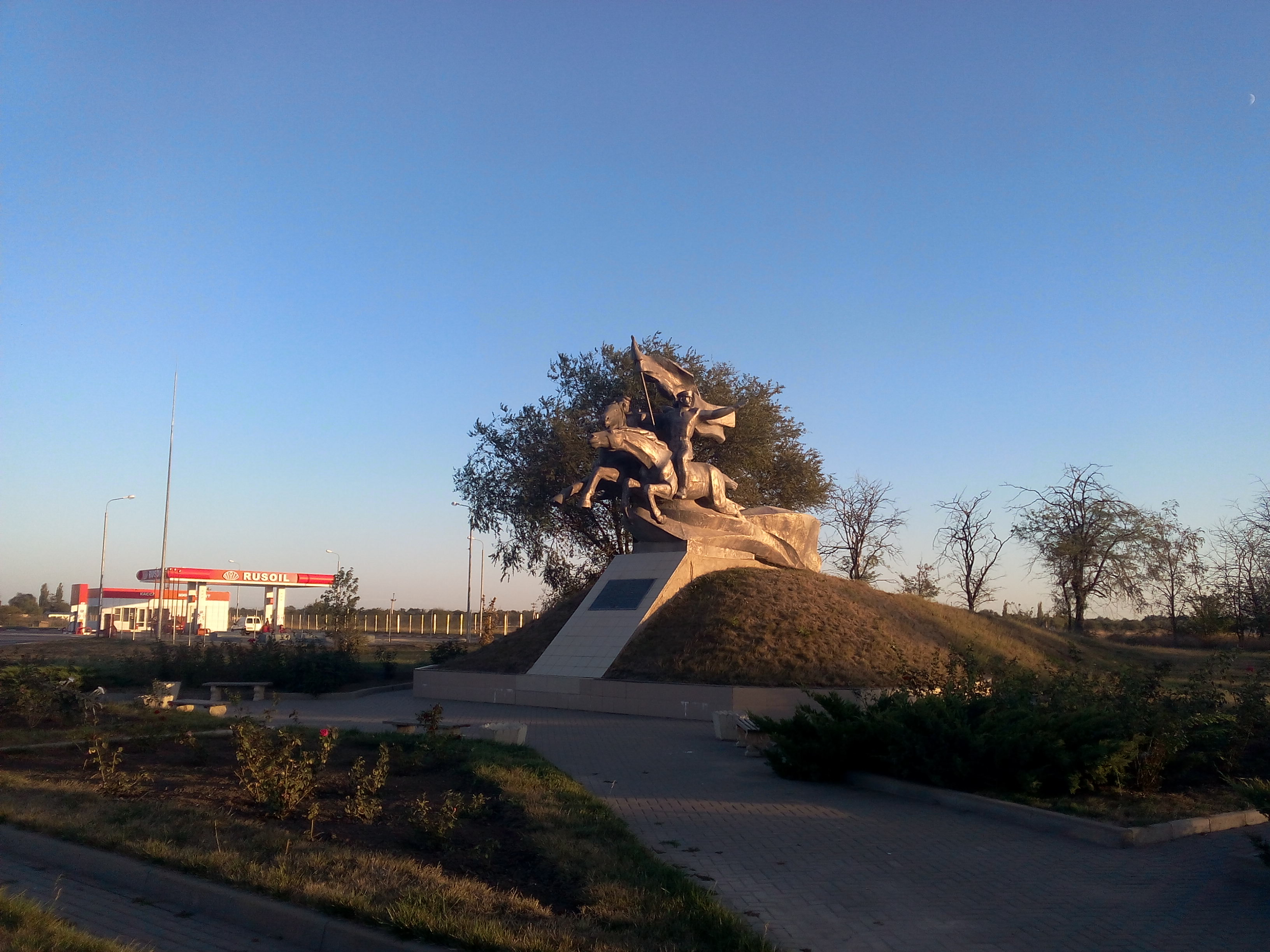
Памятник воинам 116-й казачьей кавалерийской дивизии
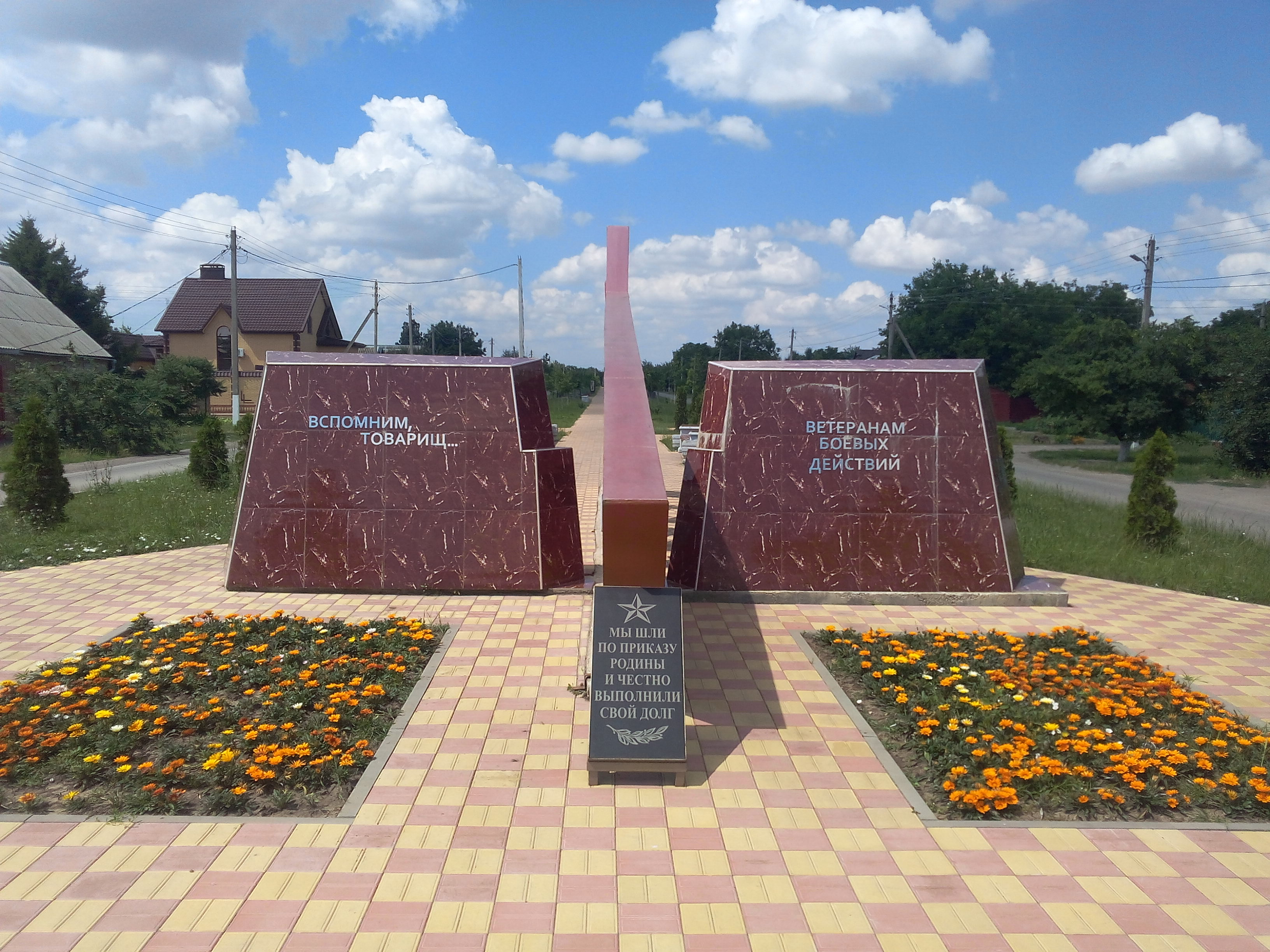
Памятник ветеранам боевых действий
Памятник генералу С. Л. Маркову
Памятник В. И. Ленину
Памятник народному художнику РСФСР В. К. Нечитайло
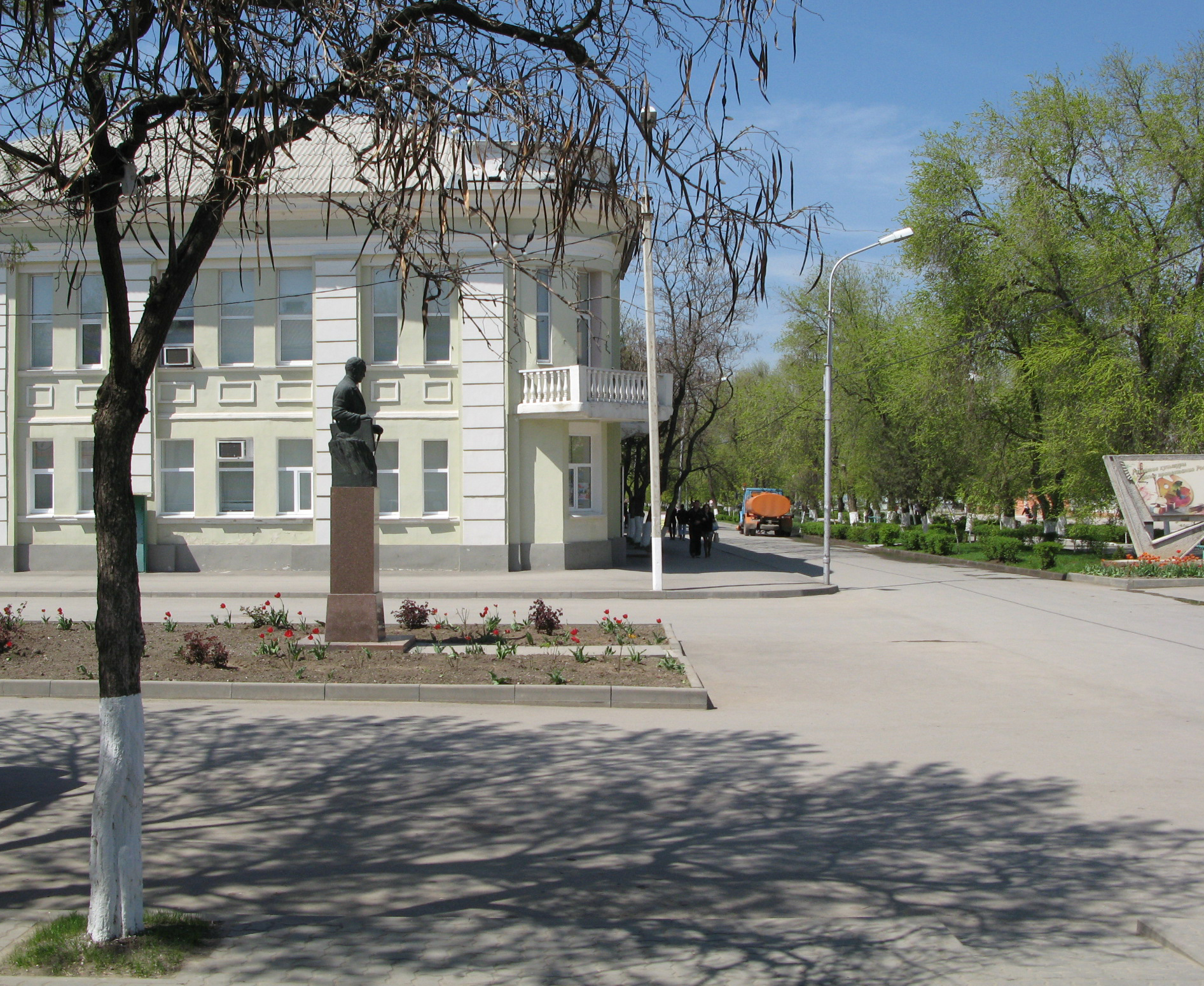
Художественный музей имени В. К. Нечитайло
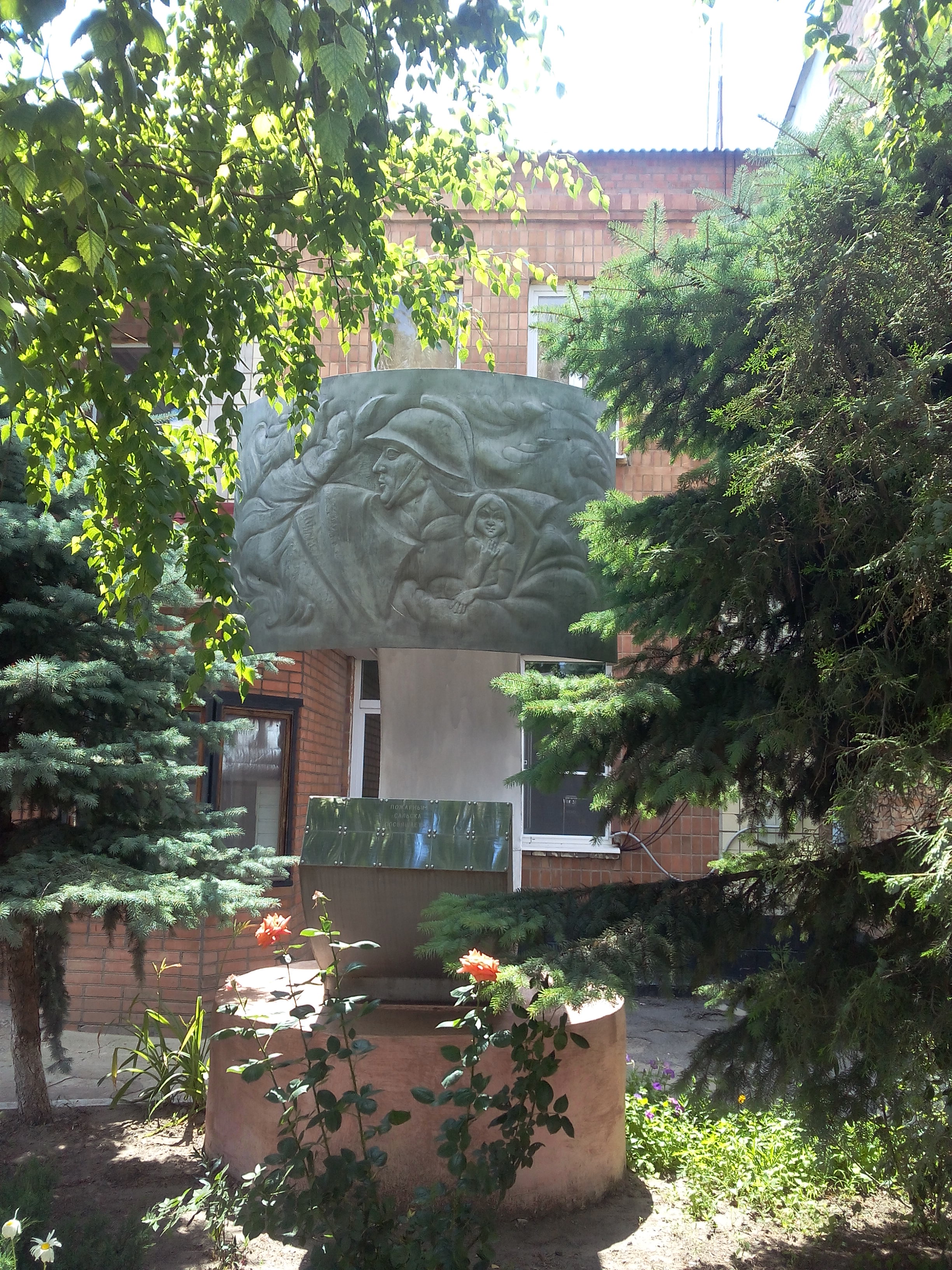
Памятник пожарным г. Сальска
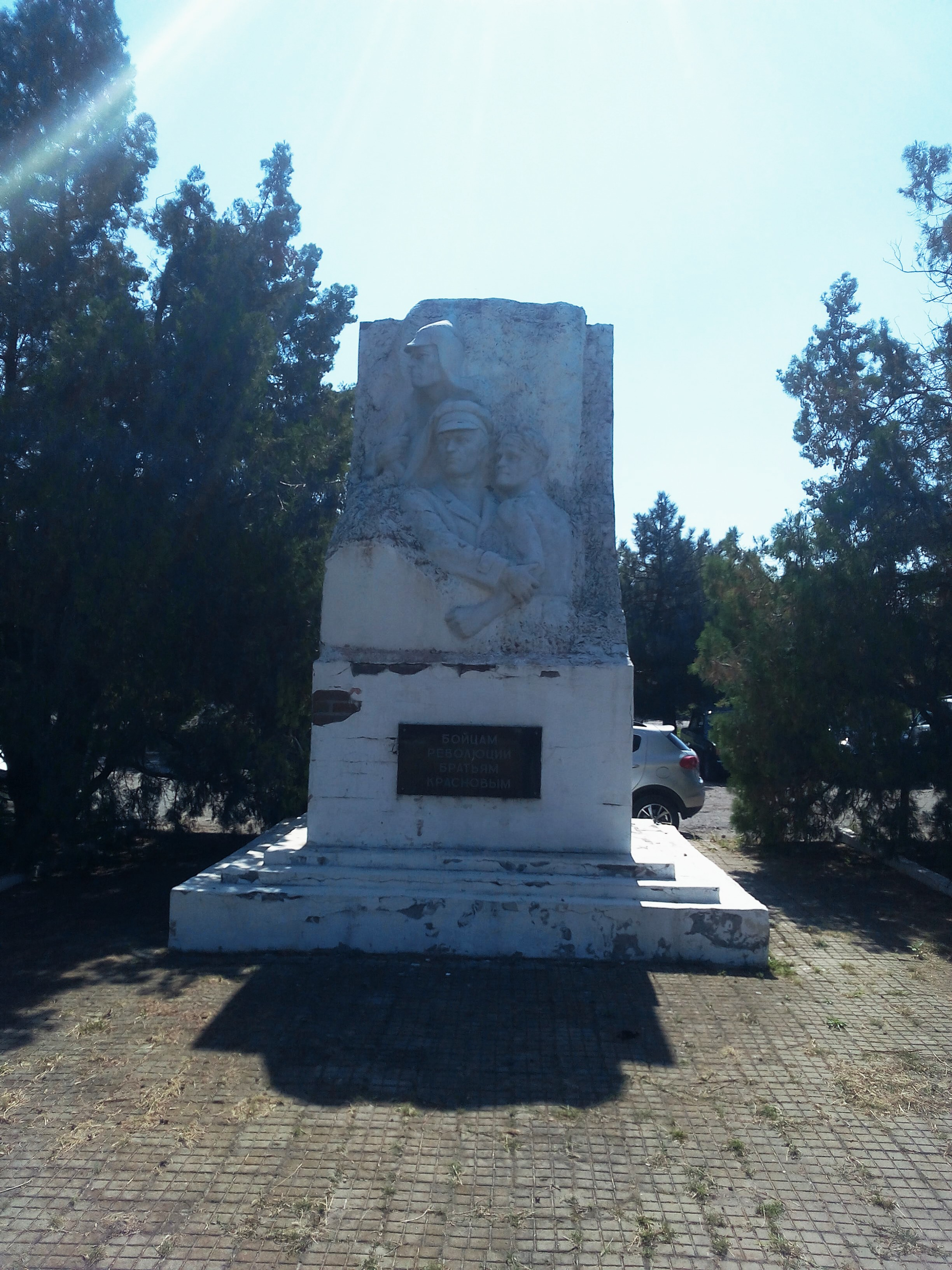
Памятник братьям Красновым
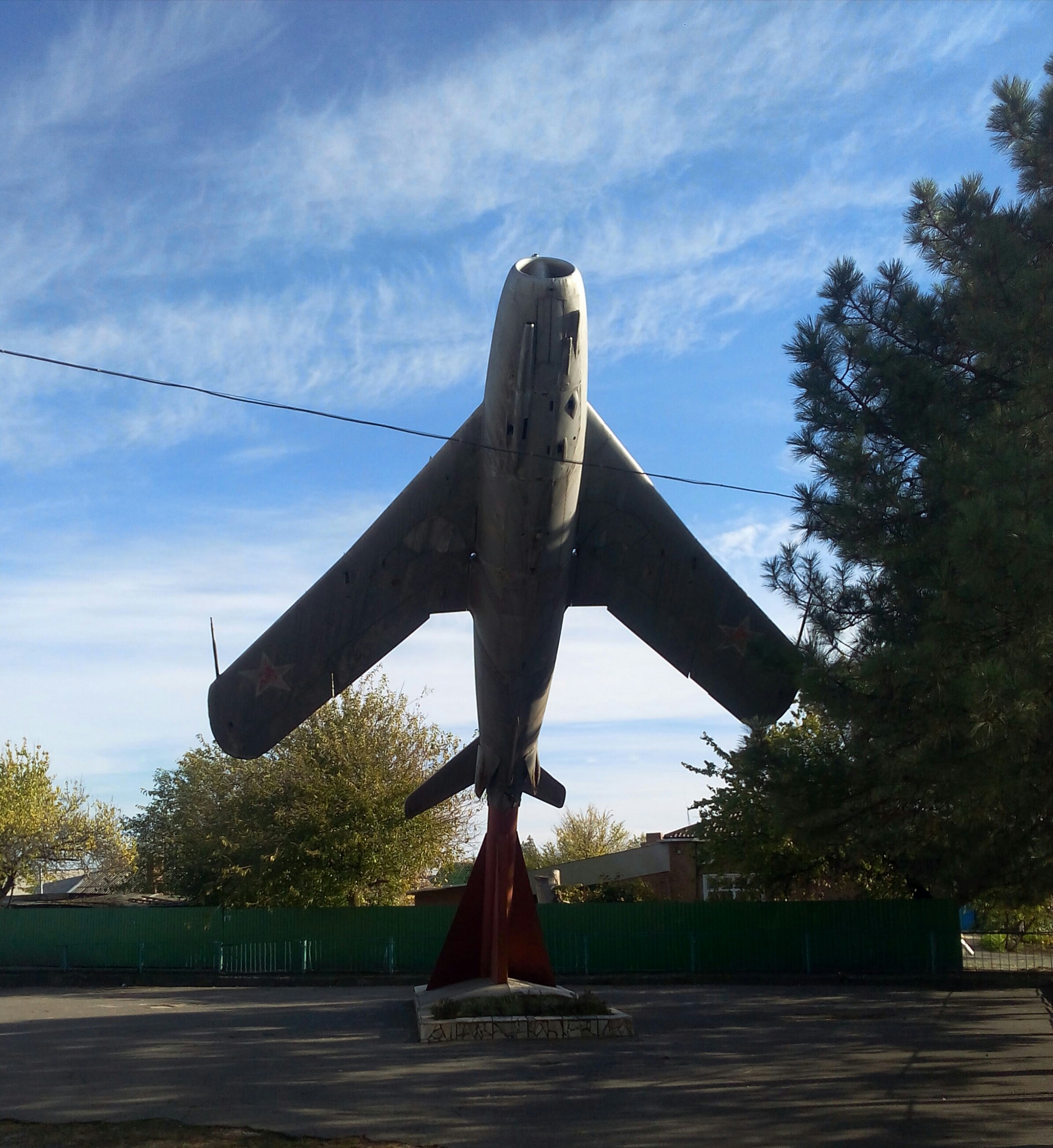
Памятник-самолёт у здания СЮТ, ул. Первомайская

## Города-побратимы
| Страна   | Город-побратим | Год установления связи |
| -------- | -------------- | ---------------------- |
| Беларусь | Калинковичи    | 1999                   |
| Беларусь | Кличев         | 2014                   |

## СМИ
Издательская деятельность
- Сальский филиал АО «Дон-Медиа» (газета «Сальская степь»);
- Редакция газеты «Неделя нашего региона»;
- Редакция газеты «Компас плюс».

Радио
УКВ, КГц:
- 66.86 — Радио России / ГТРК Дон-ТР (4 кВт);
- 68.60 — Радио Маяк (4 кВт).

FM, Мгц:
- 87.5 — Дорожное радио (1 кВт);
- 88.0 — Атаман FM (100 Вт);
- 89.7 — Элит FM (10 Вт);
- 101.5 — Европа Плюс (500 Вт);
- 102.8 — Вести FM / FM-на Дону (1 кВт);
- 103.3 — FM-на Дону (100 Вт);
- 104.2 — Русское радио (500 Вт);
- 105.5 — Авторадио (250 Вт);
- 105.9 — Радио России / ГТРК Дон-ТР (1 кВт).

Телевидение и радиовещание
В Сальске работает телекомпания ООО «ТРВК „Спектр“», а также ООО «Дон Медиа Груп», ООО «Дельта ИС».
Телеканалы
На территории города Сальска и Сальского района осуществляется вещание цифрового телевидения первого мультиплекса (пакет «РТРС-1»): «Первый Канал», «Россия 1» / ГТРК Дон-ТР, «Матч ТВ», «НТВ», «Пятый Канал», «Россия К», «Россия 24» / ГТРК Дон-ТР, «Карусель», «ОТР» / Дон 24, «ТВ Центр», радио «Вести FM», «Радио Маяк» и «Радио России» / ГТРК Дон-ТР и второго мультиплекса (пакет «РТРС-2»): «РЕН ТВ», «Спас», «СТС», «Домашний», «ТВ-3», «Пятница!», «Звезда», «Мир», «ТНТ», «Муз-ТВ». Кроме этого, осуществляется вещание областного телеканала «ДОН-24» с трансляцией еженедельных выпусков «Новости Сальской степи».

## Известные люди
Герои Советского Союза и Российской Федерации, уроженцы города Сальска
- Герой Советского Союза Филоненко Николай Иванович (1923—1999) — уроженец посёлка при станции Торговая (ныне город Сальск), участник Великой Отечественной войны. Командир орудия 619-го артиллерийского полка (179-я стрелковая дивизия, 43-я армия, 1-й Прибалтийский фронт), сержант. Награждён медалью «Золотая Звезда», орденами Ленина и Отечественной войны I степени, медалью «За отвагу» и другими наградами.
- Герой Российской Федерации Гойняк Алексей Николаевич (1984—2017) — уроженец города Сальска, майор подразделения Сил специальных операций Главного управления Генерального штаба Вооружённых Сил Российской Федерации. Награждён орденом Мужества, медалями «За отвагу» и «Золотая Звезда». Звания Героя Российской Федерации удостоен посмертно.

## Фотогалерея города Сальска

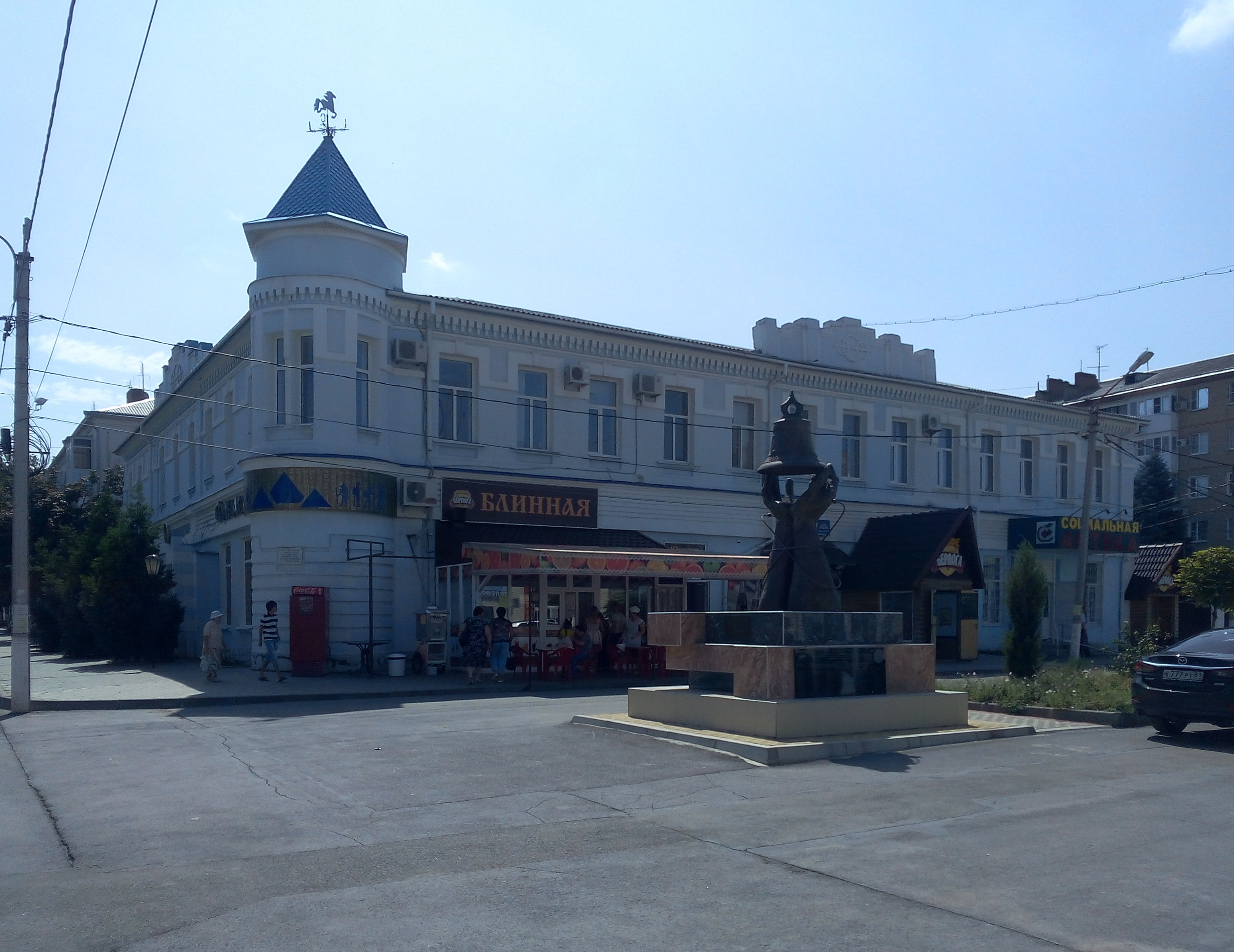
Перекресток улиц Ленина и Будённого
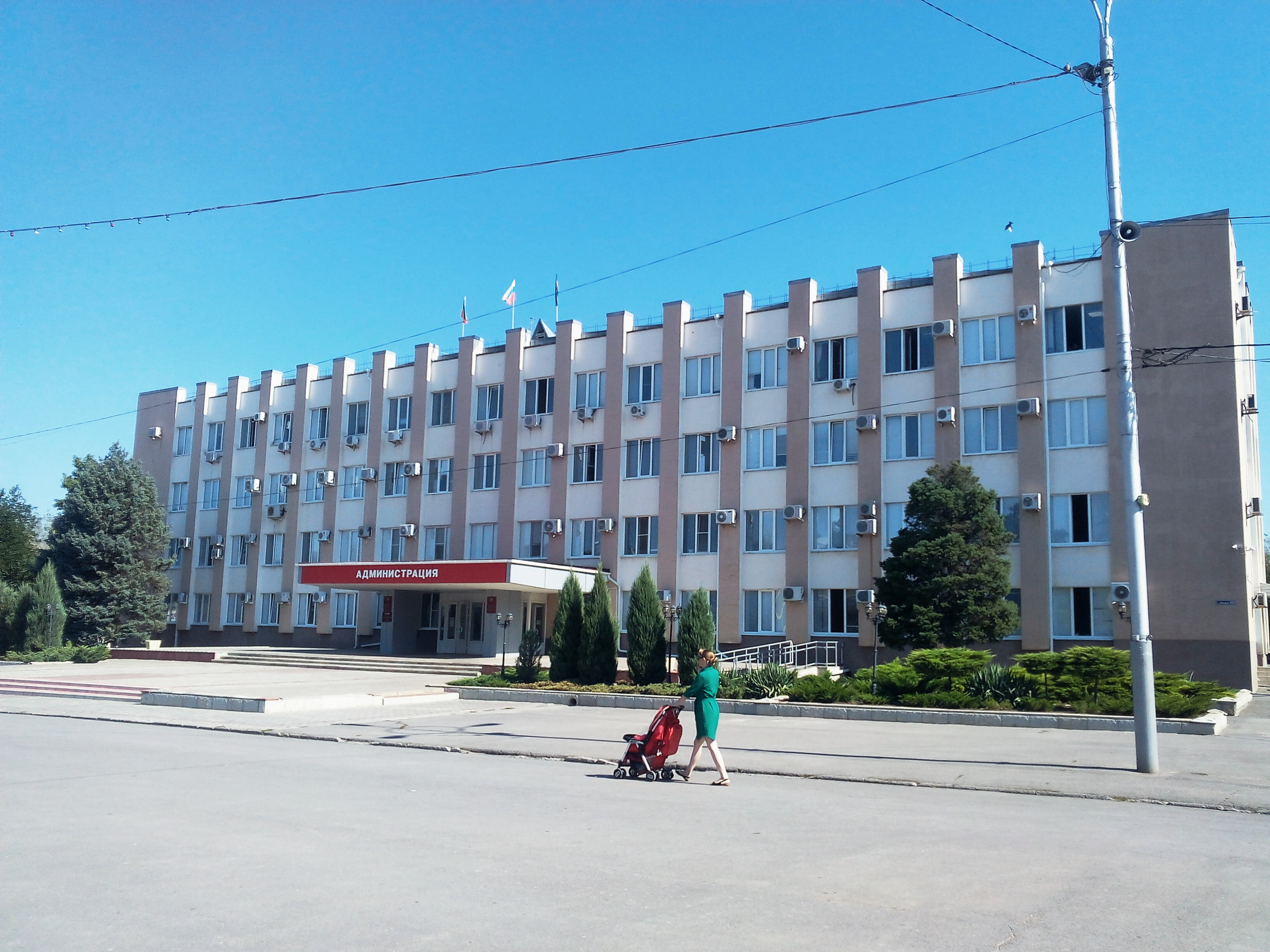
Здание администрации
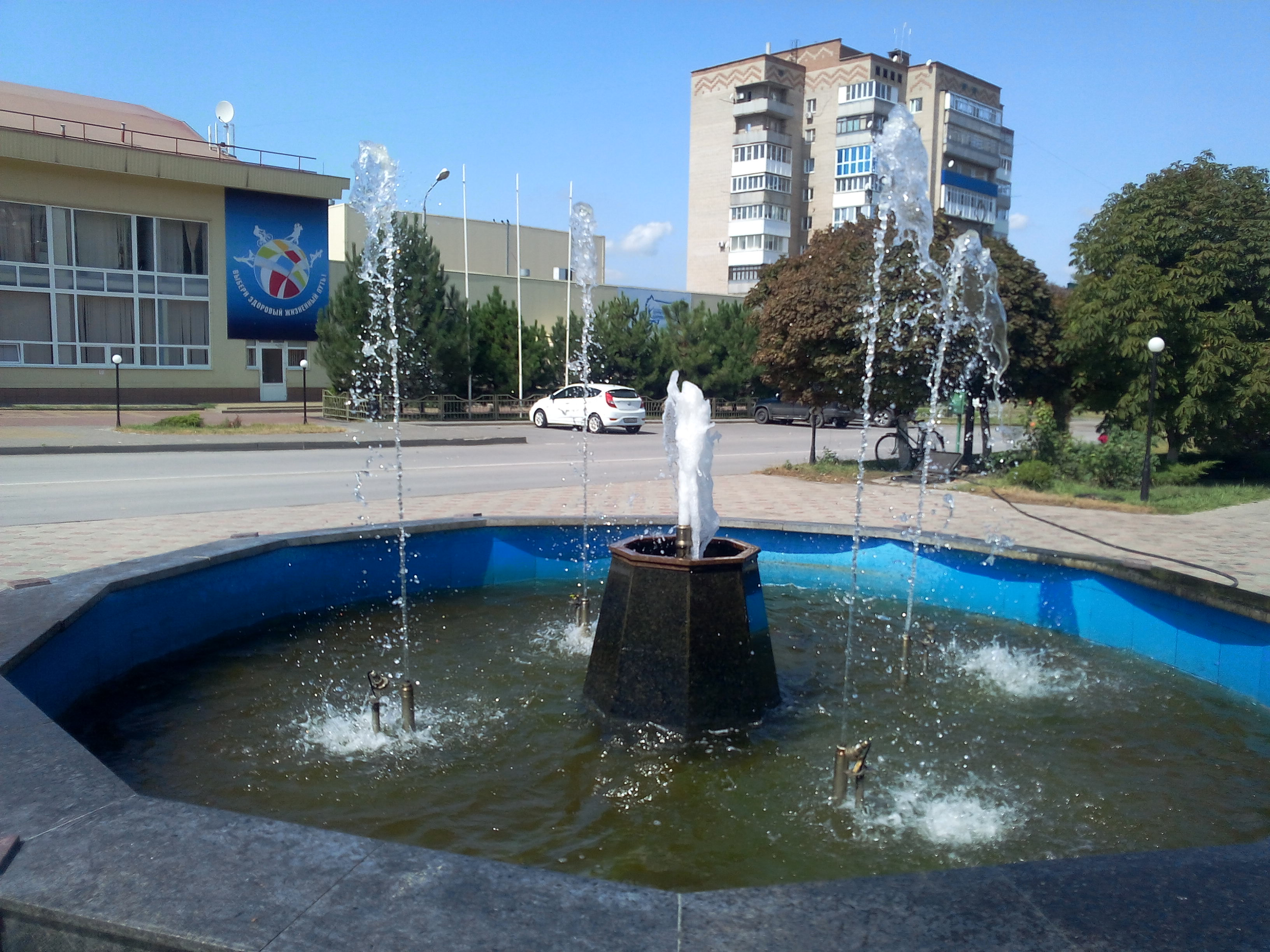
Фонтан на Юбилейной площади
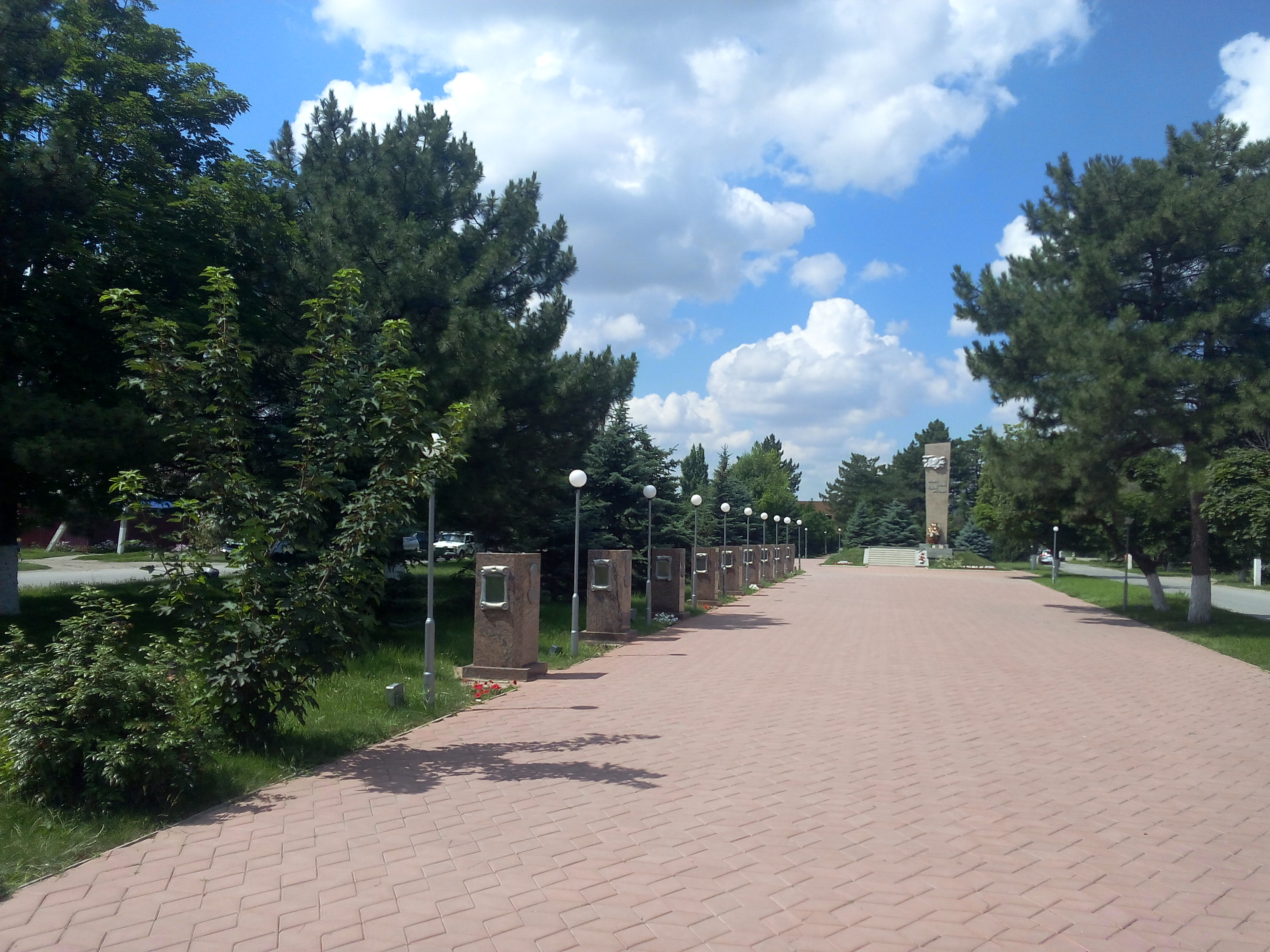
Аллея героев на площади Свободы
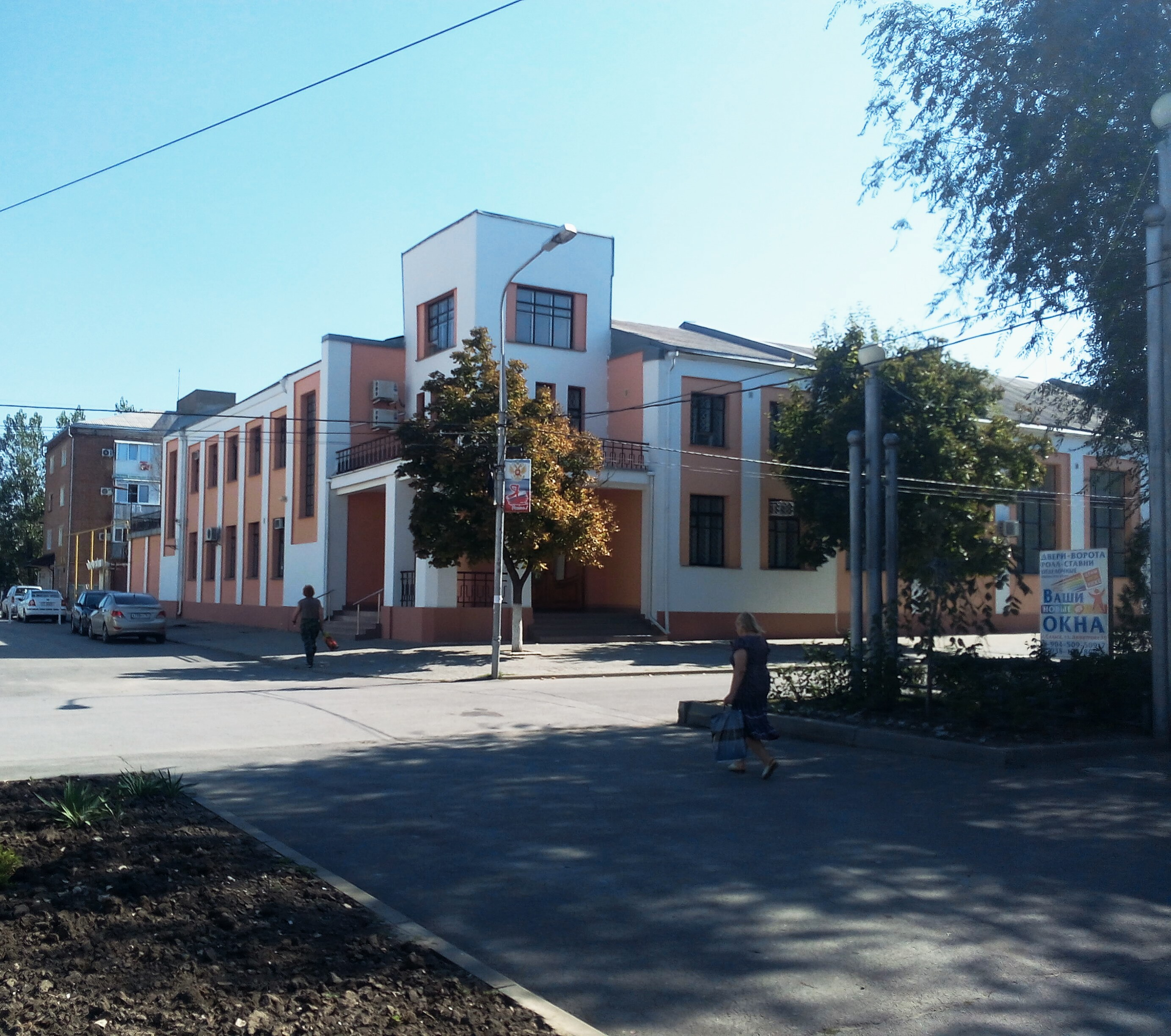
Административное здание РКЦ, ул. Ленина
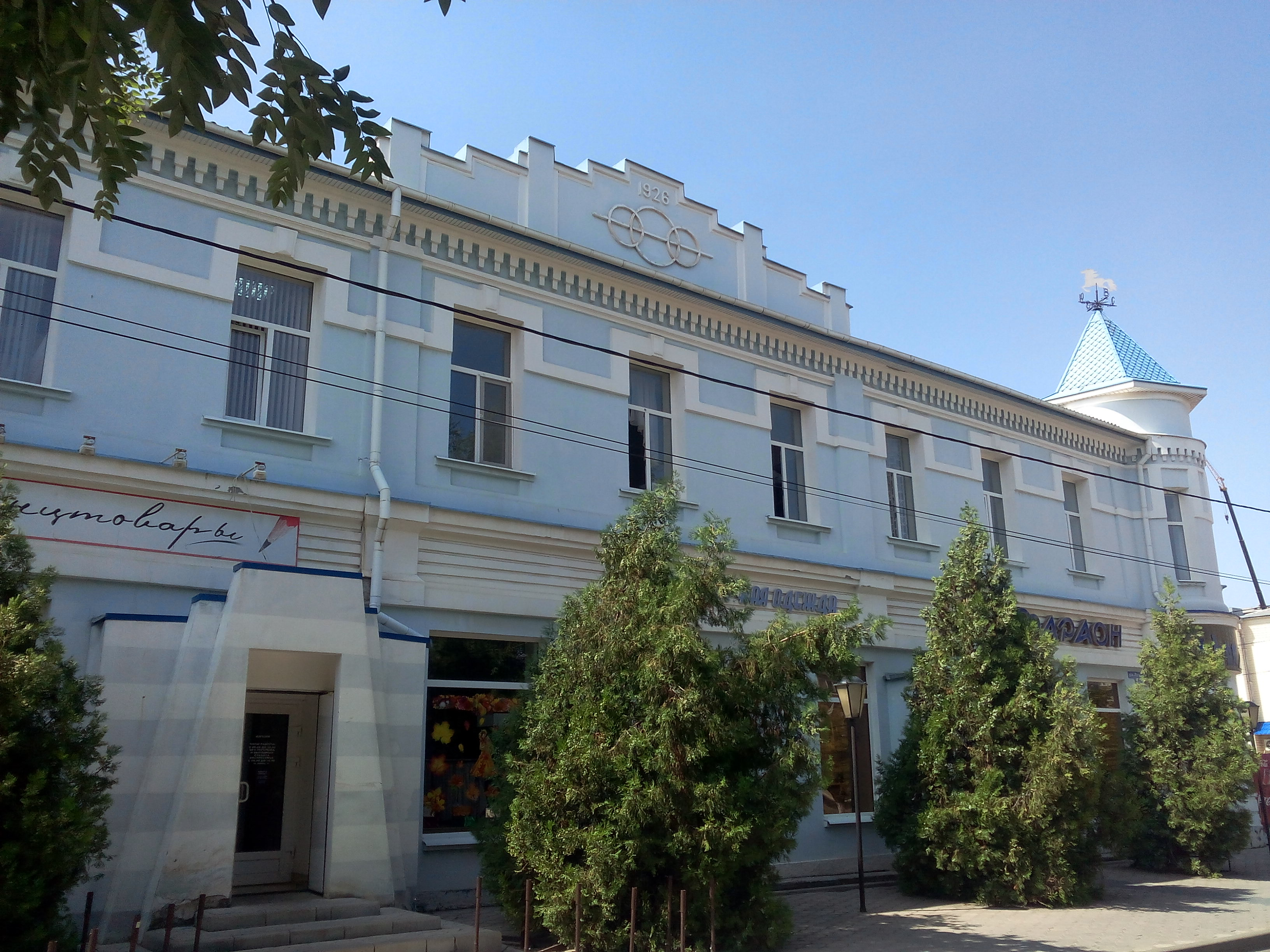
Здание бывшей гостиницы «Сальск», построенное в 1926 году
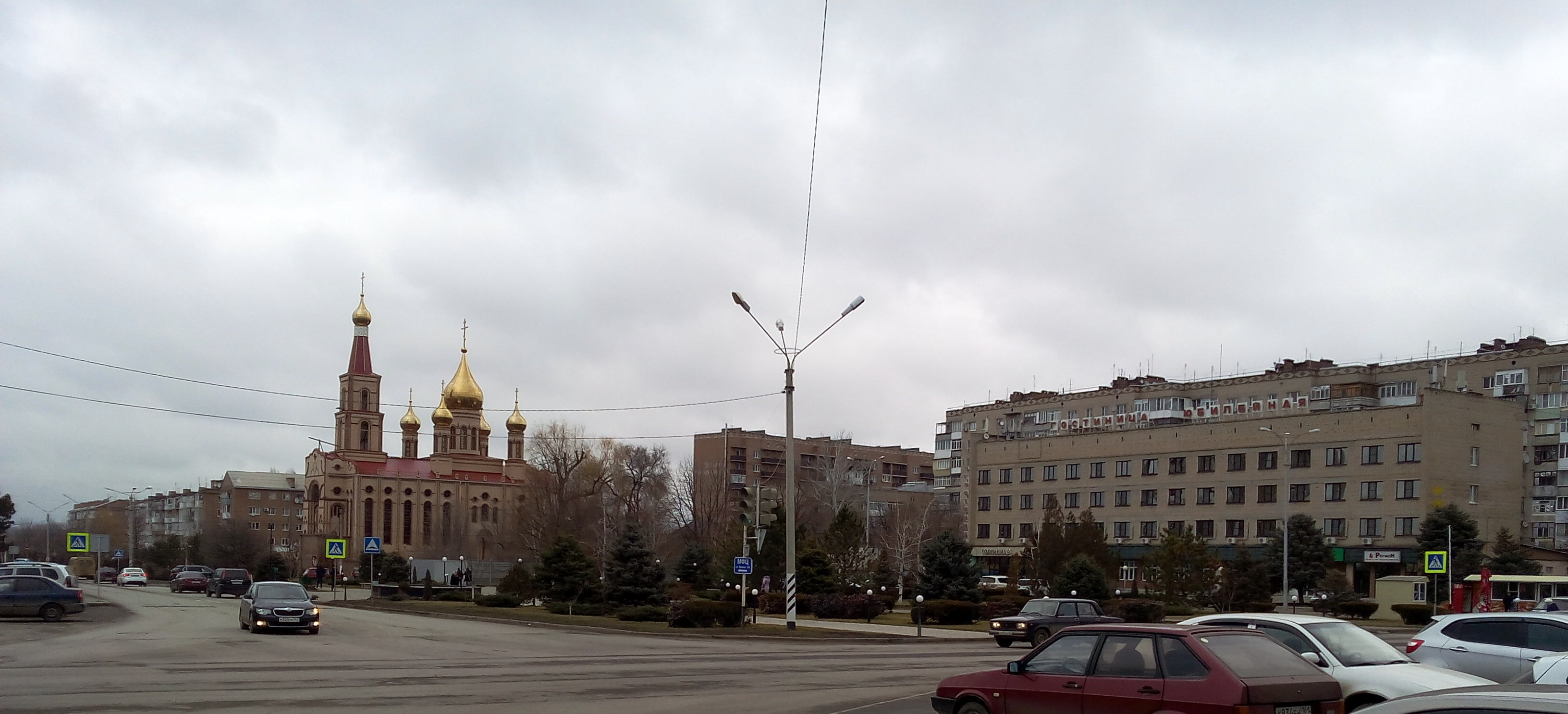
Юбилейная площадь
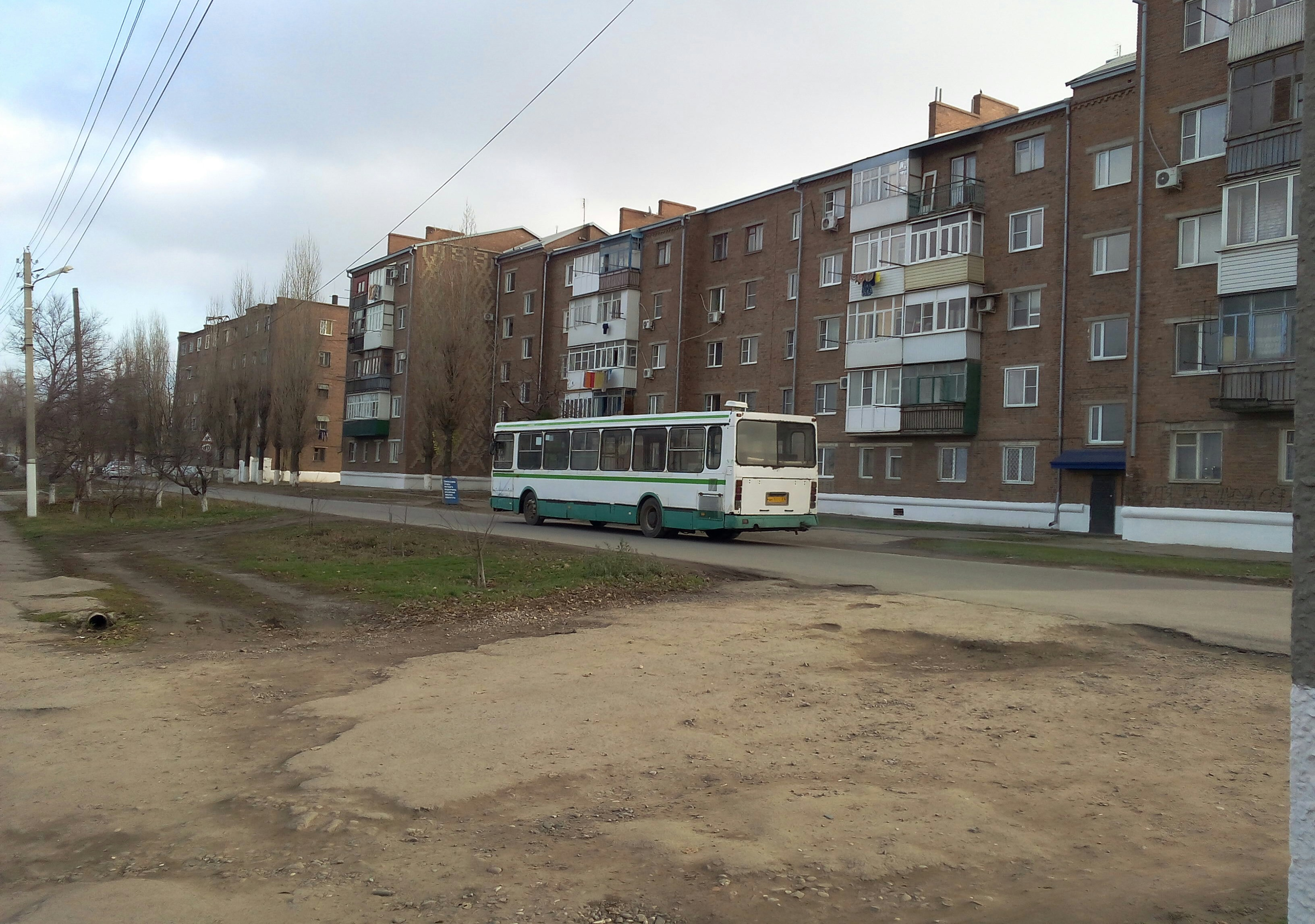
Ул. Железнодорожная
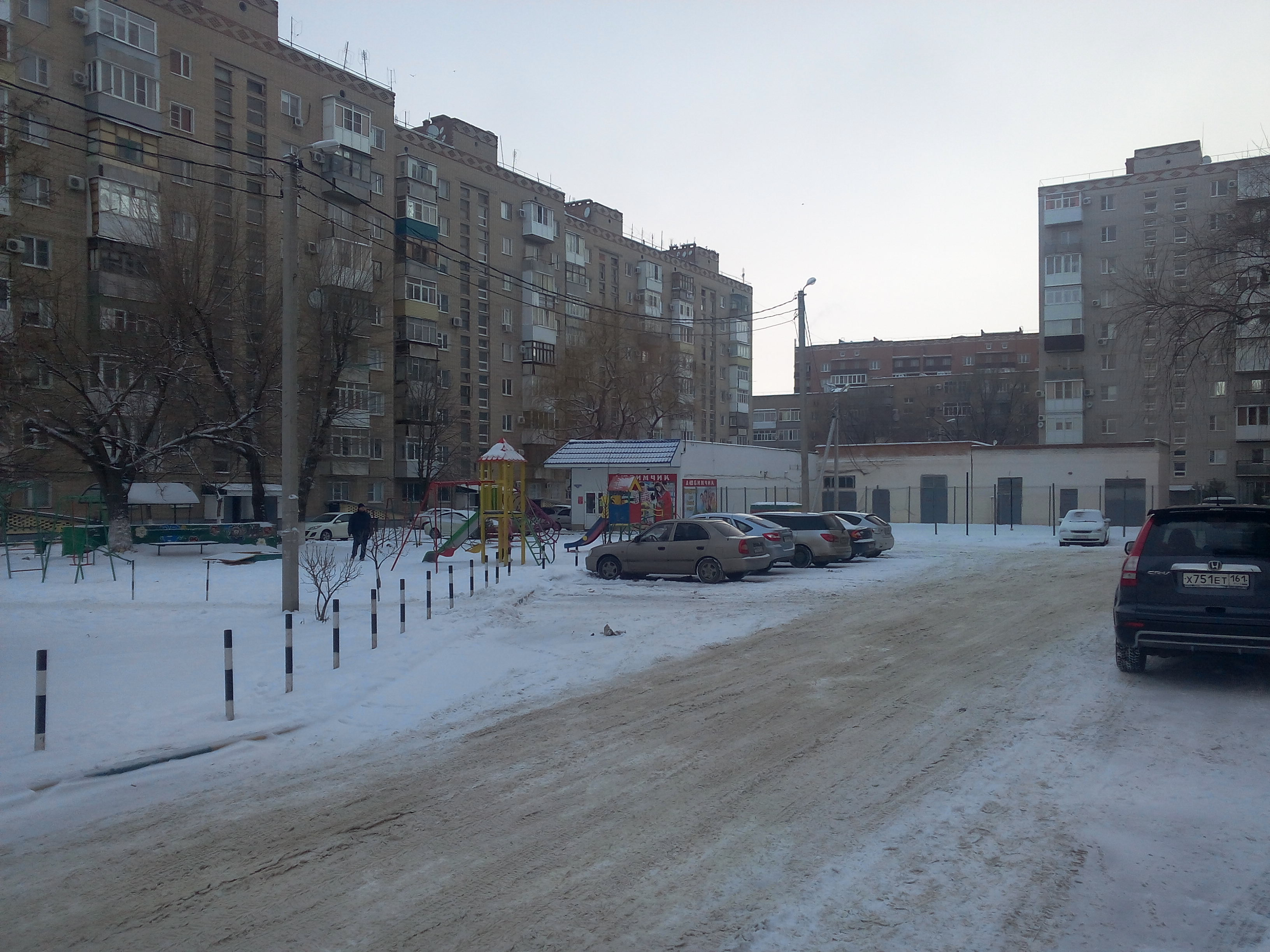
Микрорайон по ул. Кузнечной
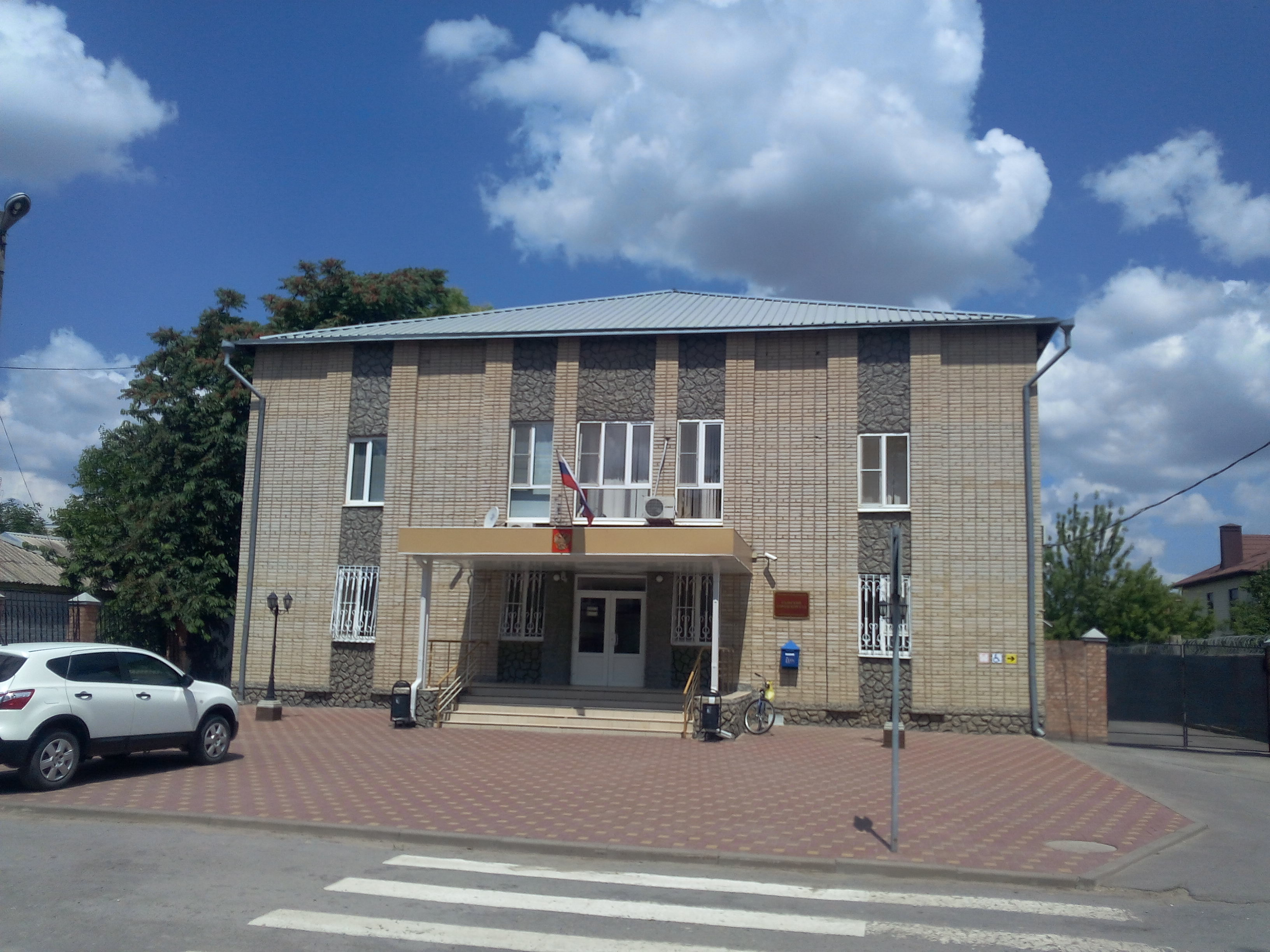
Здание Сальского городского суда
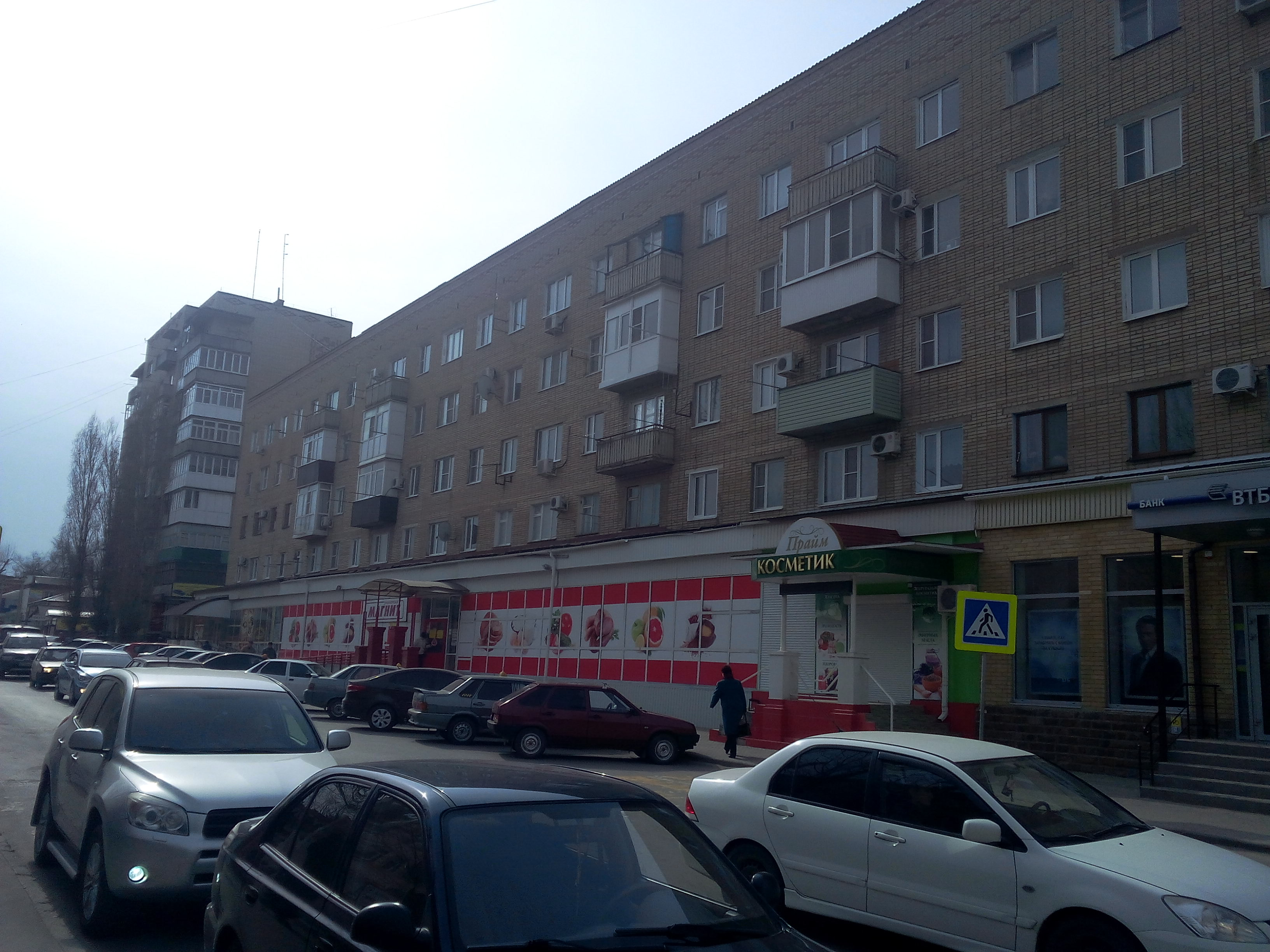
Ул. Пушкина
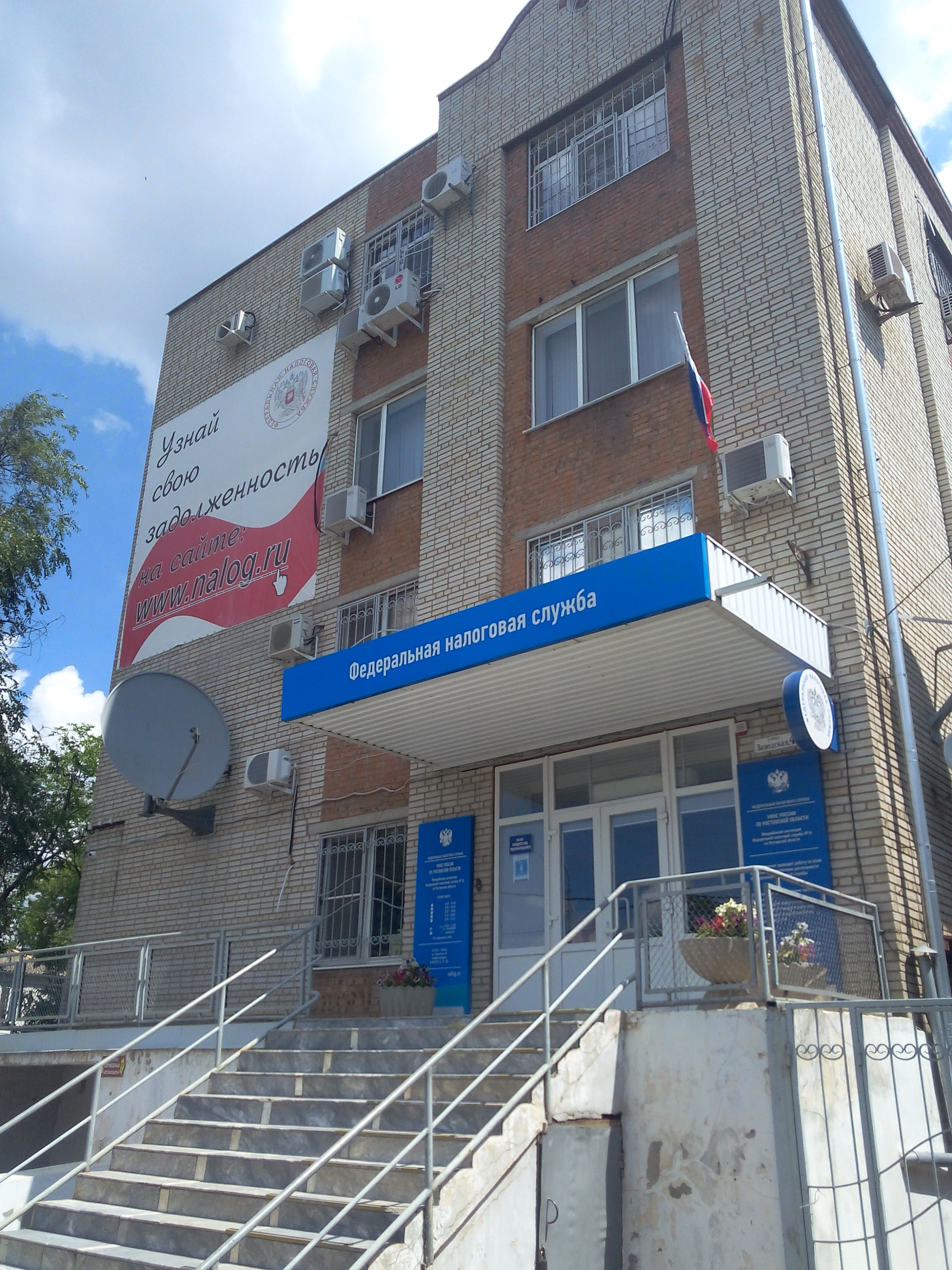
Здание налоговой инспекции
Скульптурная композиция у роддома, ул. Кузнечная
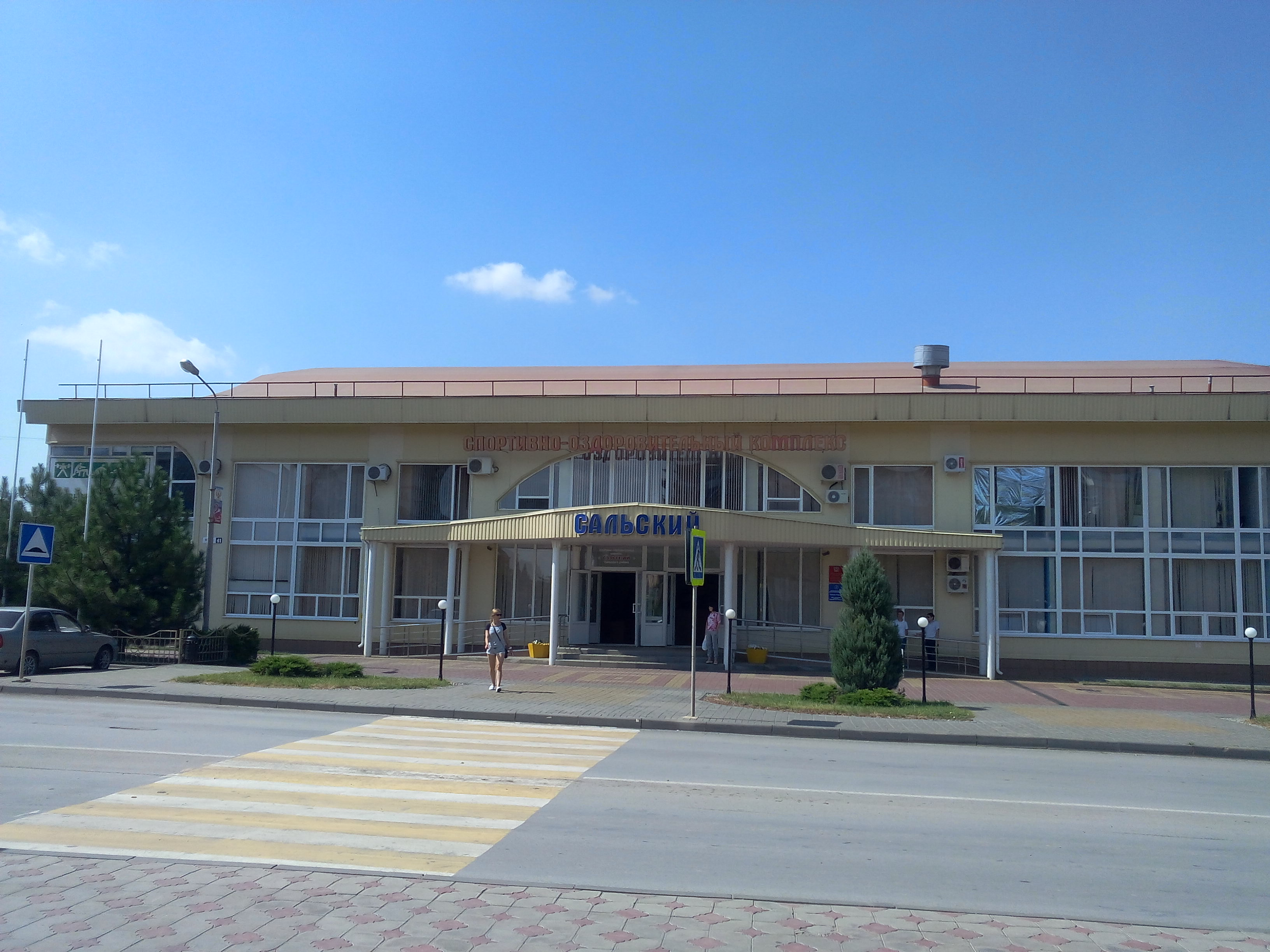
Спорткомплекс «Сальский»
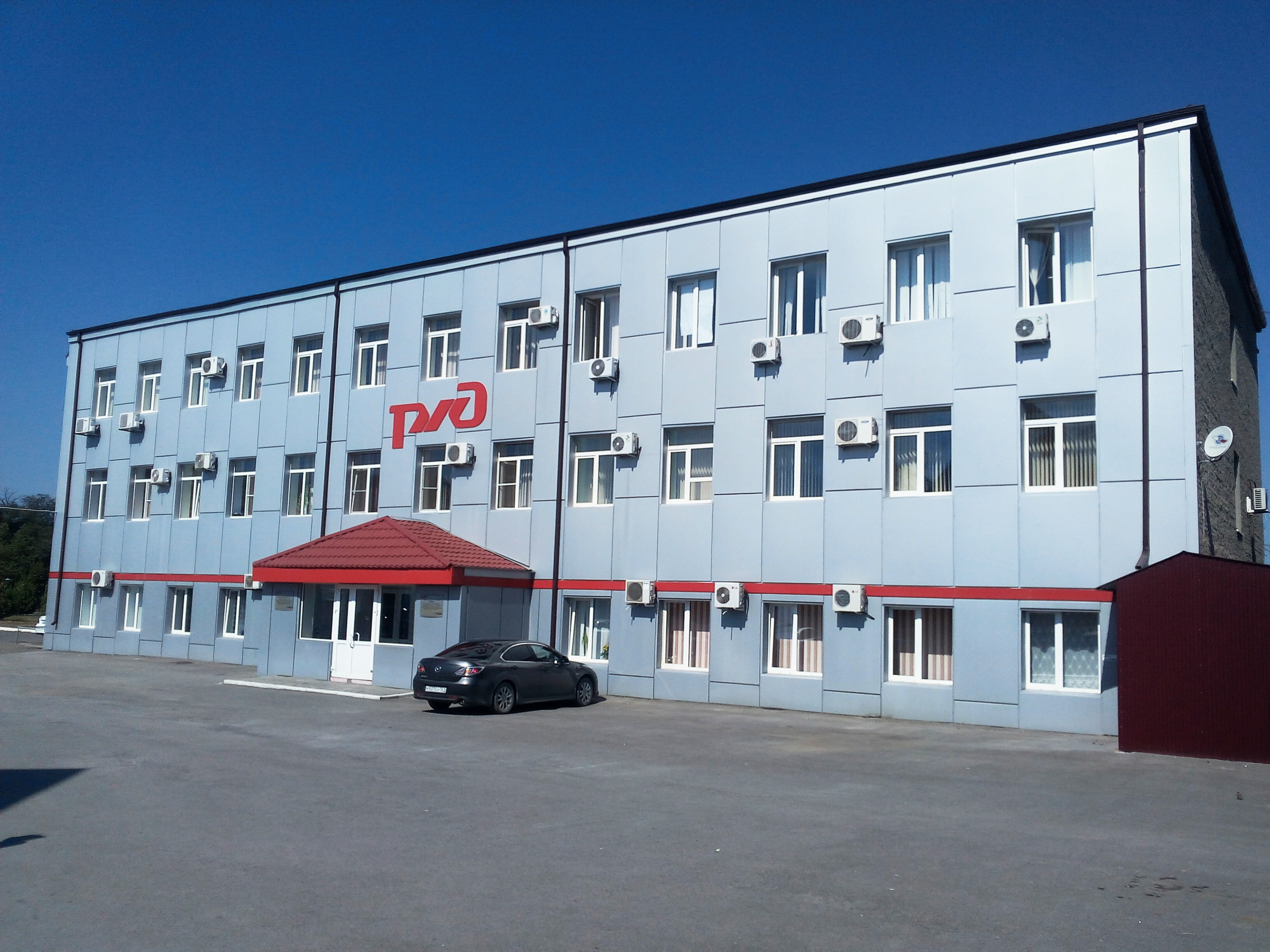
Здание центра управления перевозками РЖД